# Église Notre-Dame-de-l'Assomption d'Auvers-sur-Oise
L'église Notre-Dame-de-l'Assomption est une église catholique paroissiale située à Auvers-sur-Oise, dans le département français du Val-d'Oise et la région Île-de-France.
Elle a été fondée vers la fin du XIe siècle par Philippe Ier, puis reconstruite sous l'impulsion d'Adélaïde de Savoie qui réside souvent dans le manoir royal au nord de l'église après le décès de son époux Louis VI en 1137. Cette reconstruction commence par les parties orientales et s'achève par la nef, qui présente une élévation sur trois niveaux avec triforium. Elle se fait dans le style roman tardif encore manifeste dans les chapiteaux, basculant rapidement vers le style gothique naissant avec des fenêtres en arc brisé et des voûtes d'ogives. L'absidiole au nord est encore purement romane, mais elle n'est sans doute pas antérieure à 1137. Deux fenêtres du chevet sont remaniées au XIIIe siècle dans le style gothique rayonnant, ce qui accentue l'écart stylistique de ces deux parties en réalité contemporaines.
L'église Notre-Dame traverse les siècles sans subir de dommages notables lors des guerres, et la seule transformation entreprise est l'ajout de la chapelle de la Vierge peu avant le milieu du XVIe siècle. Or, après un premier classement au titre des monuments historiques en 1856, les restaurations de l'intérieur sont si maladroitement entreprises que l'édifice perd beaucoup de son authenticité, et il est donc déclassé en 1874. Un second classement intervient en 1915. L'église Notre-Dame-de-l'Assomption reste un intéressant témoin du style gothique primitif, et son chœur et sa nef sont d'une grande qualité architecturale, faisant preuve d'une harmonie et d'une élégance qui n'ont rien à envier aux grands chantiers de son époque.
Au XXe siècle, l'église acquiert une notoriété mondiale grâce à la toile de Vincent Van Gogh, L'Église d'Auvers-sur-Oise, peinte en 1890.

## Localisation

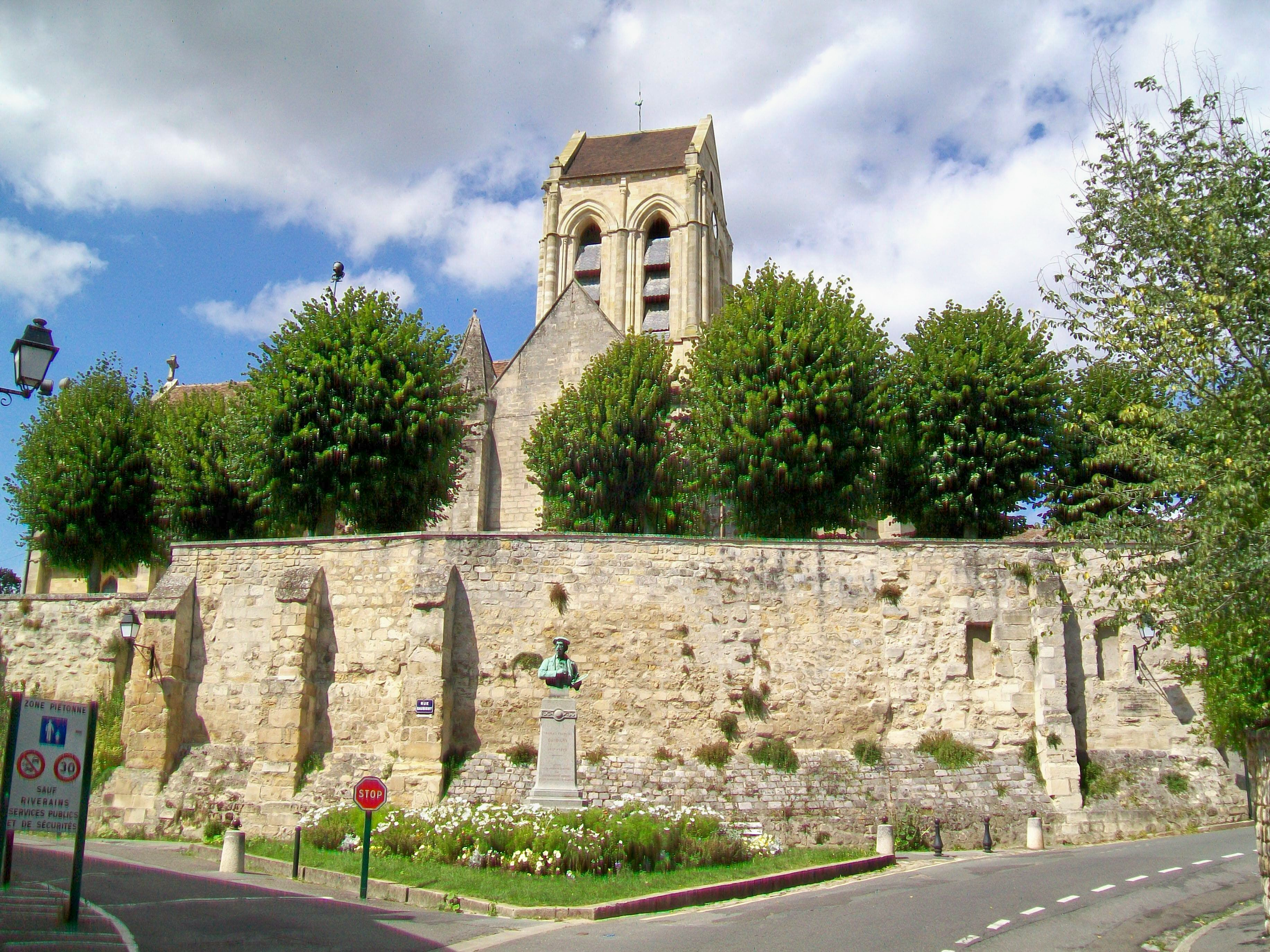
Mur de soutènement avec des fenêtres bouchées au sud de l'église.

L'église est située dans le département français du Val-d'Oise, sur la commune d'Auvers-sur-Oise, à l'est du centre-ville, sur un promontoire à flanc de coteau, surplombant la rue Daubigny et la rue de Paris arrivant depuis le pont de l'Oise. Au nord, l'église s'approche de près d'une vieille ferme, issue d'un manoir seigneurial des comtes du Vexin existant déjà au XIe siècle voire avant. Le promontoire, en fait une terrasse aménagée pour accueillir le cimetière entourant l'église jusqu'à sa suppression en 1858, est délimité au sud par un mur de soutènement épaulé par des contreforts de formes différentes. La muraille comporte une saillie importante au sud du chœur et montre des traces de fenêtres bouchées, ce qui indique qu'elle provient d'un bâtiment aujourd'hui disparu, probablement le logis du prieur ou la grange dîmière. Avec le manoir, le prieuré et quelques autres bâtiments, l'église disposait d'une ébauche d'enceinte fortifiée, servant de retraite aux habitants en cas de danger. Après la fin des guerres de religion, les paroissiens décident en 1615 de poursuivre les travaux de fortification entrepris depuis longtemps. L'escalier d'accès montant depuis la rue Daubigny vers le portail occidental de l'église date de cette époque. Le bâtiment au nord de l'escalier est l'ancienne prévôterie. Le presbytère se situe au fond d'une cour dont le portail fait face à la façade de l'église, à l'angle avec le mur de la ferme. La place devant le chevet de l'église a été aménagée en 1875 après l'arasement du mur d'enceinte de ce côté, et plantée d'arbres.

## Historique

### Les origines

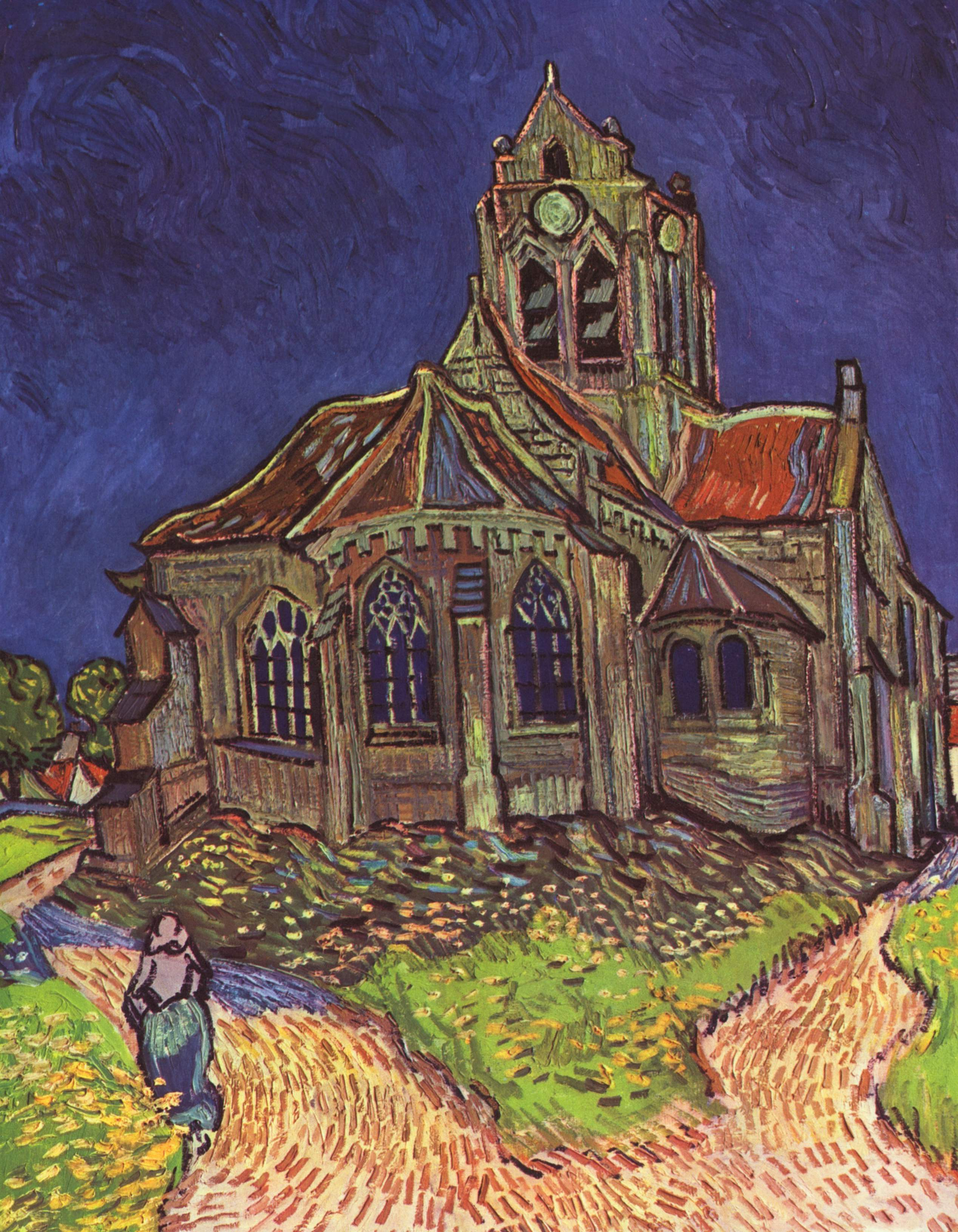
L'église d'Auvers, par Vincent Van Gogh.

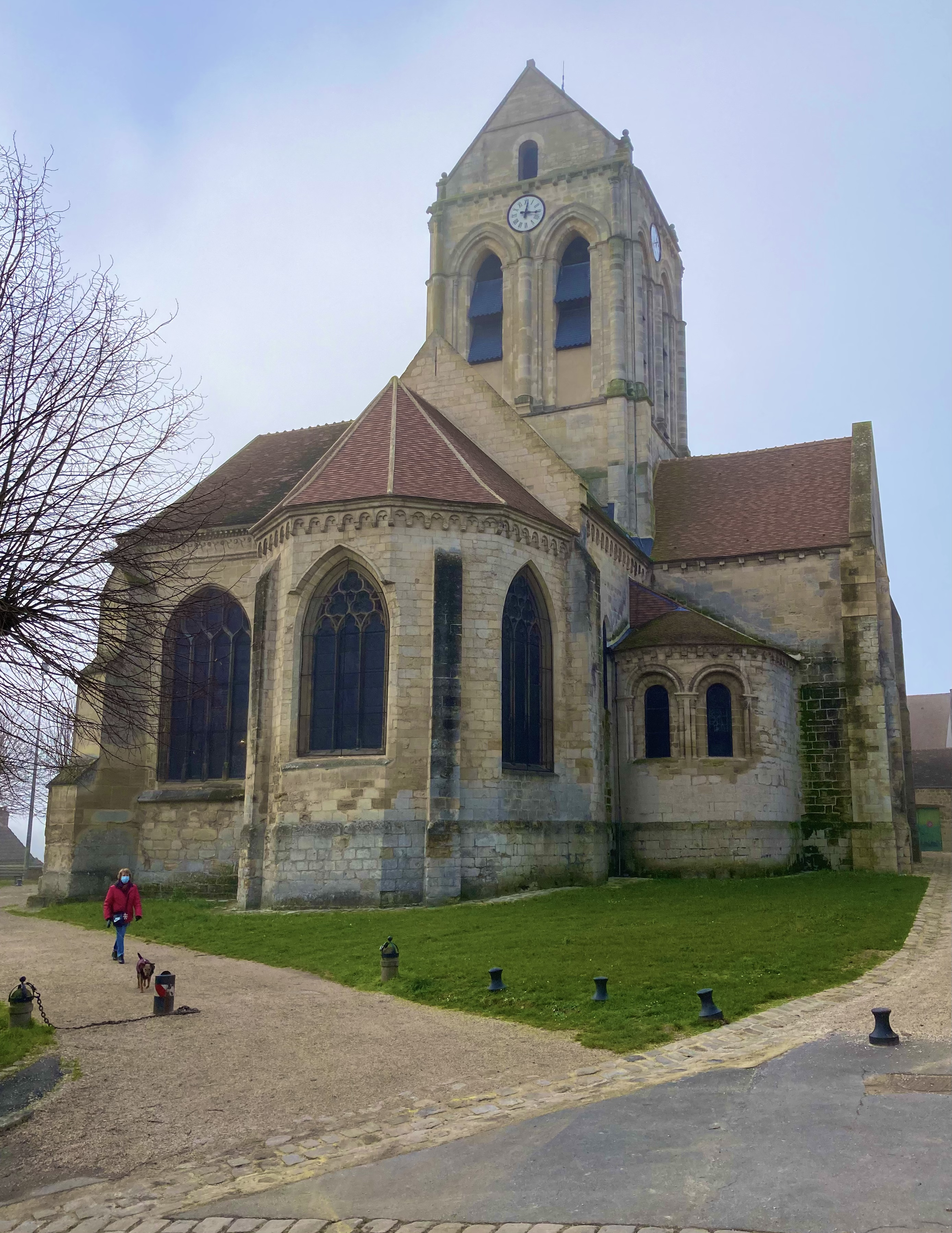
Vue depuis le nord-est.

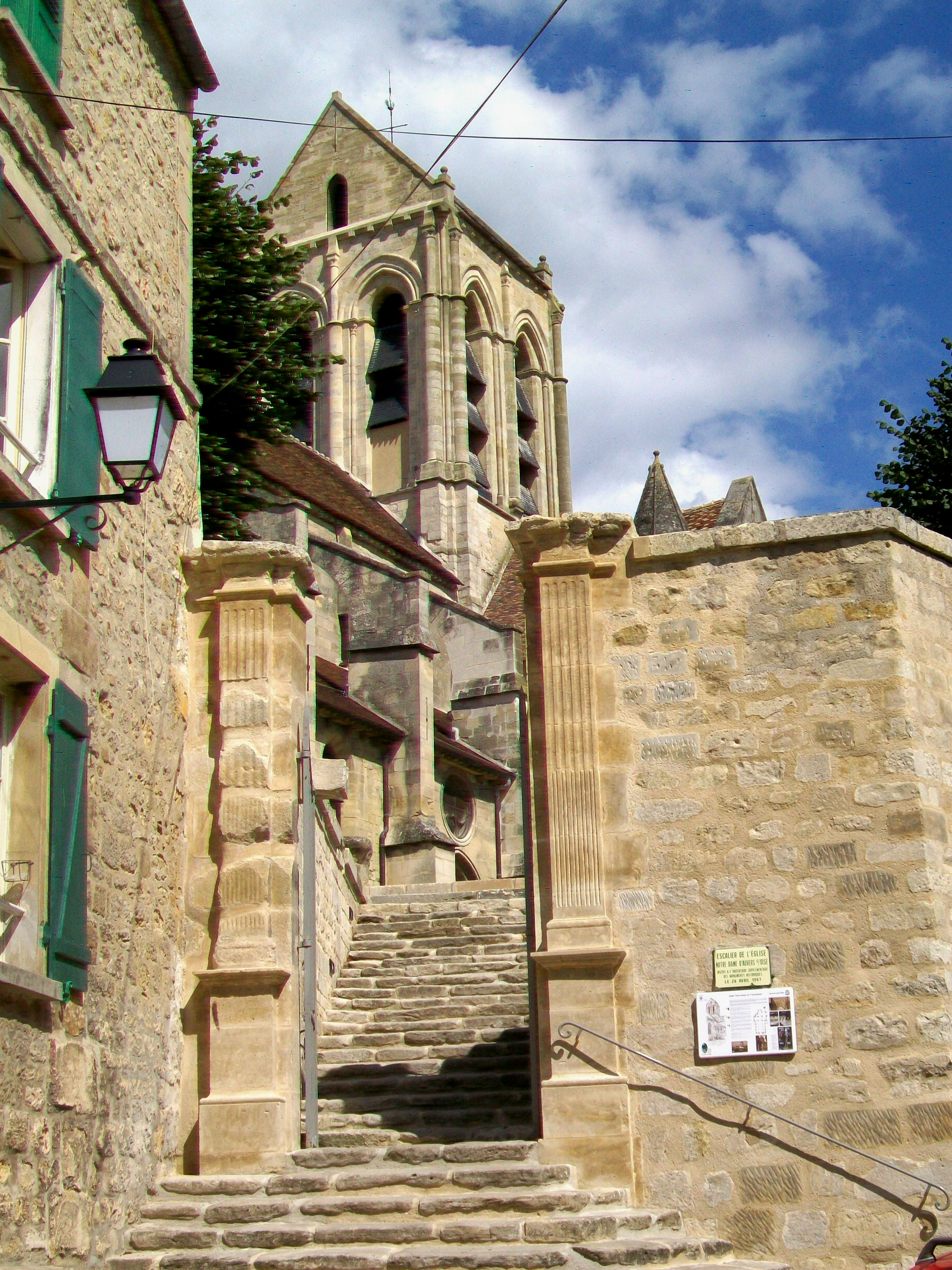
Escalier de 1615 (inscrit M.H.).

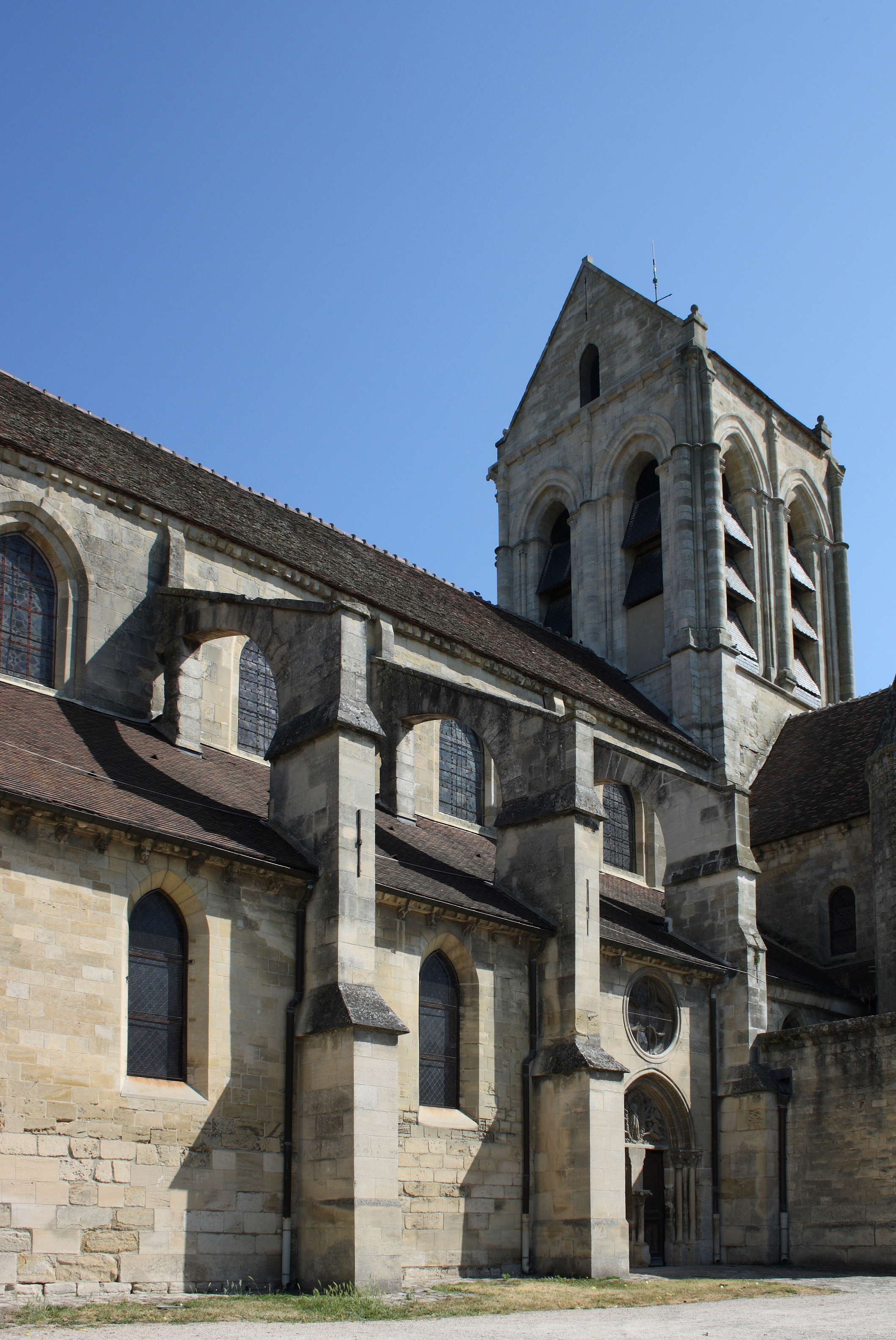
Vue depuis le sud-ouest.

Au XIe siècle, Auvers-sur-Oise appartient en propre aux comtes du Vexin. Ils possèdent le manoir au nord de l'église actuelle, qui n'existe pas encore : Le centre du village se trouve à l'endroit de l'actuel hameau de La Rue Rémy à près de 2 km à l'ouest, et c'est là qu'est implantée l'église paroissiale Saint-Martin. Elle dépend de l'abbaye Saint-Martin de Pontoise. Quand le dernier comte du Vexin, Simon de Vexin, décède en 1081, sa lignée s'éteint avec lui, et ses possessions reviennent au domaine royal de plein droit. Le roi Philippe Ier n'avait toutefois pas attendu ce moment pour s'emparer du Vexin, ce qu'il fit en 1077. Quoi qu'il en soit, Auvers-sur-Oise fait partie du domaine royal à compter de 1081. C'est pour le roi l'occasion de décider de la construction d'une église près de son manoir. Aucun détail n'est connue sur cette église, qui s'élève à l'emplacement exact de l'actuelle église Notre-Dame-de-l'Assomption. En tout cas, le roi Louis VI le Gros (fils du précédent) décide de la donner à l'abbaye Saint-Vincent de Senlis en 1131. Il considère que cette abbaye fondée par son épouse Alix ou Adélaïde de Savoie est encore trop pauvre, et la charte de donation mentionne explicitement qu'il s'agit d'une église royale, devant permettre à l'abbaye d'enrichir ses « maigres revenus ». On peut en conclure que l'église Notre-Dame-de-l'Assomption est déjà achevée et possède une certaine importance. N'en subsistent que les parties basses du croisillon nord du transept, du chœur et de l'absidiole dans leur angle, dont le plan est tout à fait conforme aux édifices religieux du Vexin de la fin du XIe siècle, ainsi que la pile nord-est du clocher. Louis Régnier démontre que l'absidiole ne peut provenir entièrement de l'église précédente. Bien qu'elle soit de style roman, sa corniche est la même que celle des croisillons, et la sculpture des chapiteaux de ses fenêtres est de la même facture que de celles du chœur. D'autres détails indiquent qu'elle ne peut dater du XIe siècle,.

### La construction de l'église
Adélaïde de Savoie reçoit Auvers en douaire à la disparition de son époux. En tant que dépendance de l'abbaye Saint-Vincent, l'église s'accompagne sans aucun doute d'un prieuré. L'on ignore si ce sont les moines ou la reine qui décident de la reconstruction du chœur, mais la deuxième hypothèse est plus probable, étant donné que ce soit à la générosité d'Adélaïde que l'abbaye doit sa première prospérité, et que les nouveaux aménagements sont à la pointe du développement artistique de l'époque, en s'inspirant du style de la basilique Saint-Denis même pas encore achevée à l'époque. Par ailleurs, la reconstruction rapide des petits chœurs romans seulement quelques décennies après leur construction est un constat récurrent dans la région. L'analyse stylistique montre que le chœur actuel a dû être entamé avant le milieu du XIIe siècle, toujours dans le style roman, comme en témoignent les chapiteaux, mais en passant bientôt vers le tout nouveau style gothique. Les croisillons sont rebâtis en même temps, mais avec une ornementation plus sommaire. Les autres parties de l'église ne sont amorcées qu'après la mort d'Adélaïde en 1154, à commencer par l'élégant clocher en bâtière parmi les premiers beffrois gothiques du Vexin, terminé sans doute avant 1170. La nef et les bas-côtés semblent dater de la période comprise entre 1190 à 1225, tombant dans le règne de Philippe Auguste. L'élévation sur trois niveaux est généralement interprétée comme étant inspirée par la cathédrale Notre-Dame de Paris. Contrairement à d'autres églises Vexinoises qui comportent également un triforium mais pas d'arc-boutant (Ennery, Livilliers et Nesles-la-Vallée, par exemple) et qui souffrent de problèmes de stabilité, l'église d'Auvers-sur-Oise est d'emblée équipée d'arcs-boutants. La façade occidentale est achevée vers 1225. Notre-Dame est ensuite érigée en église paroissiale, au détriment de l'église Saint-Martin, qui continue toutefois de servir au culte jusqu'au XVIIe siècle, avant d'être abandonnée et tomber en ruines. Plus rien n'en subsiste.

### L'évolution de l'église au fil des siècles
La guerre de Cent Ans, qui touche le Vexin français entre 1346 et 1475, mais occasionne des dégâts sur les églises entre 1429 et 1436 essentiellement, laisse parfaitement indemne l'église d'Auvers. Seulement une petite minorité des églises de la région est dans le même cas. Ce n'est donc pas dans le cadre d'une reconstruction que l'absidiole à l'est du croisillon sud, si elle a bien existé, est démolie pour céder la place à la chapelle de la Vierge, mais plutôt pour rendre hommage à la sainte patronne de l'église. Aucun insigne héraldique ne permet de la considérer comme chapelle seigneuriale, et l'historien local Henri Mataigne n'a trouvé aucun document indiquant l'existence ancienne d'un pèlerinage dédié à la Sainte-Vierge. Cette grande chapelle d'une travée carrée, à angle coupé, est de style flamboyant tardif, avec des éléments décoratifs de style Renaissance. Louis Régnier juge utile d'observer que la consécration de l'église en date du 22 octobre 1518 par Nicolas de Coquinvilliers, évêque in partibus de Verience, vicaire général de l'archevêque de Rouen, ne corresponde à aucun travail apparent de réfection ou de restauration. La date d'achèvement pourrait se situer autour du milieu du XVIe siècle. La construction de la chapelle va de pair avec la reprise en sous-œuvre de la pile sud-est du clocher, dont elle est mitoyenne. Sans que l'on en connaisse la raison, le troisième pilier libre des grandes arcades au nord de la nef est remplacé quelque temps avant par une pilier ondulé flamboyant d'un plan atypique. Au XVIIIe siècle, la pile nord-ouest menace ruine et est remplacée à son tour. Ici, des blocs de pierre remplacent les chapiteaux. En 1733, la seule cloche survivant à la Révolution française, baptisée « Madeleine-Louise », est mise en place. L'impact de la Révolution est plus réduit à Auvers qu'ailleurs : seules les statues et les vitraux deviennent victimes du vandalisme, mais l'on ne touche pas au bâtiment proprement dit, ni aux autels et boiseries,.

### Les restaurations de l'édifice
En 1828, l'église reçoit une seconde cloche, qui est de petites dimensions. Le classement au monuments historiques intervient dès 1856, soit seulement seize ans après l'instauration de ce procédé en 1840. L'église est donc considérée à l'époque comme relevant d'un intérêt archéologique de premier ordre. À la suite du classement, l'intérieur de la nef est restauré, mais sans discernement ; les piliers et les chapiteaux sont tellement grattés qu'il perdent beaucoup de leur substance et les voûtes des bas-côtés sont complètement rénovées. En plus, les fenêtres du bas-côté sud sont refaites et perdent leur caractère. Des fenêtres sont percées dans le bas-côté nord, qui n'en possédait pas car donnant presque immédiatement sur le mur de la ferme seigneuriale. Cette restauration maladroite entraîne le déclassement de l'édifice en 1874. Les arcs-boutants sont également refaits, sauf le troisième au sud, mais cette fois dans le respect du style d'origine. En 1875, la grande rosace à remplage flamboyant de la façade occidentale est défoncée par un violent orage, le même qui détruit la rosace au-dessus du portail occidental de la cathédrale Saint-Maclou de Pontoise. Elle est remplacée par une roue de style gothique primitif, se rapprochant peut-être de l'apparence de la rosace au XIIIe siècle. La date de la réfection de la bâtière du clocher est inconnue, mais il est certain qu'elle n'a jamais montré l'aspect que Vincent van Gogh lui a donné dans son célèbre tableau. Les abat-son qu'il a représentés ont vraiment existé et ont été démontés en 1891, car ne laissant pas assez de place à la troisième cloche, la plus grosse, installée en cette année. La suppression des abat-son expose la charpente aux intempéries et menace leur substance. En 1891 également, le portail latéral dans la troisième travée du bas-côté sud et l'oculus qui le surmonte sont entièrement reconstruits et perdent à leur tour toute valeur archéologique. Un bas-relief a été apposé sur le tympan, mais il a été vandalisé par un fanatique au moment de la loi de séparation des Églises et de l'État en 1905. L'édifice est de nouveau classé au titre des monuments historiques par arrêté du 2 avril 1915 et l'escalier menant à l'église sera lui, inscrit le 28 avril 1947.
En 2016, la toiture de l'église est fortement endommagée et des chutes de pierre ont été constatées au mois de janvier 2016. En collaboration avec la maire d'Auvers, un vaste plan de rénovation est lancé qui représente un investissement de 600 000 euros.

## Description

### Aperçu général

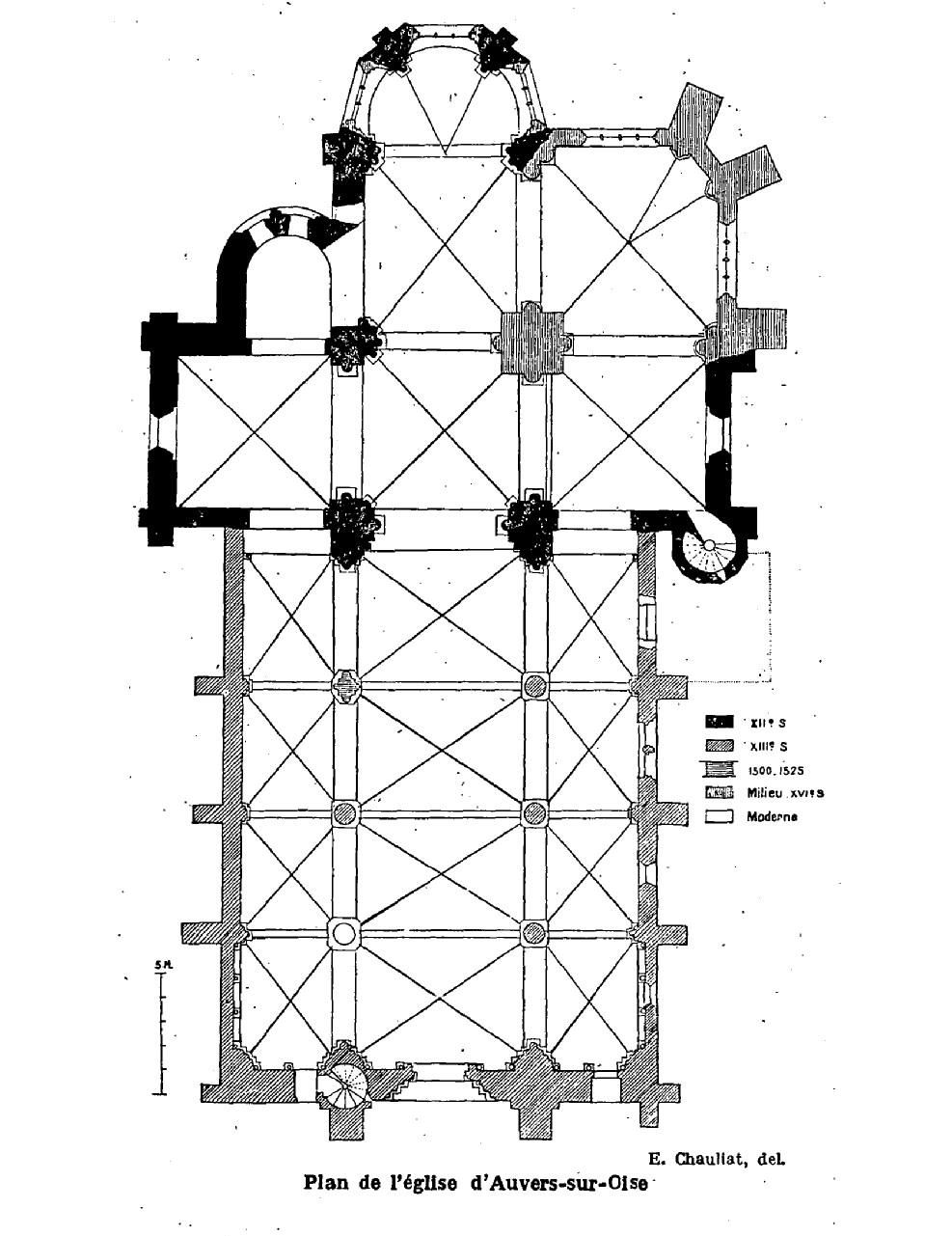
Plan de l'église.

Régulièrement orientée, avec toutefois une nette déviation de l'axe vers le nord-est du côté du chevet, l'église répond globalement à un plan cruciforme et se compose d'une nef de quatre travées barlongues, accompagnée de ses deux bas-côtés ; d'un transept de trois travées carrées, de la même largeur que la nef ; d'un clocher central se dressant au-dessus de la croisée du transept ; d'un chœur de deux travées dont une travée carrée et une courte travée pour l'abside à cinq pans ; d'une absidiole entre le chœur et le croisillon nord ; et d'une chapelle latérale sud d'une travée entre le chœur et le croisillon sud. À l'exception de ces deux dernières parties, représentant l'élément le plus ancien et l'élément le plus récent de l'église, toutes les travées sont voûtées sur croisées d'ogives simples. L'absidiole est recouverte d'une voûte d'arêtes, et la chapelle, dont le pan de l'extrémité sud-est est coupé, possède une voûte inhabituelle de cinq voûtains, en raison d'une petite section triangulaire interposée devant le pan coupé. Une sacristie moderne occupe l'angle entre croisillon sud et bas-côté sud. — Les dimensions approximatives de l'édifice sont les suivantes : longueur totale 42,2 m ; longueur du transept du nord au sud 22,0 m ; largeur de la nef y compris les bas-côtés 16,0 m ; hauteur sous voûtes dans la nef 14,0 m, et dans le chœur, 12,0 m,. L'église possède quatre pignons, au-dessus de la façade occidentale, aux deux extrémités du transept et entre la travée droite du chœur et l'abside. Cette dernière est recouverte par un toit à cinq pans. Quant aux bas-côtés, leurs toits en appentis faiblement inclinés s'appuient contre les murs hauts de la nef. Trois portails donnent accès à l'église : le portail principal dans la façade occidentale, une petite porte à sa gauche, dans le mur occidental du bas-côté sud, et le portail méridional dans la troisième travée du bas-côté sud.

### Intérieur

#### Nef et bas-côtés

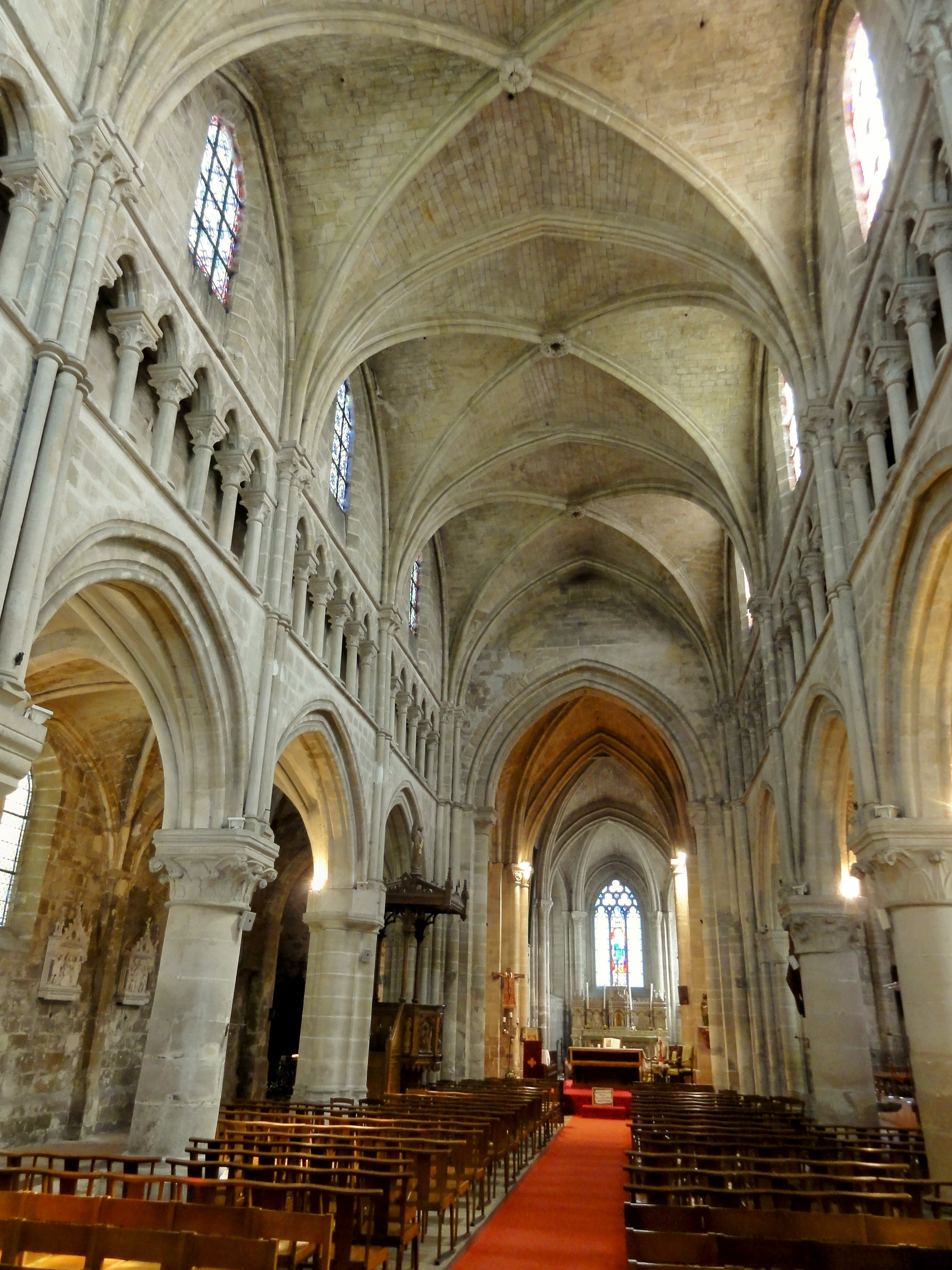
Intérieur de la nef.

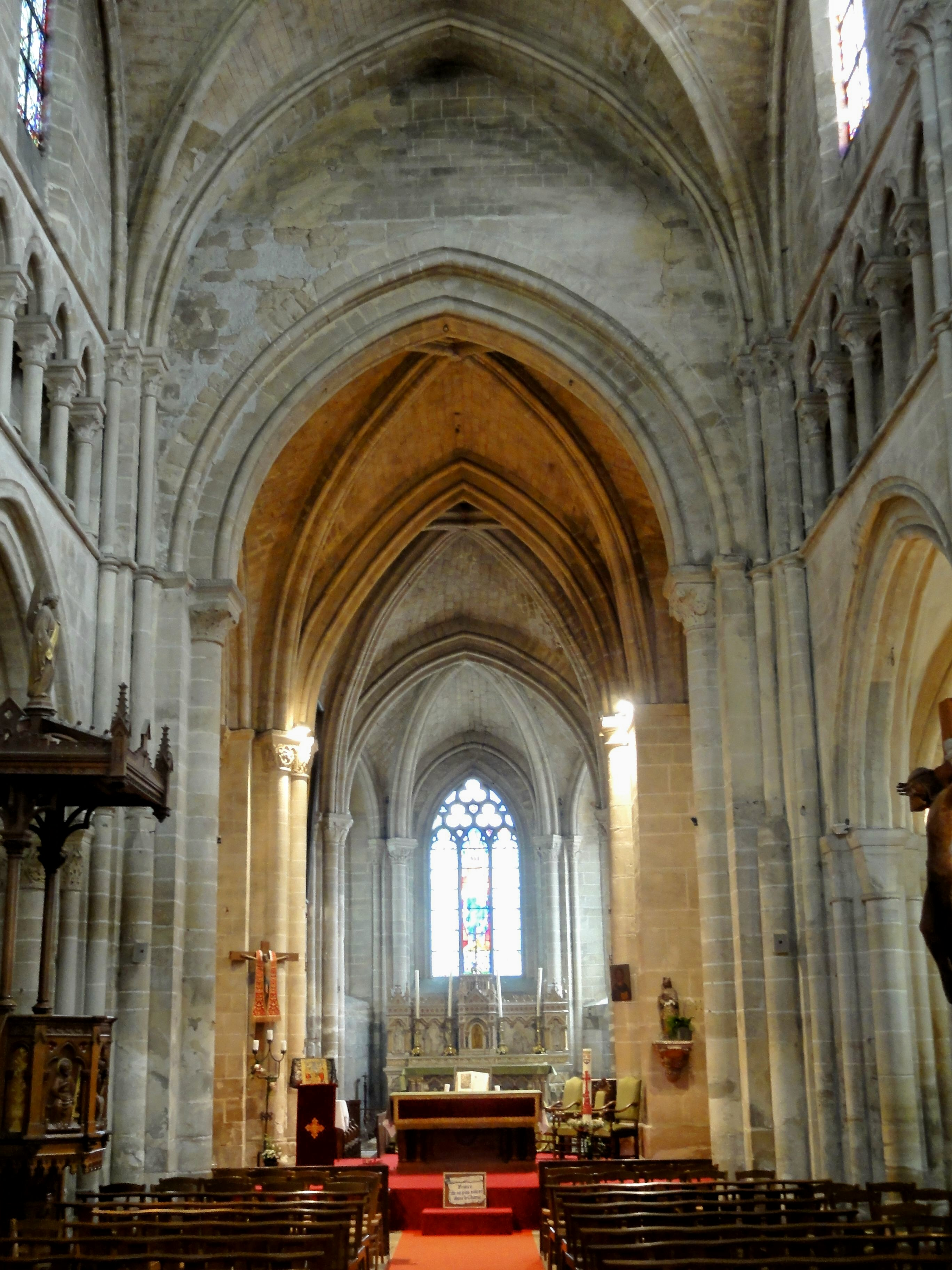
Vue sur l'arc triomphal.

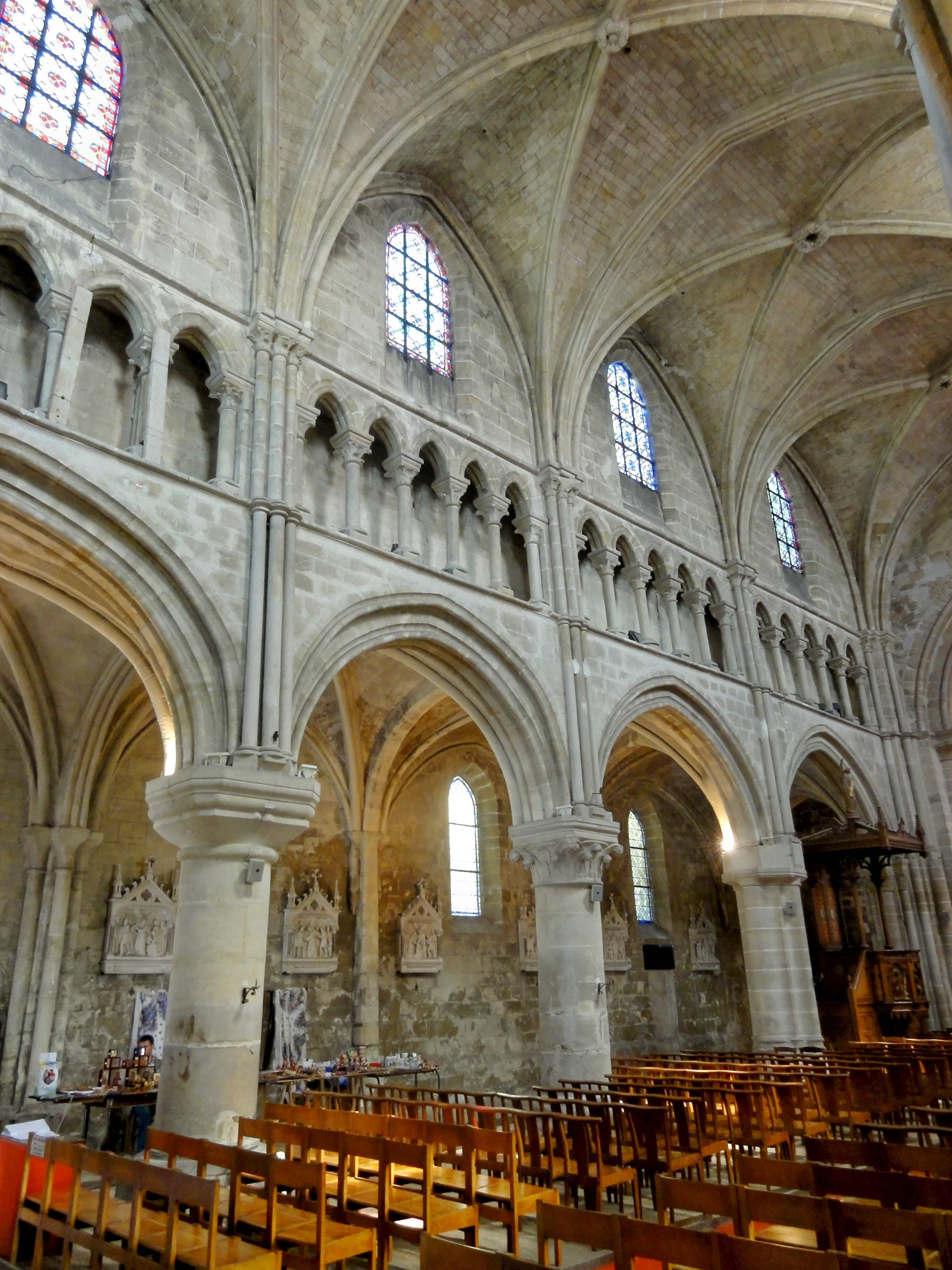
Grandes arcades au nord.

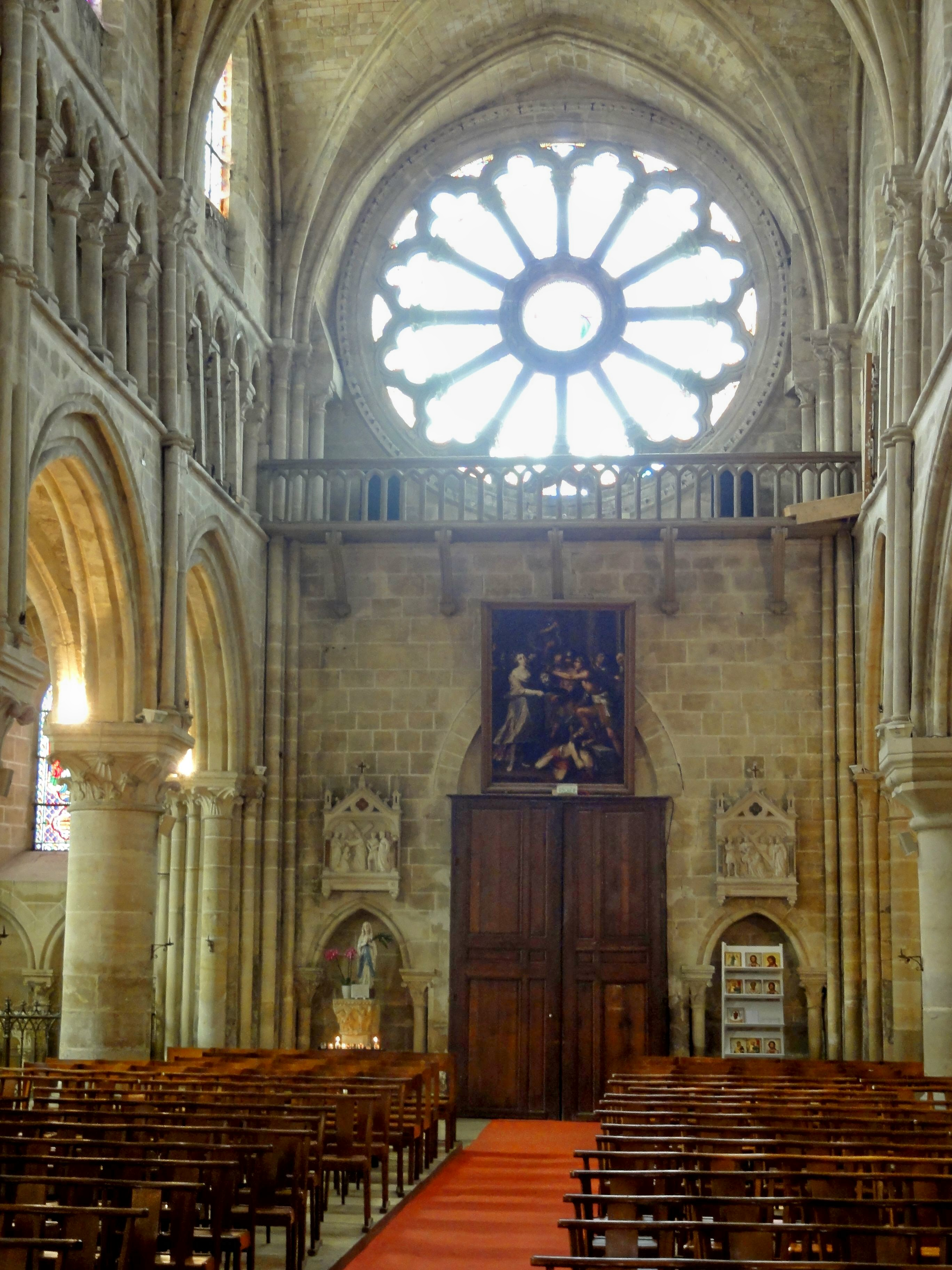
Revers de la façade.

La nef constitue, à l'intérieur de l'église, la partie la plus remarquable, et aussi la plus élevée. C'est la dernière partie construite de l'église avant la guerre de Cent Ans. Elle a été bâtie sous une seule campagne tout au long du premier quart du XIIIe siècle, et a été épargnée par des remaniements majeurs, si bien que sa structure paraisse tout à fait homogène. Son style gothique est représentatif des créations d'Île-de-France de la dernière étape de la première période gothique, soit une vingtaine d'années avant que le style gothique rayonnant ne s'impose. Quoique supérieure à la plupart des églises rurales de la région, la hauteur sous le sommet des voûtes est toute relative, mais les grandes arcades largement ouvertes, le triforium qui anime les murs au-dessus des grandes arcades, et l'existence de fenêtres hautes confèrent à l'ensemble une certaine légèreté. Comme à l'accoutumée, l'harmonie de l'espace intérieur repose sur un rapport des proportions simple. La hauteur du premier niveau d'élévation, soit l'étage des grandes arcades, est analogue à la largeur du vaisseau. La hauteur totale sous le sommet des voûtes est équivalente à presque deux fois la largeur du vaisseau. Le deuxième niveau d'élévation, soit l'étage du triforium, représente en élévation la moitié de la hauteur du troisième niveau d'élévation, soit l'étage des fenêtres hautes, qui correspond exactement à la lunette des voûtes,.
Ainsi, les voûtes représentent près d'un tiers de la hauteur totale, et les grandes arcades, plus de la moitié, ce qui laisse moins que la sixième part des élévations latérales au triforium. Il paraît ainsi un peu coincé entre les grandes arcades et les fenêtres hautes, et l'on voit que le maître d'œuvre accorde le strict minimum aux deux étages supérieurs, sans transiger toutefois avec la hauteur des bas-côtés, qui dépasse les 7 m. On peut s'étonner de la présence d'un triforium dans une église villageoise. Plus fréquentes dans la région sont les galeries ouvertes sur combles (sans murs de refend derrière les arcades) ou les faux triforiums (sans intercirculation entre les travées), mais il s'agit au fond du même procédé stylistique, et il témoigne d'une ambition de vouloir rivaliser avec les églises prestigieuses de l'époque. En fait, le triforium ou les galeries ouvertes sur combles n'ont rien d'exceptionnel dans l'actuel Val-d'Oise, assez proche de Paris, mais sont rares plus au nord dans l'Île-de-France historique, dans l'actuel département de l'Oise. Dans la partie valdoisienne du Vexin français, on peut citer les nefs de Champagne-sur-Oise (avec des arcades simulés), Chars, Ennery, Nesles-la-Vallée, Santeuil, et les chœurs de Boissy-l'Aillerie, Cormeilles-en-Vexin, Jouy-le-Moutier, Livilliers, Montgeroult (l'exemple d'Arronville mentionné par Maryse Bideault et Claudine Lautier est erroné). On les cherchera en vain dans la partie isarienne du Vexin français. Le contraste est en tout cas grand avec les nefs uniques non voûtées et les églises à un unique niveau d'élévation qui dominent le paysage en milieu rural.
À l'intersection des travées, les grandes arcades retombent sur des piliers monocylindriques appareillés en tambour. Ils reposent sur des bases flanquées de griffes végétales aux angles, et portent des chapiteaux courts et robustes, aux tailloirs carrés aux angles abattus. Cependant, en réponse à des désordres de structure, le premier chapiteau du nord a été substitué à un bloc épannelé au XVIIIe siècle, et le troisième pilier du nord a été remplacé par un pilier ondulé pendant la première moitié du XVIe siècle. D'un plan atypique, il présente, sur chacune de ses faces, un renflement entre deux doucines, les quatre faces étant séparées par des filets. Ce support ne s'accorde pas du tout avec le style de la nef, mais est de belle facture, et suscite la question pourquoi le maître d'œuvre se soit contenté de réalisations d'esthétique médiocre lors de construction de la chapelle de la Vierge et de la reprise en sous-œuvre de la pile sud-est du clocher (voir ci-dessous). — Sur les quatre gros chapiteaux gothiques, Émile Lambin reconnaît de l'arum et de la fougère (deuxième pilier libre du nord et premier du sud) ; de l'arum avec crochets de fougère et de raisin (deuxième pilier du sud) ; et de l'arum avec crochets de fougère. Le deuxième chapiteau du sud aurait été refait selon cet auteur. Les tailloirs accusent une tablette ; une baguette reliée à un cavet ; et une autre tablette ; certains portent les stigmates d'un fort grattage lors d'une restauration ancienne. Ils débordent largement du côté de la nef, et reçoivent ainsi les faisceaux de trois colonnettes réservées aux hautes-voûtes, sans que leur socles fassent encorbellement. Le fût médian correspondant à l'arc-doubleau est infiniment plus épais que les deux autres. La console sans fonction au pied de son socle donne à penser qu'il était initialement prévu de donner un diamètre plus important à ces fûts.
Comme à l'accoutumée, sauf dans quelques édifices de facture plus rustique, une colonne et deux colonnettes reçoivent les grandes arcades au revers de la façade et au droit des piles occidentales du clocher. Le rouleau inférieur retombe sur des colonnettes de fort diamètre en partie engagées dans des dosserets, et le rouleau supérieur retombe sur deux fines colonnettes, auxquelles se joignent deux autres qui montent jusqu'à la retombée des hautes-voûtes. Au revers de la façade, l'une est partagée par une ogive et un arc formeret longitudinal ; à l'est, le ressaut entre les deux colonnettes porte également un chapiteau, et chaque nervure de voûte dispose ainsi de son chapiteau propre. Les grandes arcades sont en arc légèrement brisé. Un tracé plus aigu aurait en effet requis une nef plus élevée. Leur rang de claveaux supérieur affiche un tore dégagé de chaque côté, et l'intrados est profilé d'un méplat entre deux tores dégagés. Presque immédiatement au-dessus des grandes arcades, la fin du premier niveau d'élévation est marquée par un tore. Il passe aussi autour des colonnettes des hautes-voûtes, qui sont baguées à ce niveau. Les chapiteaux de l'arc triomphal ouvrant sur la croisée du transept sont exactement implantés au niveau de ce tore. L'arc triomphal est donc loin d'atteindre la hauteur de la nef : il est d'environ deux mètres moins élevé. Comme le souligne Louis Régnier, il se rattache à la structure de la croisée du transept et remonte au troisième quart du XIIe siècle, ce qui explique des différences de modénature et de sculpture. Malgré ceci, le profil est analogue aux grandes arcades, mais seul le rouleau inférieur retombe sur le chapiteau d'une colonne engagée. Les tailloirs qui reçoivent le rouleau supérieur sont directement portés par les piédroits, qui sont à arêtes vives. Du côté opposé, au revers de la façade, une coursière est disposée au niveau du tore. Elle permet l'intercirculation entre les triforiums du nord et du sud. Son garde-corps paraît néo-gothique.
Le triforium prend directement appui sur le bandeau torique. De même que l'étage des grandes arcades se termine par un tore horizontal, un autre tore horizontal court immédiatement au-dessus des claveaux des arcades du triforium. Celles-ci sont au nombre de cinq par travée. Les arcades voisines se partagent une même colonnette à chapiteau à l'intersection. Ainsi, le triforium se caractérise par l'absence d'arcs de décharge au-dessus des arcades, ce qui permet d'économiser de la hauteur, et par conséquent, aussi par une absence de hiérarchisation au sein d'une travée, comme par le regroupement des arcades deux par deux sous un même arc de décharge. Il n'y a pas non plus de complications sophistiquées, telles que le dédoublement des colonnettes (comme à Beaumont-sur-Oise). Ses chapiteaux de crochets sont en quelque sorte des reproductions miniaturisées de ceux des grandes arcades de la nef, tout en étant stylistiquement plus avancés. Ils ont malheureusement été trop grattés par la râpe des restaurateurs du XIXe siècle, ce qui a altéré le modèle des feuillages et la grâce des contours. D'une conception conventionnelle, le triforium n'est pas moins gracieux pour autant. La ressemblance avec Andrésy, Boissy-l'Aillerie et Jouy-le-Moûtier est frappante (en revanche, il n'y a aucune ressemblance avec Montgeroult, contrairement à ce que suggèrent Maryse Bideault et Claudine Lautier). L'étage des fenêtres hautes est par ailleurs analogue à Andrésy. Il est de la conception la plus simple qui soit, et se résume à une fenêtre en tiers-point sans remplage par travée. Sur le mur occidental, la disposition est nettement différente. En lieu et place du triforium et des fenêtres hautes, l'on trouve une vaste rosace, qui est entourée d'une doucine reliée à un tore, ainsi que d'un rang de crochets. Son remplage néo-gothique de 1876 est formée par douze arcatures à têtes trilobées disposées concentriquement autour d'un oculus central, les écoinçons étant ajourés,.
Les tailloirs des chapiteaux des hautes-voûtes sont ici alignés sur le deuxième bandeau torique, celui qui sépare le deuxième du troisième niveau d'élévation. Cet alignement n'est pas systématique. Déjà, il n'y a pas toujours un élément de scansion horizontal entre les deux niveaux d'élévation supérieurs, et les chapiteaux des hautes-voûtes sont souvent alignés sur ceux du triforium, à moins que l'étage des fenêtres hautes ne soit plus important. À l'intersection des travées aussi bien que dans les angles de la nef, les tailloirs sont toujours disposés orthogonalement, avec une faible saillie du tailloir médian, comme à Andrésy et Grisy-les-Plâtres. Selon Maryse Bideault et Claudine Lautier, l'effet visé est le soulignement de la platitude du traitement mural. Champagne-sur-Oise et Mareil-Marly ne sont pas des exemples appropriés, car les tailloirs des ogives y sont à angle abattu. Les voûtes de la nef se caractérisent ainsi. Elles sont munies de formerets toriques, dont le tracé est heureusement calqué sur les grandes arcades, et séparées par de minces doubleaux profilés d'un onglet entre deux tores. Les ogives accusent un tore en forme d'amande devant un bandeau, dont les arêtes sont creusées d'une gorge. Les clés de voûte sont des rosettes de feuillages, dont plusieurs sont percées d'un trou en leur milieu. Selon Émile Lambin, les voûtes des deux dernières travées auraient été refaites au XVe ou XVIe siècle, mais les différences sont infimes, et il semble s'agir d'une confusion avec les bas-côtés (voir ci-dessous).

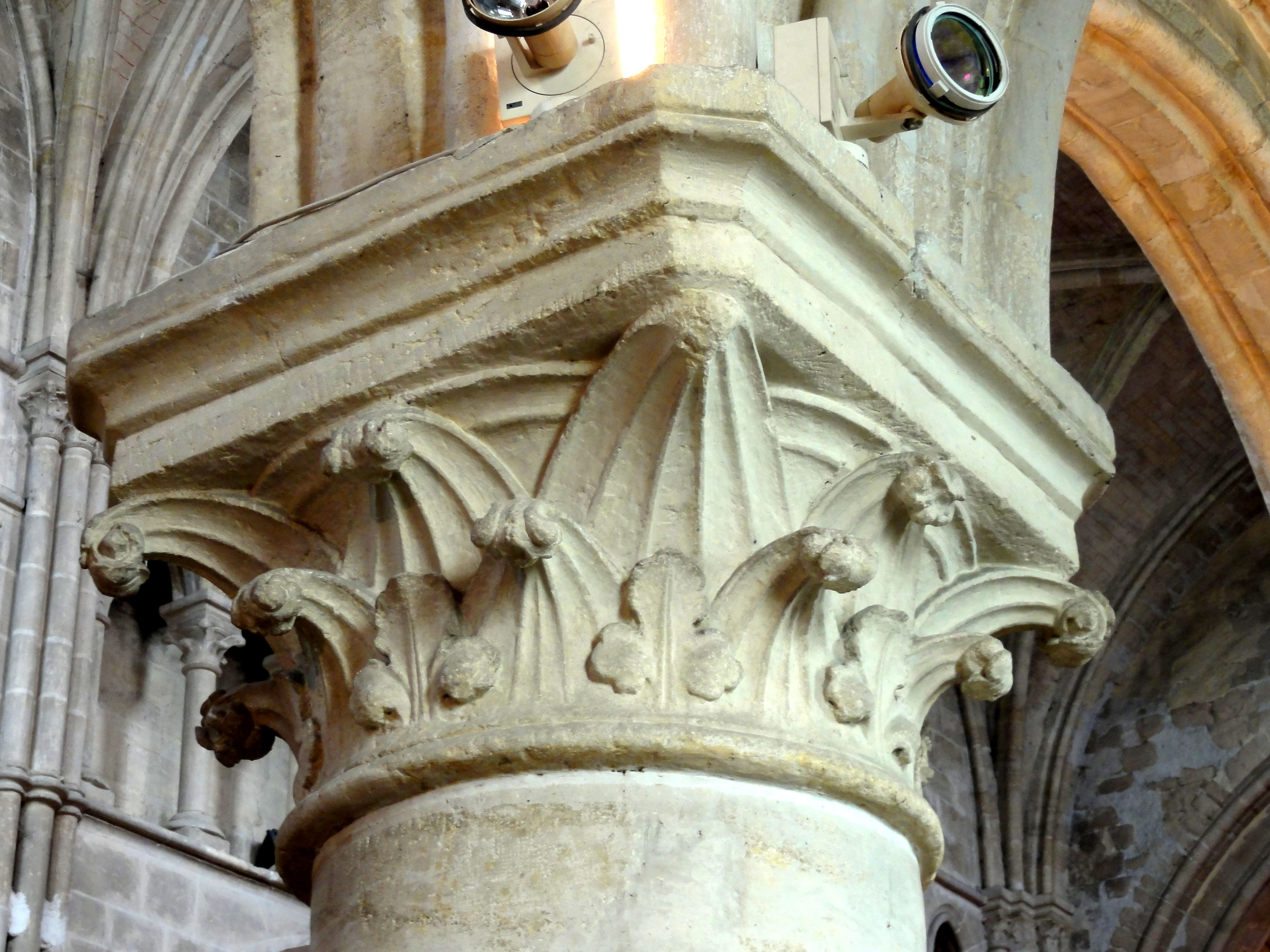
Chapiteau du 1er pilier au sud (début XIIIe siècle).
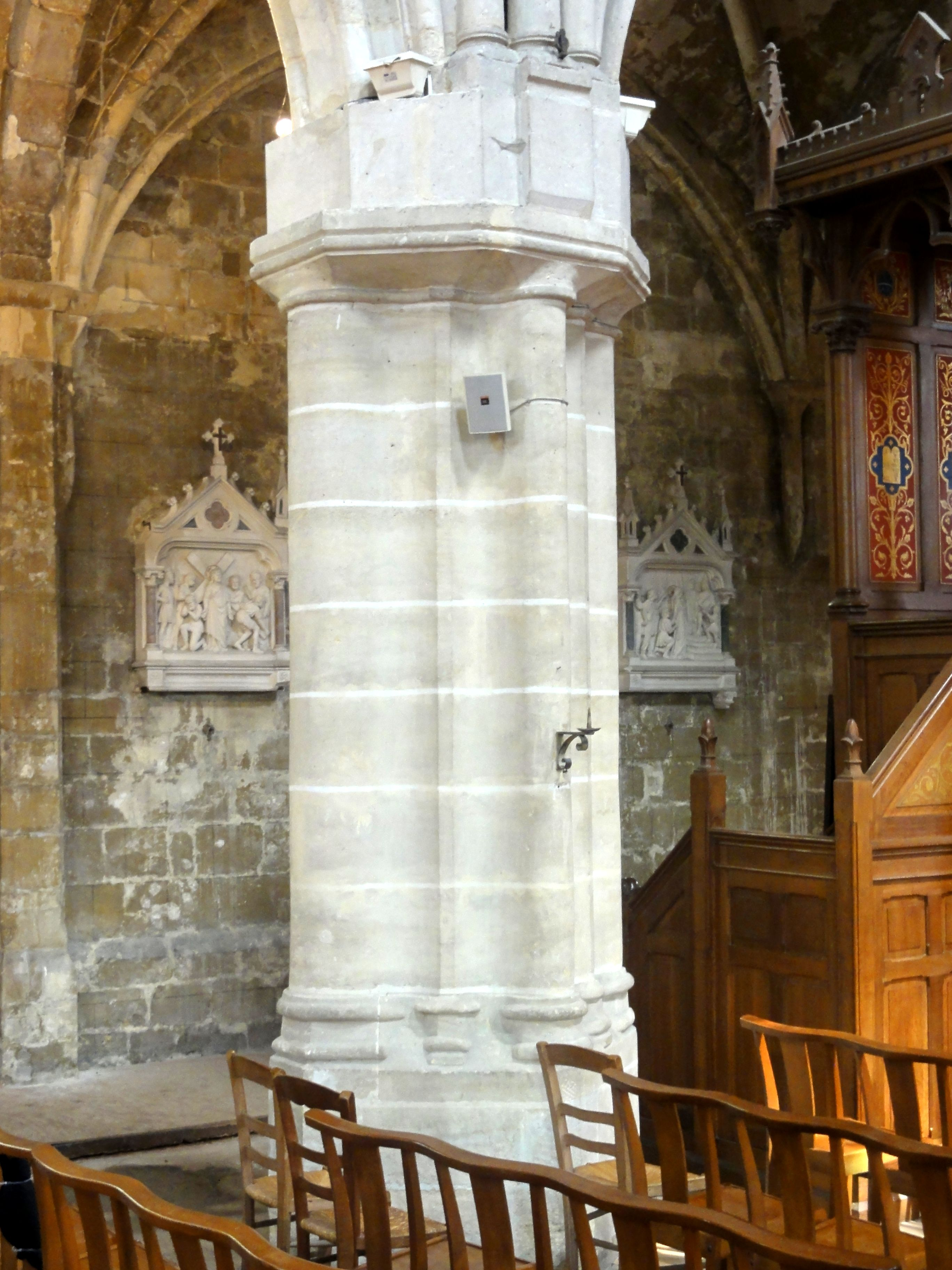
Troisième pilier du nord (1re moitié XVIe siècle).
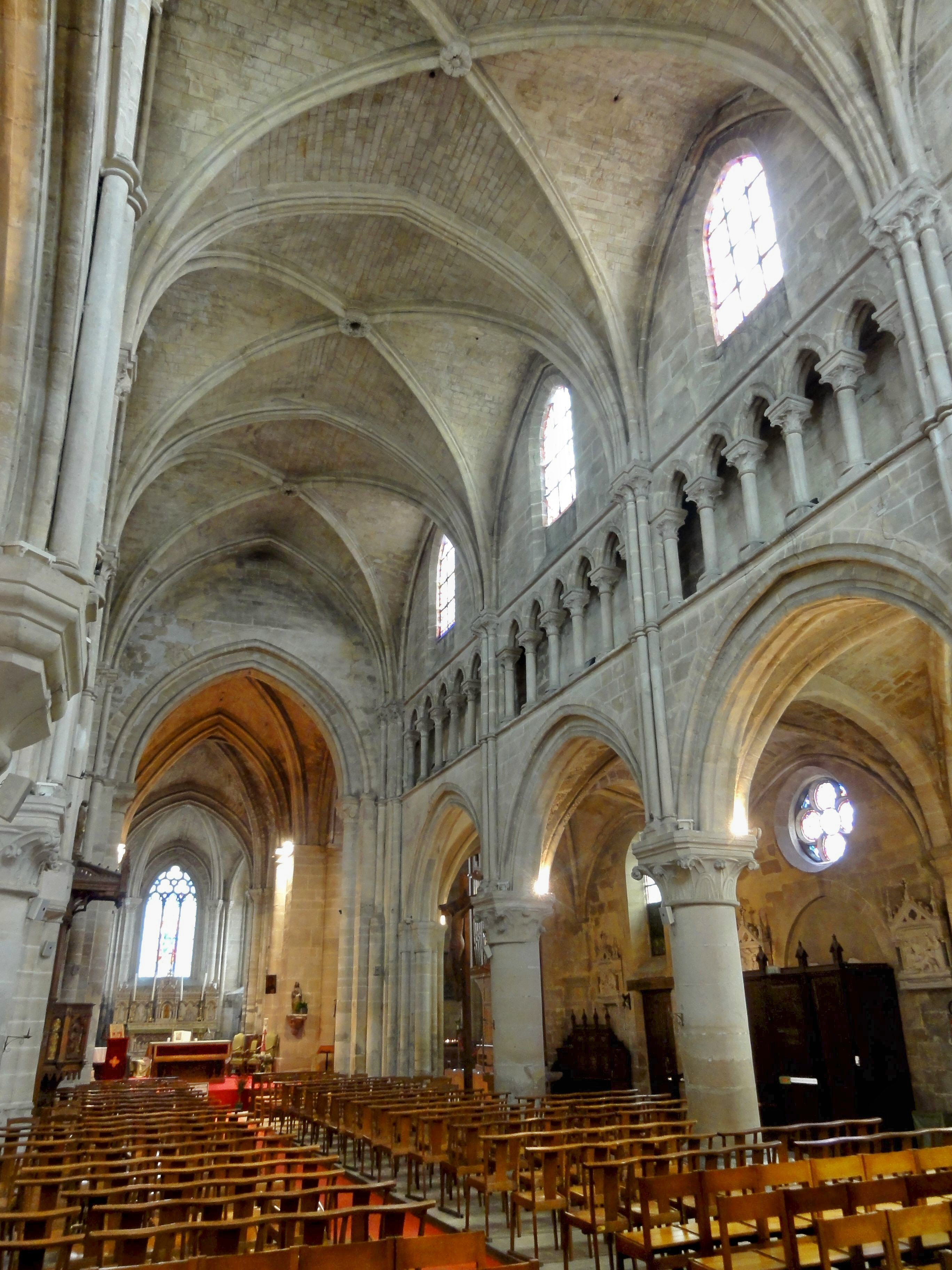
Vue générale vers le sud-est.
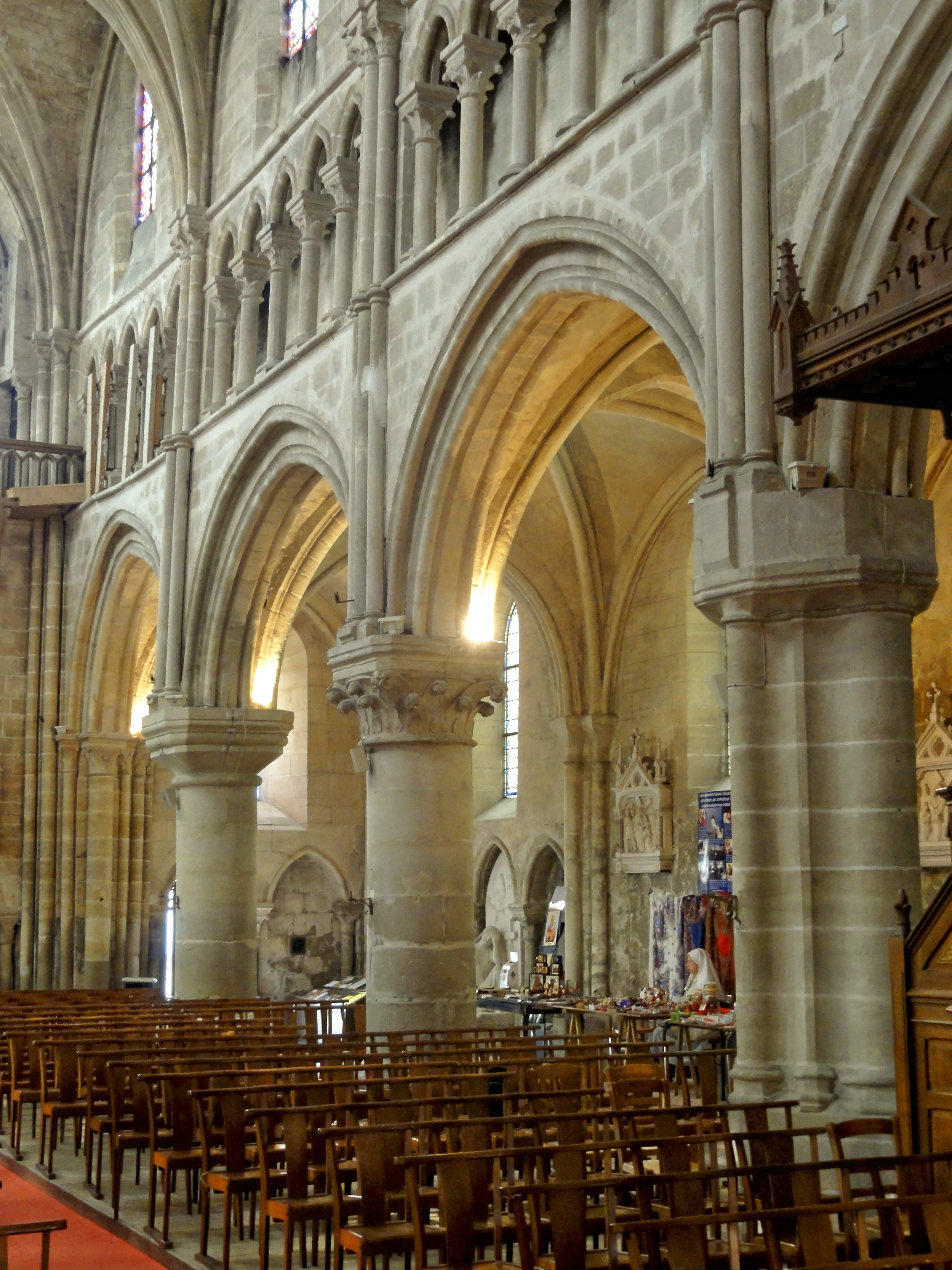
Grandes arcades du nord.
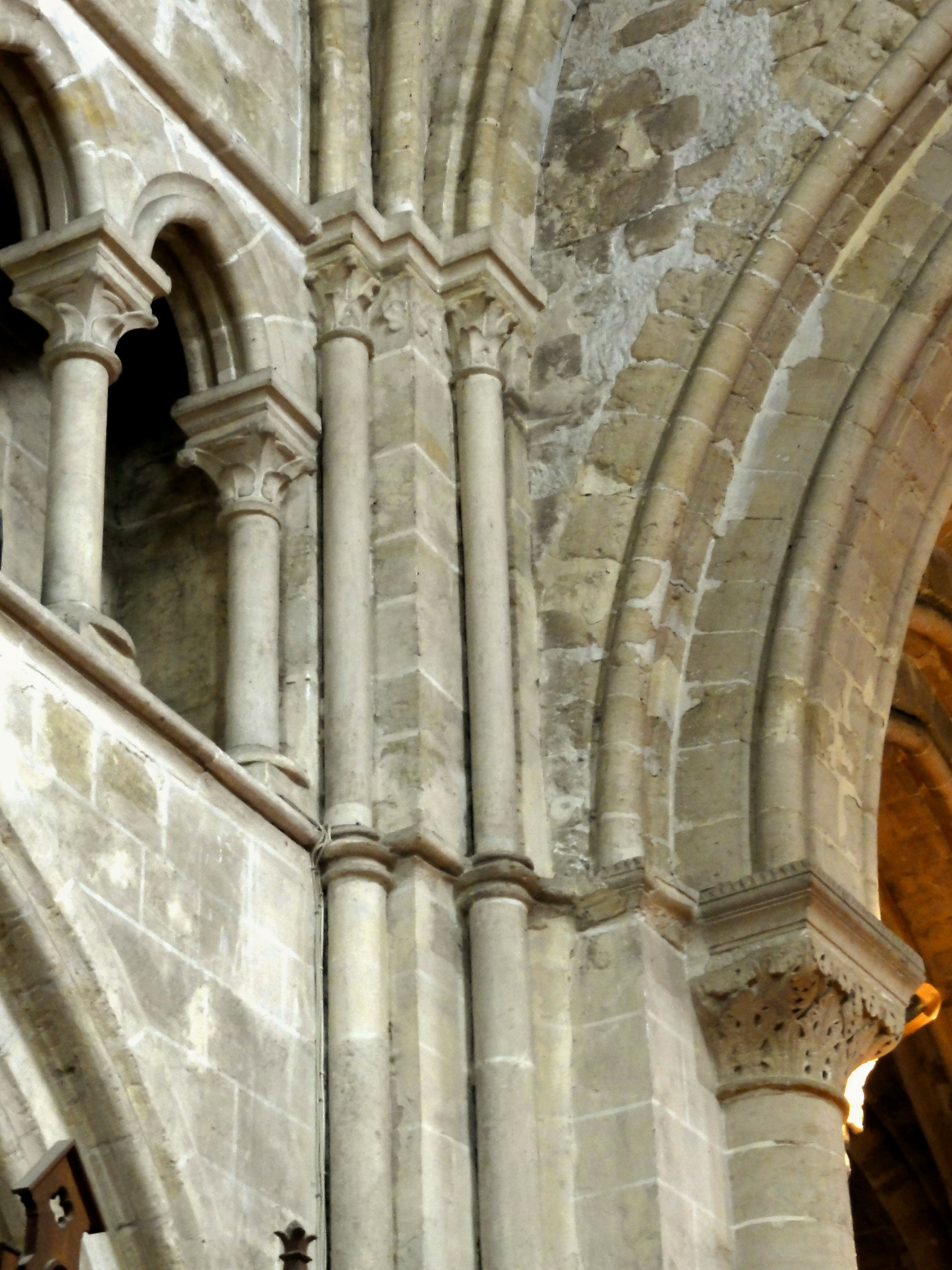
Nef, angle nord-est.
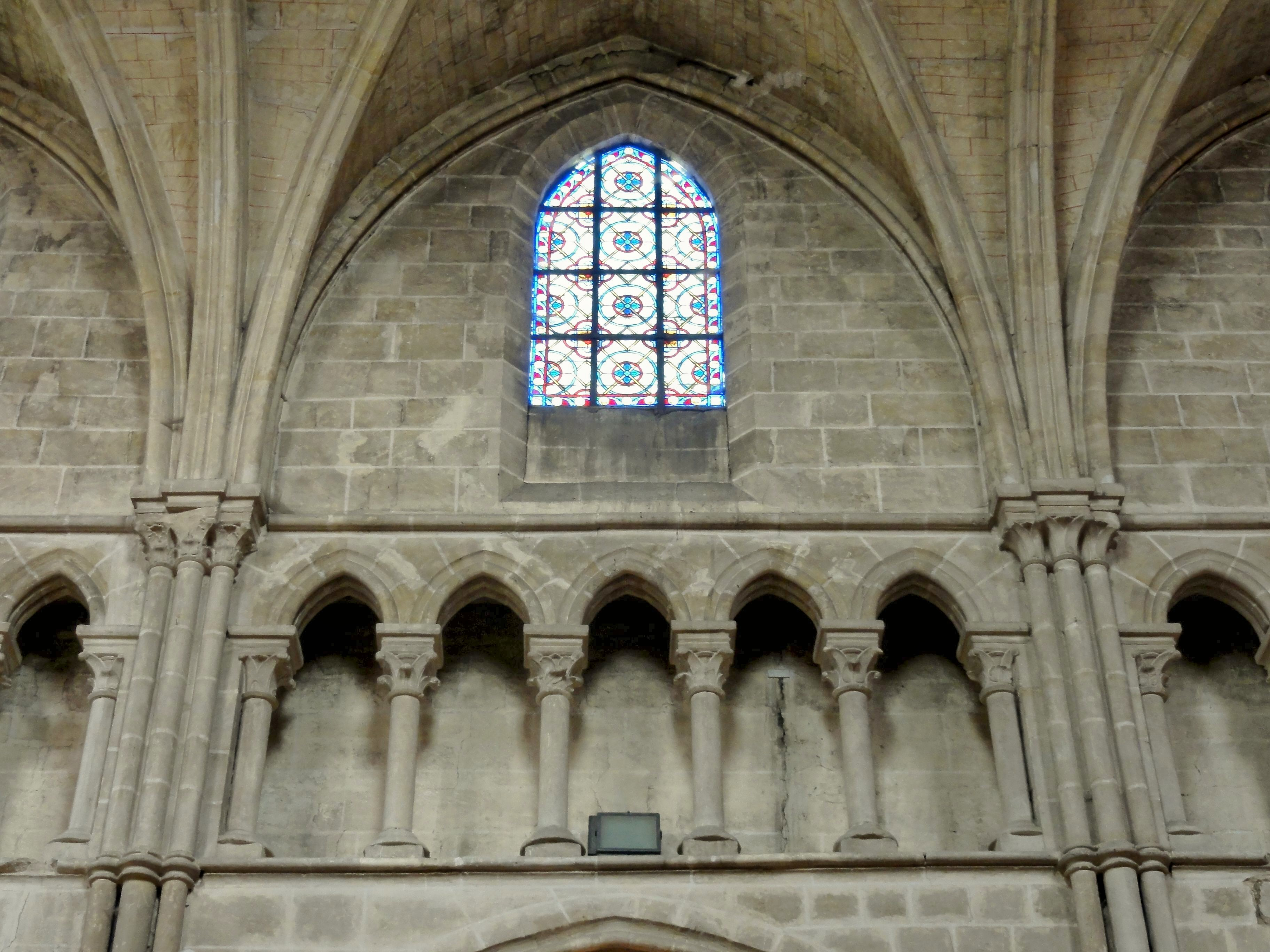
Triforium et fenêtre haute.

#### Bas-côtés

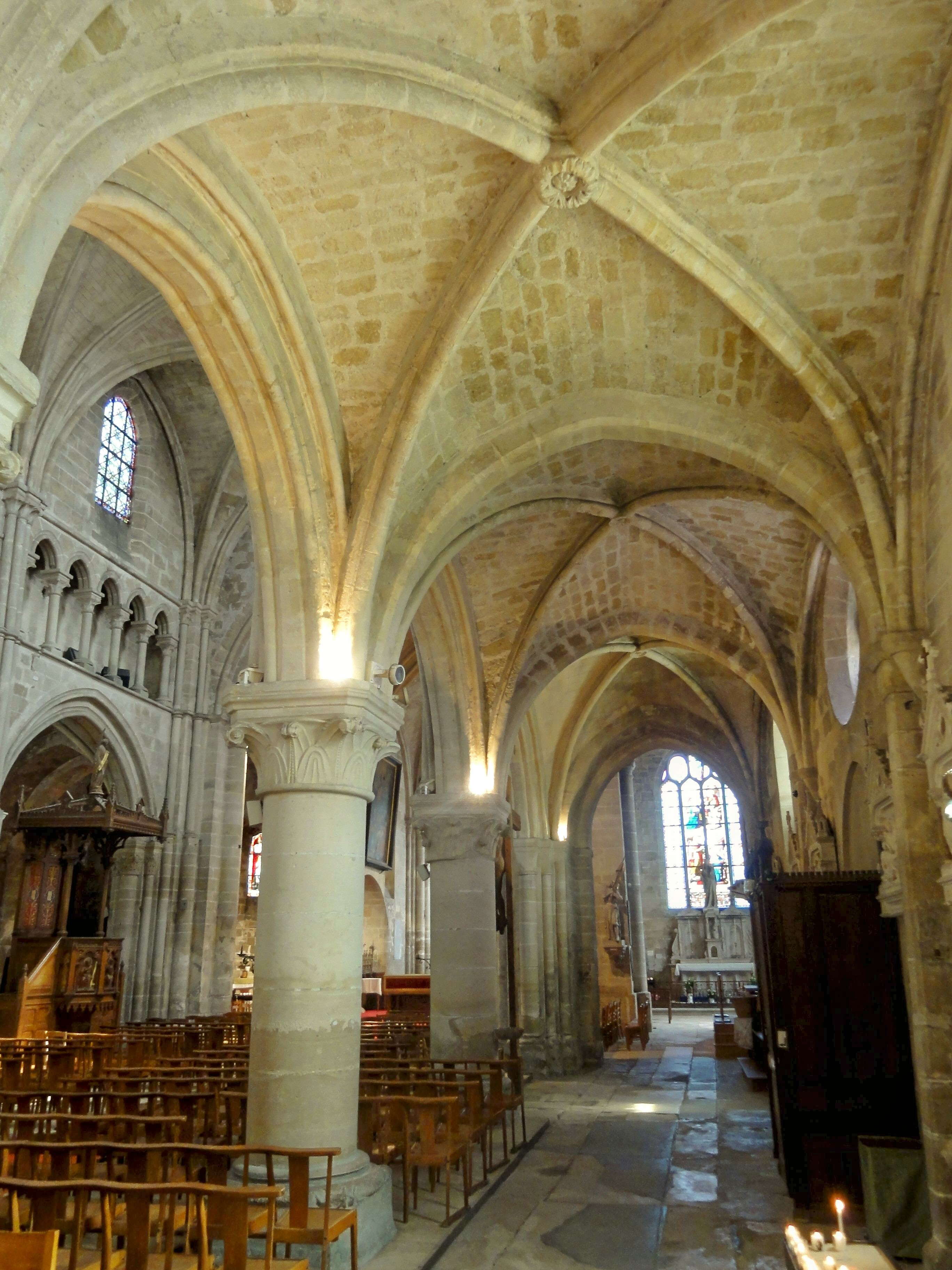
Bas-côté sud, 2e travée, vue vers l'est.

Les bas-côtés ont la moitié de la largeur de la nef, et un peu plus que la moitié de sa hauteur, ce qui souligne encore le rapport des proportions simple qui est propre aux édifices de la première période gothique, et si efficace en termes d'harmonie. Ils complètent avantageusement la nef, en offrant de nombreuses perspectives de vue dans les deux sens, en allégeant sa structure, et en y apportant des éléments qui permettent à son architecture de se distinguer. En effet, il n'y a pas de triforium sans grandes arcades, et les nefs uniques n'offrent généralement que des murs nus. Cependant, l'intérêt artistique et historique des bas-côtés est bien moindre, en raison de certaines simplifications introduites dès le départ, et de restaurations trop radicales au dernier quart du XIXe siècle. Les auteurs ne sont pas unanimes quand il s'agit de déterminer quels partis datent d'origine, et quelles particularités résultent de remaniements au fil du temps. Tout d'abord il convient de signaler que seul l'arc-doubleau intermédiaire des deux bas-côtés soit mouluré à l'instar de la nef, et retombe sur des faisceaux de trois colonnettes au droit des murs gouttereaux. Les autres doubleaux ont simplement les arêtes chanfreinées, et retombent sur des tailloirs sommairement profilés d'une tablette et d'un biseau, qui sont portés par ds piliers engagés ou pilastres aux arêtes chanfreinées. De part et d'autre de ces pilastres, les ogives et formerets sont reçus sur des tailloirs du même profil. Dans le bas-côté nord, ils sont de plan carré, et appartiennent à des chapiteaux qui ont perdu leur sculpture, et dont les fûts sont tronqués. Dans le bas-côté sud, les tailloirs sont de plan circulaire, et appartiennent à des culots non sculptés. Maryse Bideault et Claudine Lautier suggèrent une réfection du XVIe siècle. Louis Régnier pense plutôt à une disposition datant d'origine, et Émile Lambin estime même que le mur gouttereau des deux dernières travées du nord remonte à l'époque de l'absidiole romane. Des exemples de pilastres existent pour la première période gothique, mais ils sont en principe munis de chapiteaux : Nanteuil-le-Haudouin, dernier doubleau de la nef et des bas-côtés de Mareuil-sur-Ourcq, bas-côtés de Saint-Martin d'Étampes, chœur de Limay, croisée du transept de Saint-Clair-sur-Epte, tribunes orientales et chapelles de Notre-Dame de Paris, etc. Parmi les chapiteaux des colonnettes ordinaires qui existent au revers de la façade et à l'intersection des deux premières travées, seules ceux du bas-côté sud conservent la sculpture, mais leurs crochets ont été fortement grattés,,,.
Les voûtes des deux premières travées datent incontestablement d'origine. Elles sont analogues à celles de la nef. Sans surprise, les ogives des autres voûtes affichent une forme plus rudimentaire : elles sont au profil d'un tore simple. Maryse Bideault et Claudine Lautier considèrent que ces voûtes auraient été refaites, à une époque qu'elles ne précisent pas. On pourrait le conclure de leurs clés un peu rustiques, qui sont des disques sculptés à faible profil. Mais les ogives monotoriques existent déjà au XIIe siècle, et la construction de l'église ayant progressé d'est en ouest, il serait plus logique de supposer qu'elles sont antérieures aux autres voûtes de la nef et des bas-côtés. Des années 1870 seulement datent les lancettes du bas-côté nord, refaites dans le respect de l'esprit de l'architecture d'origine, et les baies latérales du bas-côté nord, dont le mur gouttereau était anciennement aveugle, car mitoyen des bâtiments de l'hôtel seigneurial. Reste cependant une particularité architecturale qui mérite l'attention. Ce sont les arcatures plaquées qui animent les allèges dans la première travée des deux bas-côtés. Elles sont au nombre de deux à l'ouest, et au nombre de trois latéralement. En arc brisé, et moulurées d'un tore, elles retombent sur des colonnettes à chapiteaux, dont Louis Régnier souligne toutefois l'authenticité douteuse (« tout cela doit être à peu près neuf »). Les arcatures aveugles, relativement fréquentes à la période romane, sont généralement réservées aux édifices plus prestigieux à la période gothique. On les trouve alors dans les bas-côtés de Catenoy et Taverny ; au collatéral sud de Sacy-le-Grand ; dans les parties orientales de Montataire ; aux chœurs de Genainville et Villers-Saint-Paul ; dans la chapelle latérale sud ruinée de Cinqueux, etc,.

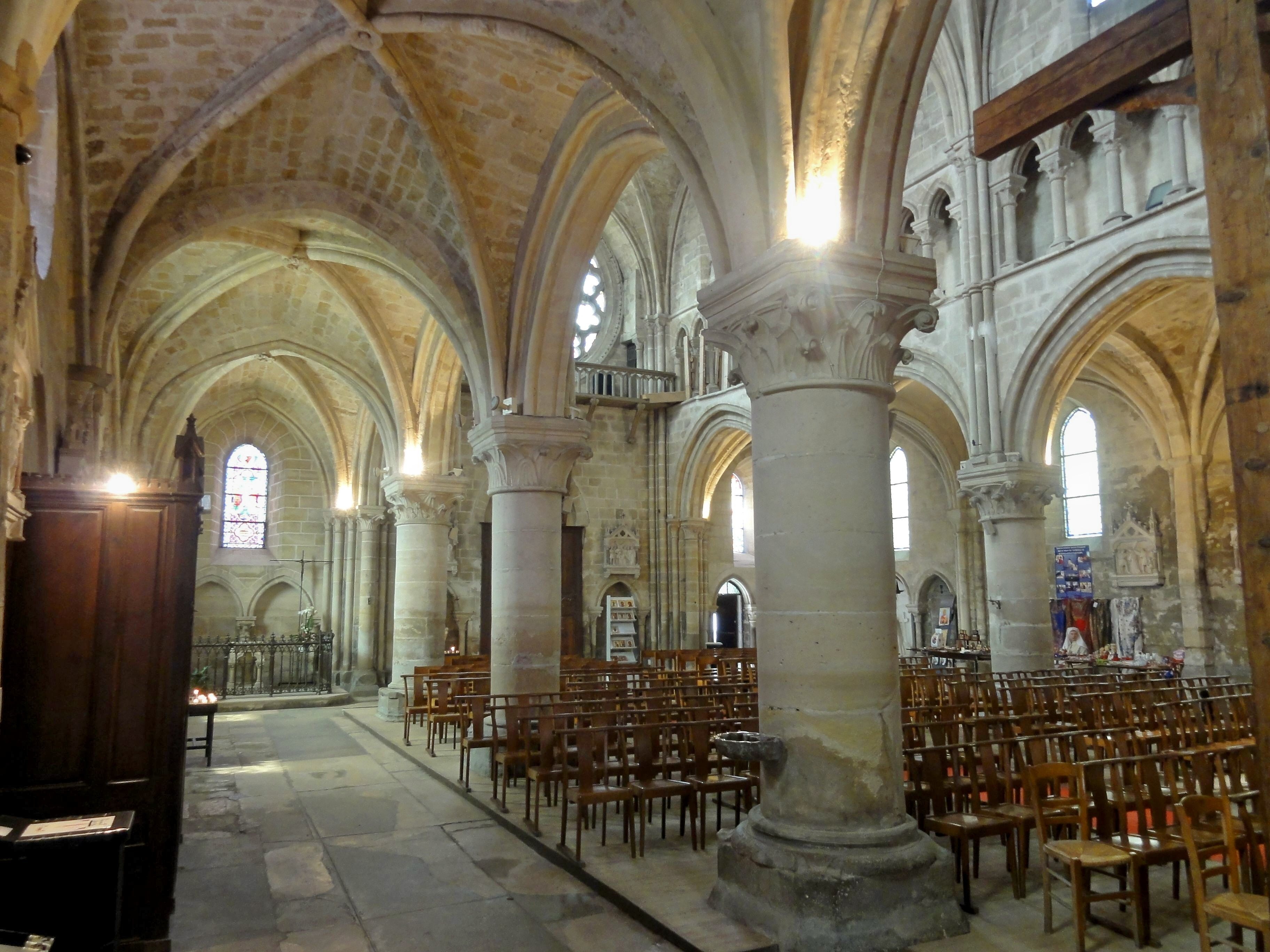
Bas-côté sud, vue vers le nord-ouest.
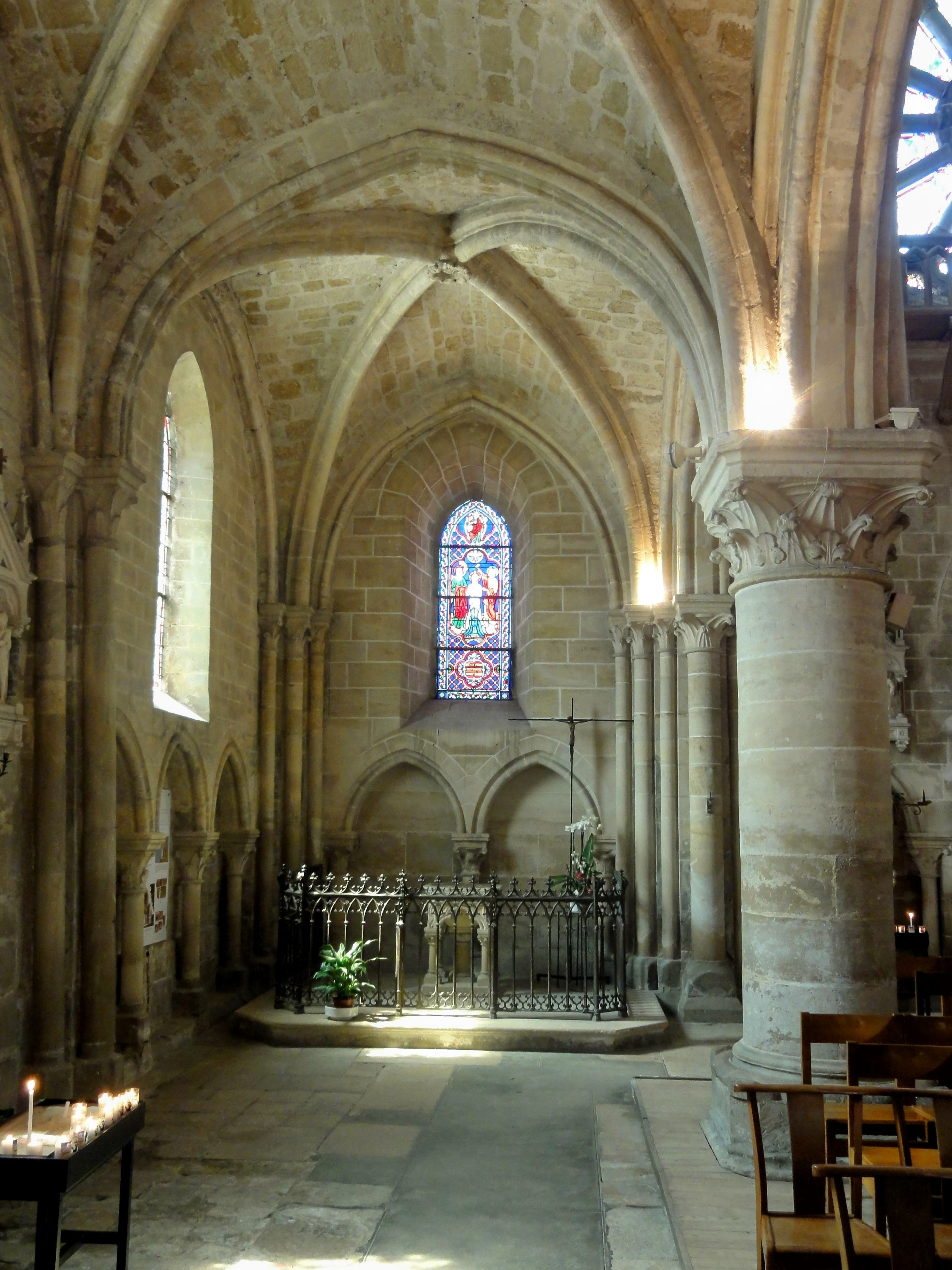
Bas-côté sud, vue vers l'ouest.
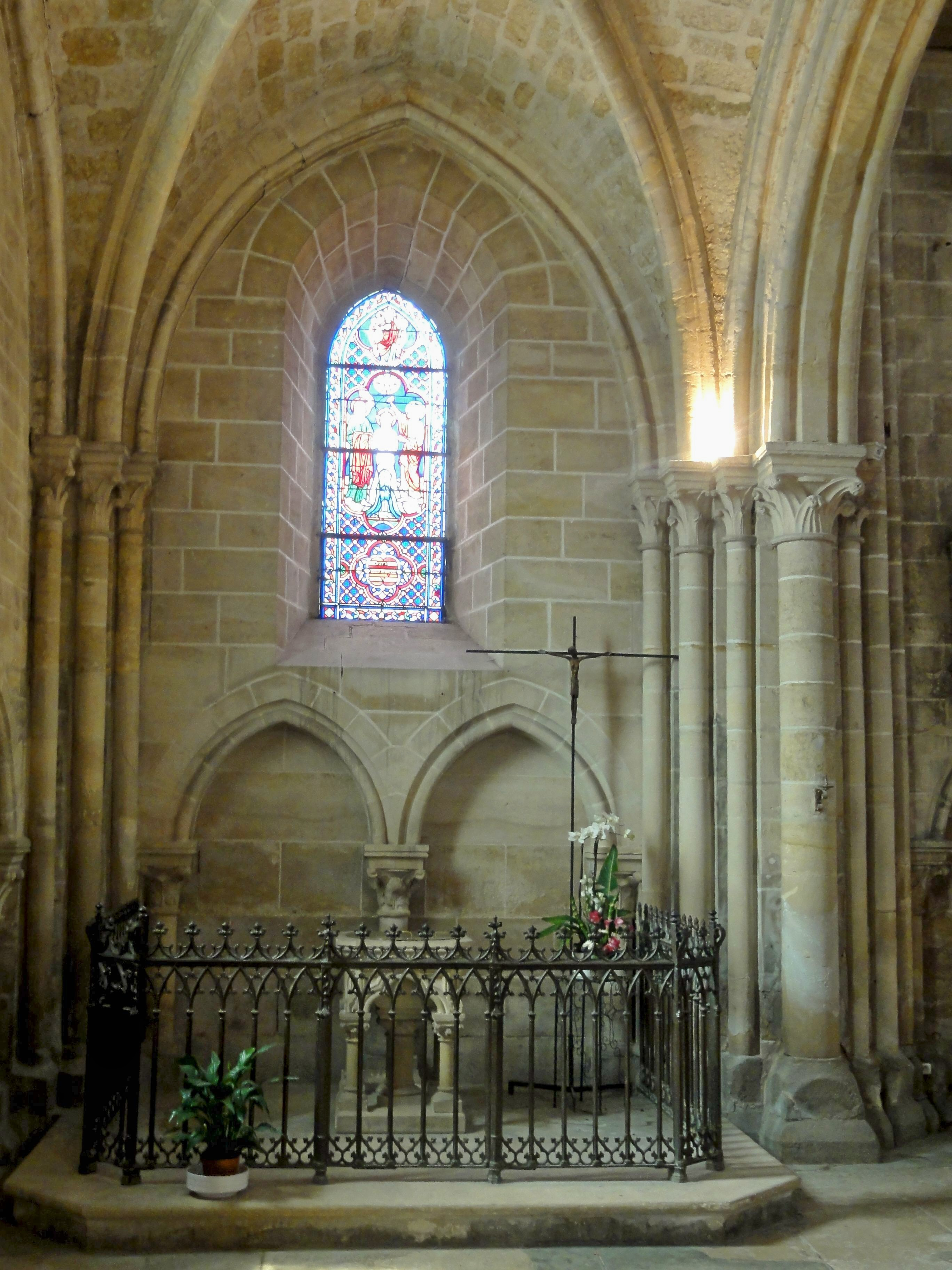
Bas-côté sud, extrémité occidentale.
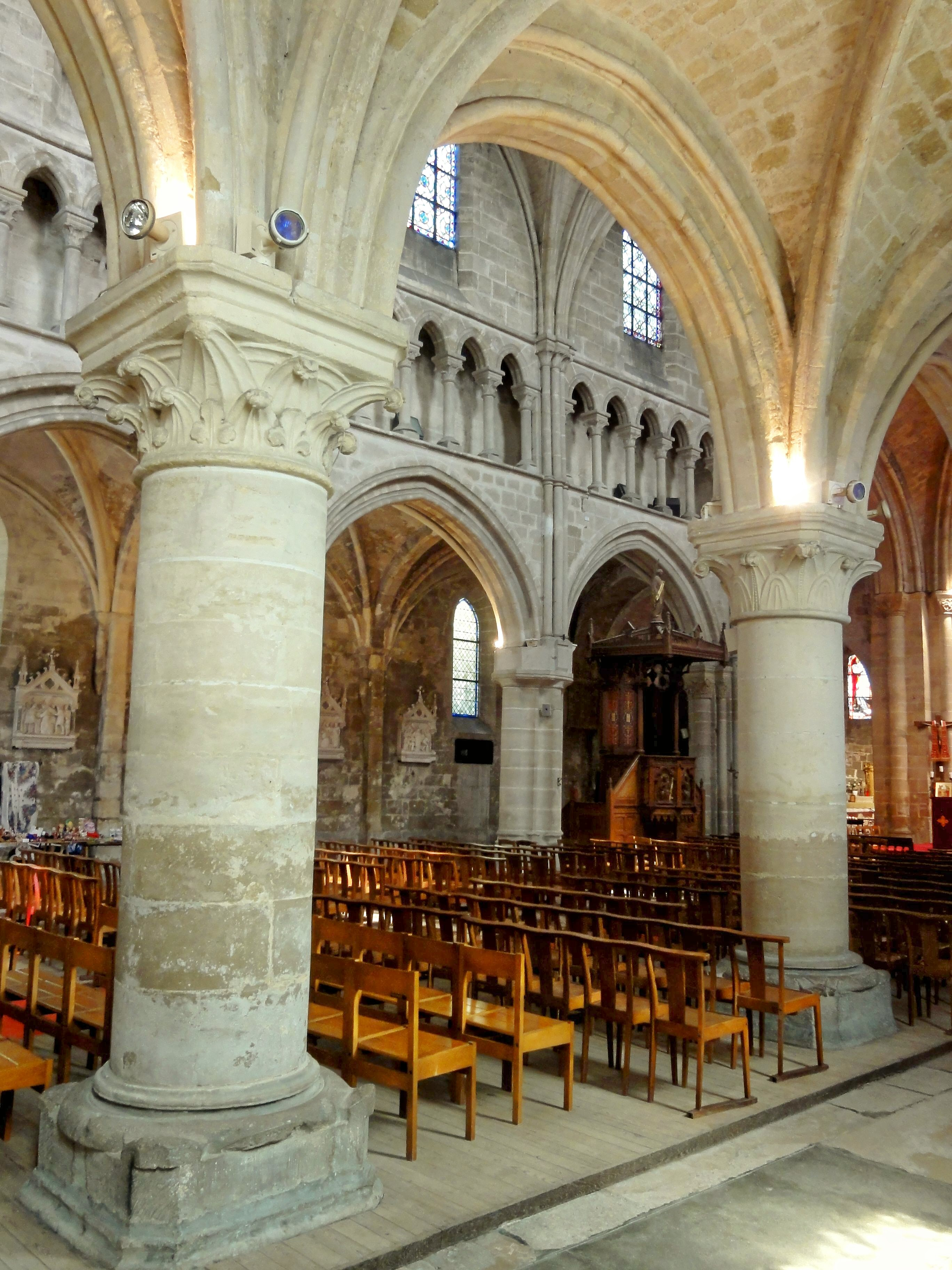
Bas-côté sud, vue dans la nef.
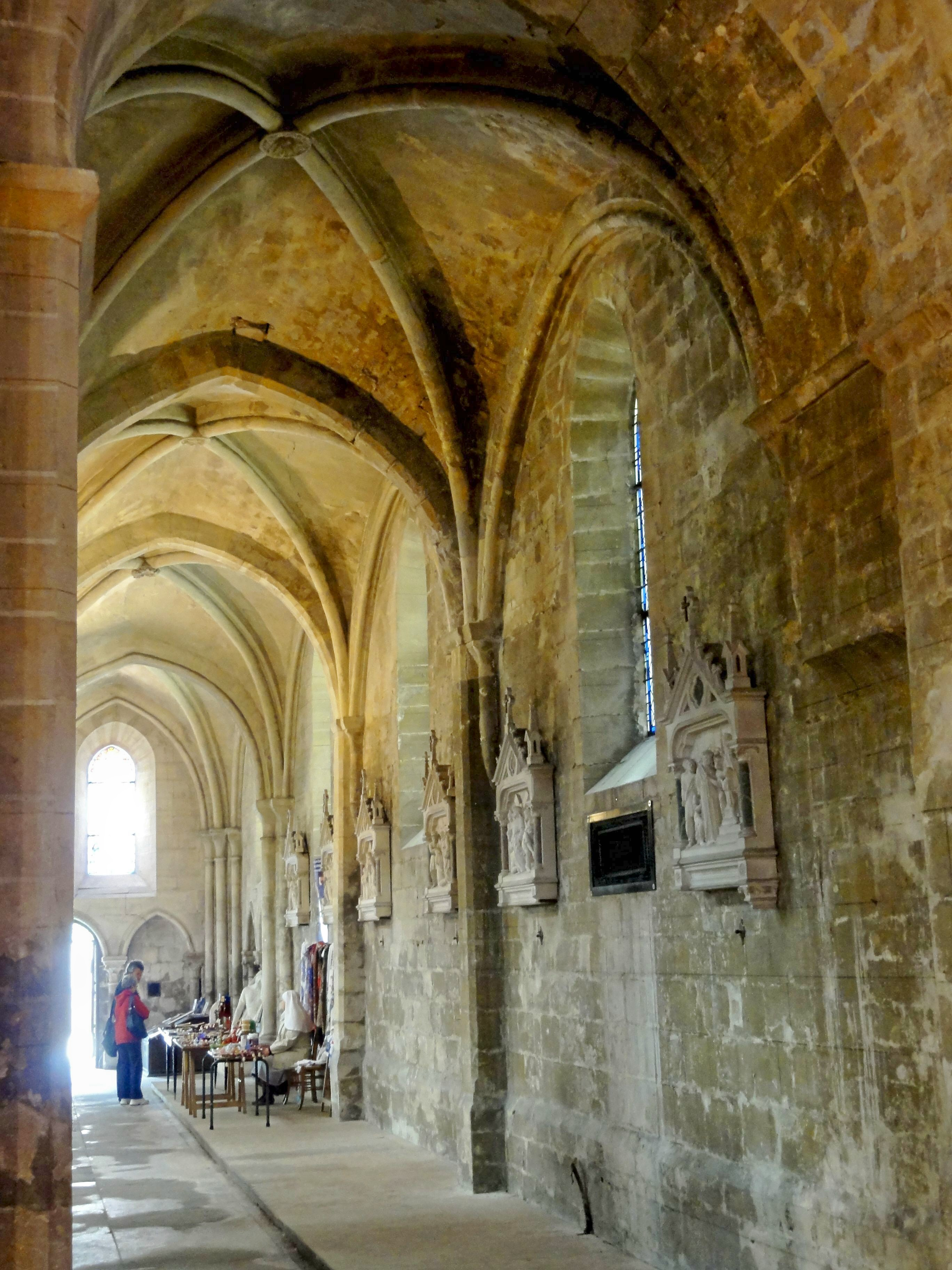
Bas-côté nord, vue vers l'ouest.
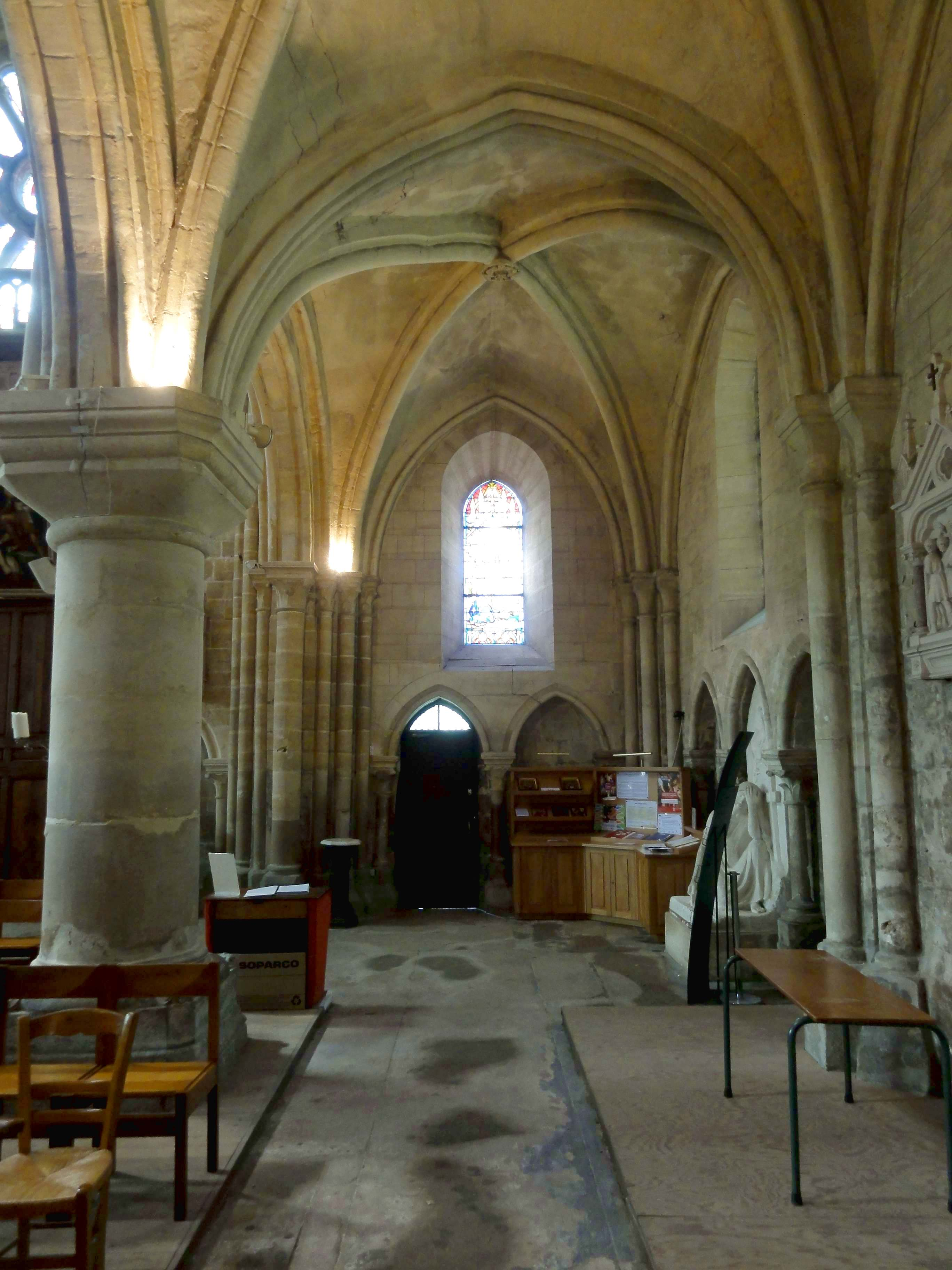
Bas-côté nord, vue vers l'ouest.

#### Transept et absidiole

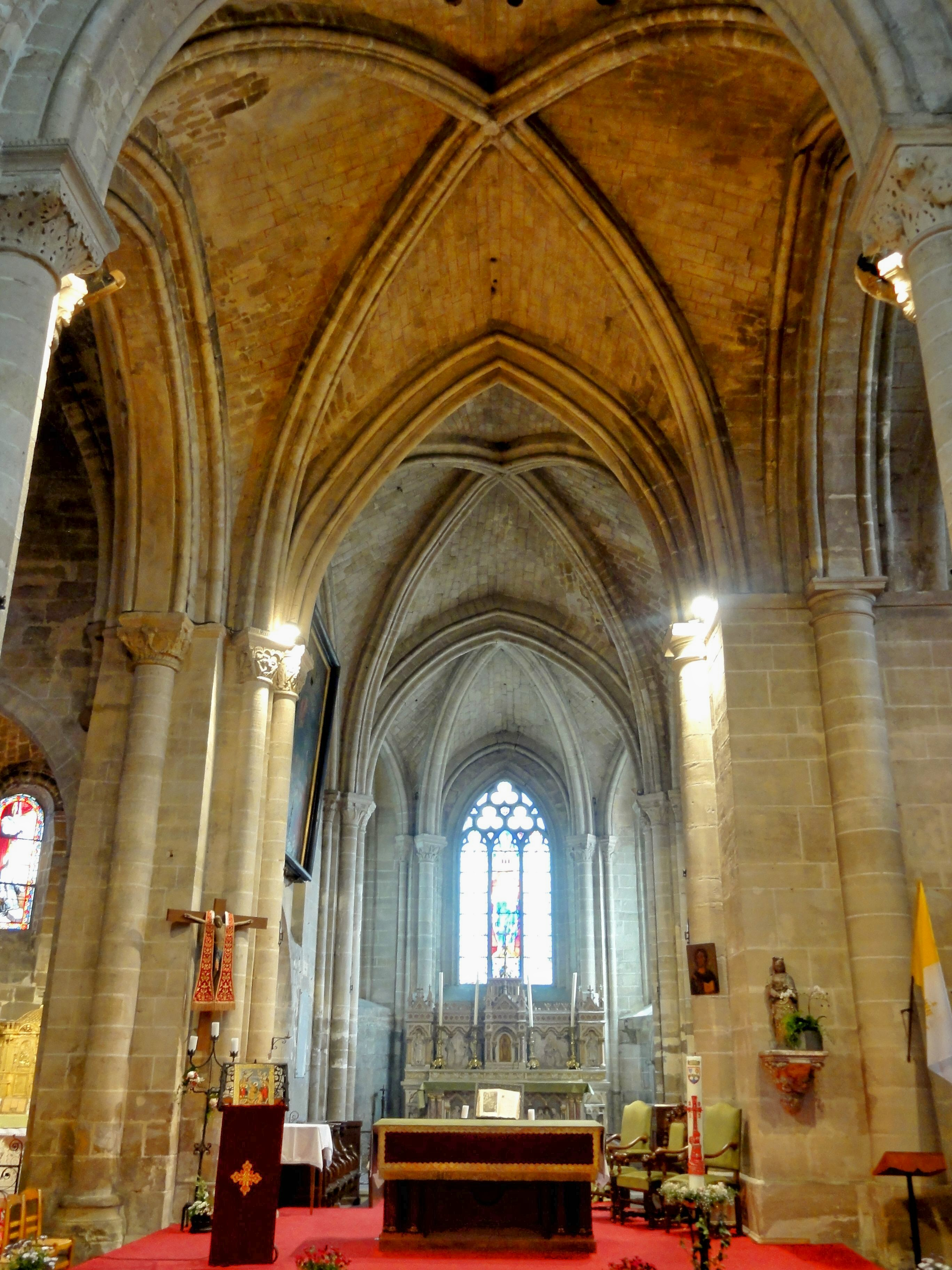
Croisée du transept, vue vers l'est dans le chœur.

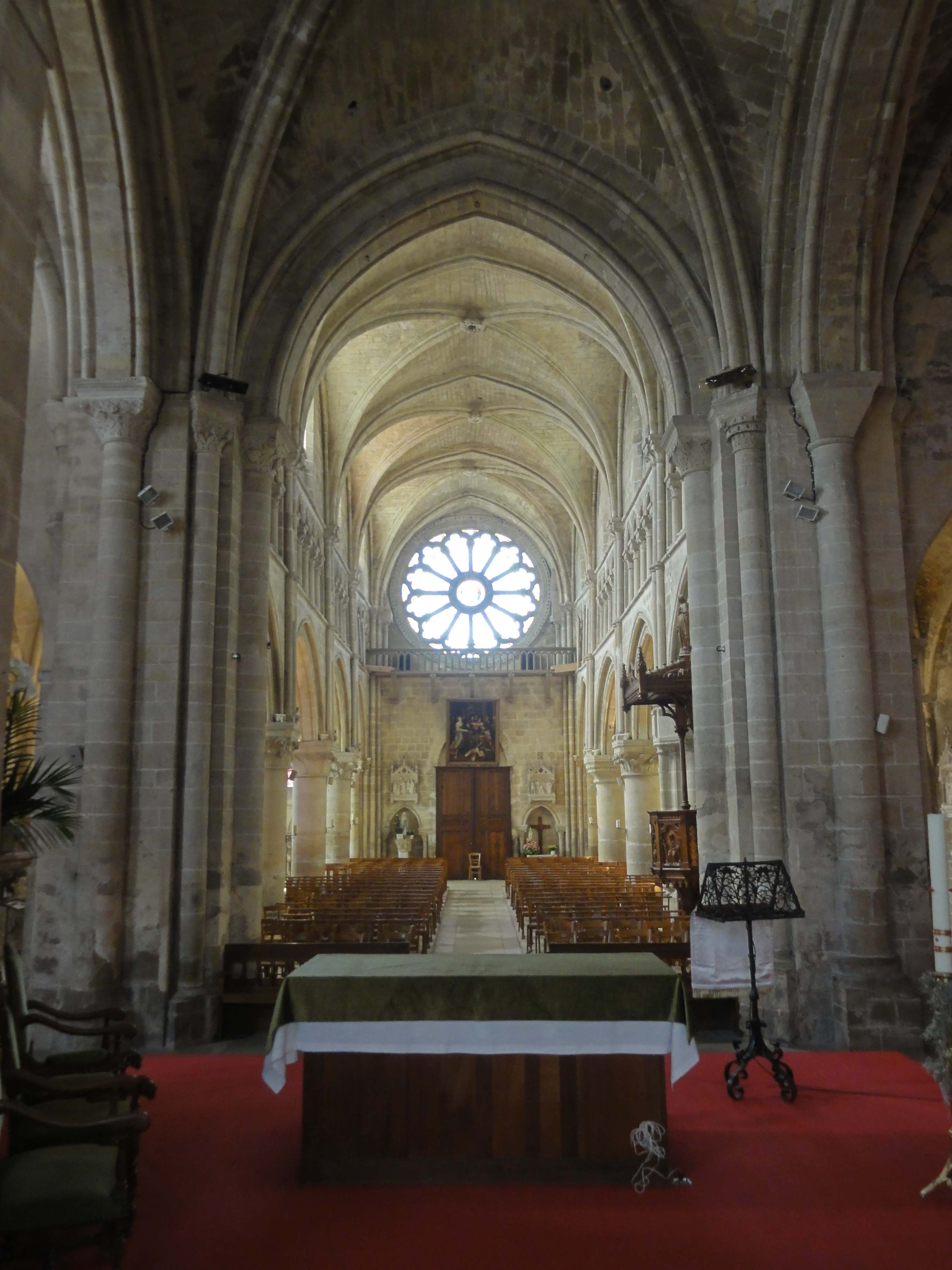
Croisée du transept, vue vers l'ouest dans la nef.

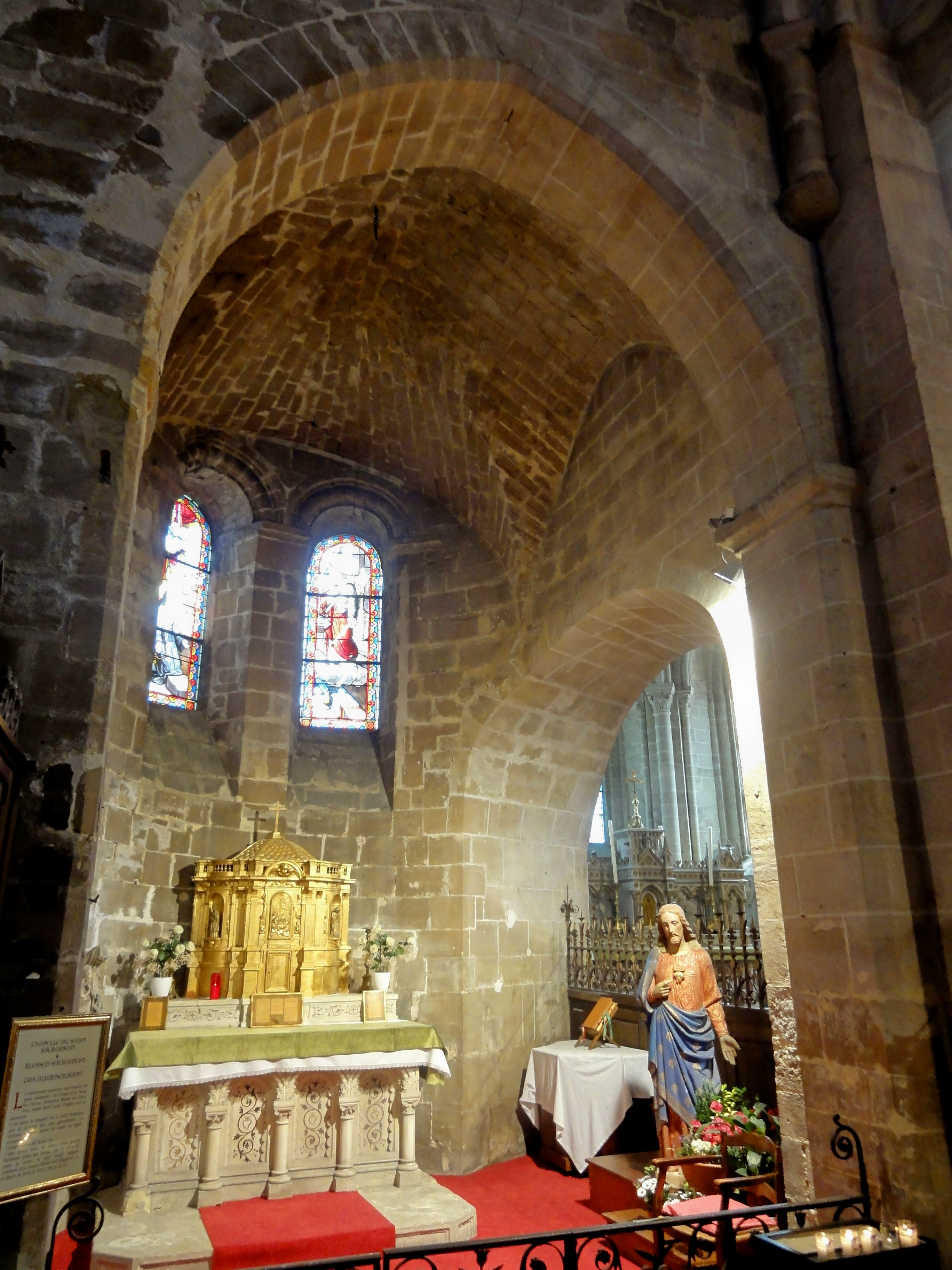
Vue dans l'absidiole.

Le transept, l'absidiole nord et le chœur forment un ensemble cohérent, sans doute conçu par un même maître d'œuvre, mais dont la réalisation traîna en longueur comme le donnent à penser la variété des profils des ogives, des corniches et du traitement des fenêtres à l'extérieur. Les chapiteaux ne sont pas non plus stylistiquement homogènes, ce que Maryse Bideault et Claudine Lautier expliquent par l'intervention simultanée de deux ateliers de sculpture différents, dont l'un poursuivait un courant archaïsant, et dont l'autre était en contact avec les chantiers les plus innovants de l'époque, tels que les chœurs de Saint-Germain-des-Près et Saint-Martin-des-Champs, ou la cathédrale Notre-Dame de Senlis. S'y ajoutent les fruits de plusieurs remaniements, dont notamment l'équipement de l'abside de fenêtres à remplage (voir ci-dessous), la reprise en sous-œuvre de la pile sud-est du clocher au milieu du XVIe siècle, et le remplacement de l'absidiole sud par l'actuelle chapelle de la Vierge à la même époque. L'architecture du transept correspond tout à fait ce qu'annonce l'arc triomphal, c'est-à-dire, elle est un peu sèche avec la retombée directe des rouleaux supérieurs des quatre arcs-doubleaux sur les dosserets dans lesquels sont engagées les colonnes réservées aux rouleaux inférieurs. Les dosserets peuvent être considérés comme les piédroits de piliers cruciformes, dont les angles rentrants accueillent les colonnettes réservées aux ogives. On rencontre une disposition semblable à Château-Landon. Habituellement, les architectes cherchent à éviter des pans de mur entre les différents fûts dans les angles des travées, et permettent tout juste que la vue s'ouvre sur des ressauts des piliers entre deux colonnettes. Le remaniement de la pile sud-est au milieu du XVIe siècle consiste en le remplacement du massif cruciforme par un massif carré, si bien que l'ogive est privée de colonnette dans cet angle, et en le remplacement des chapiteaux du milieu ou du troisième quart du XIIe siècle par des chapiteaux doriques un peu frustes,,.
La modénature et la sculpture dans la croisée du transept se présentent comme suit. Les ogives accusent un gros tore entre deux baguettes, ce qui est un profil notamment répandu au deuxième et au troisième quart du XIIe siècle, qui est tout aussi bien roman que gothique. On le trouve à Bailleval, Bémont, Berzy-le-Sec, Crézancy, Gaillon-sur-Montcient, Marolles, Nampcel (ancien prieuré de Bellefontaine), Pondron, Vauxrezis, etc. La plupart des exemples concernent toutefois l'ancien diocèse de Soissons. La clé de voûte est un petit disque cerné d'une collerette de petites feuilles doubles. À l'instar des grandes arcades de la nef, les arcs-doubleaux se composent d'un rouleau supérieur mouluré d'un tore de chaque côté, et d'un rouleau inférieur profilé d'un méplat entre deux tores. Ce le profil le plus répandu entre la fin de la période romane et le milieu du XIIe siècle. Il n'est pas évident pour quelle raison Louis Régnier suppose que ces doubleaux se substituent à des arcades en plein cintre, car l'arc en tiers-point règne sur l'ensemble des arcades de l'église (sauf celle ouverte après coup dans le mur nord du chœur). Surtout, l'auteur n'explique pas ce qu'il en est des voûtes, qui, dans cette hypothèse, auraient aussi été refaites. — Les tailloirs des massifs cruciformes sont des tablettes biseautées. Le tailloir du chapiteau au nord du doubleau septentrional l'est également. Ceux des autres chapiteaux d'origine se composent d'une tablette sculptée de dents-de-scie, d'une baguette et d'un cavet, ou d'une tablette ordinaire et d'un cavet entre deux baguettes non dégagées. Les dents de scie, rattachées à l'architecture romane, se rencontrent aussi sur certains tailloirs de Foulangues, Gaillon-sur-Montcient (seulement gravées ou aux intervalles excavées) et Labruyère (en deux rangs). Les motifs des chapiteaux se répartissent en trois groupes : ornementation végétale, avec des feuilles d'acanthe ou des palmettes de feuilles d'acanthe travaillées au trépan (autour des piles sud-ouest et nord-ouest, d'une facture comparable à Chars, Gaillon-sur-Montcient, Hardricourt, Juziers, Lavilletertre, Le Bellay-en-Vexin, etc.), ou bien des rinceaux complexes (au nord du doubleau oriental, d'une facture comparable à certains spécimens de Chars et du déambulatoire de Saint-Maclou de Pontoise) ; décor végétal antiquisant avec petites têtes saillantes (à l'est du doubleau septentrional) ; et chapiteaux historiés. À cette dernière catégorie, appartient le chapiteau de l'ogive dans l'angle nord-est, qui représente Daniel dans la fosse aux lions (et non de David, comme l'écrivent Maryse Bideault et Claudine Lautier). Un autre chapiteau historié se trouve sur la même pile, dans l'angle nord-ouest du chœur (voir ci-dessous), et un troisième, aujourd'hui déposé, illustre l'histoire de Samson (voir le chapitre Mobilier). Il pourrait provenir du côté ouest de l'arcade septentrionale, où l'on voit actuellement une corbeille restée simplement épannelée, ou bien du sud du chœur. Quant aux bases, une dernière base attique subsiste dans l'angle nord-ouest du carré du transept,,.
Les croisillons sont d'une architecture encore plus dépouillée tant à l'intérieur qu'à l'extérieur. Les clés de voûte ne sont pas sculptées, et les formerets font défaut, ce qui n'est du reste pas rare dans les croisillons de la première période gothique. Il n'y a ainsi qu'un seul chapiteau par angle. Il se caractérise par un haut tailloir, et est implanté à 45° face aux ogives, selon le parti le plus fréquent entre la fin de la période romane et le début de la période rayonnante. Il n'y a guère à dire de la sculpture, en grande partie abîmée, et certaines corbeilles sont du reste incomplètes. Les fûts sont tronqués dans de différentes mesures ; certains ont complètement disparu. Les arcades vers les bas-côtés et vers l'absidiole du croisillon nord sont en tiers-point, et pratiquement frustes. Elles ne sont pas moulurées, et sont à arêtes chanfreinées. La retombée s'effectue sur des tablettes biseautées engagées dans les piédroits. Tout ceci donne à penser que les pilastres à l'est des bas-côtés sont bien dans l'esprit des croisillons, et datent donc d'origine, même si les tailloirs et chapiteaux ont dû être remaniés. Les ogives sont monotoriques, comme dans les deux dernières travées des bas-côtés. Elles retombent sur des chapiteaux à hauts tailloirs implantés à 45° face aux ogives. dont les fûts ont été tronqués. Les fenêtres sont sans décoration. Chacune des deux extrémités du transept est ajourée d'une grande baie en tiers-point, qui est entourée d'un faible ressaut. La face occidentale du croisillon sud comporte une baie semblable, mais en cintre brisée, et la face occidentale du croisillon nord seulement un oculus. Une fenêtre bouchée est visible en face à l'est. On peut évoquer, dans le contexte du croisillon nord, l'absidiole qui s'ouvre dans son mur oriental. Son intérieur extrêmement dépouillé produit une impression de froideur. Son voûtement d'arêtes, peu compatible avec un chevet en hémicycle, peut surprendre. Ses deux fenêtres géminées sont en plein cintre, et s'ouvrent au-dessus d'un long glacis pentu. Elles sont surmontées d'archivoltes toriques retombant sur des impostes profilés d'une plate-bande et d'un cavet. L'absidiole est considérée unanimement par tous les auteurs comme la partie la plus ancienne de l'église, mais la datation est moins évidente. Maryse Bideault et Claudine Lautier penchent pour le début du XIIe siècle, en raison de son archaïsme, ce qui pose le problème de l'explication du grand délai qui se serait écoulé jusqu'à la mise en chantier du transept. Après réflexion, Louis Régnier explique l'archaïsme par un parti pris d'économie, qui caractérise également les croisillons et les travées orientales des bas-côtés. Aucun élément concret ne renvoie en réalité à la première moitié du XIIe siècle,,,. Des absidioles contemporaines également très archaïques se trouvent à Choisy-au-Bac. Les absidioles ne tombent pas directement en désuétude à la période gothique, comme le soulignent Champagne-sur-Oise, Fosses, Luzarches, Saint-Vaast-de-Longmont.

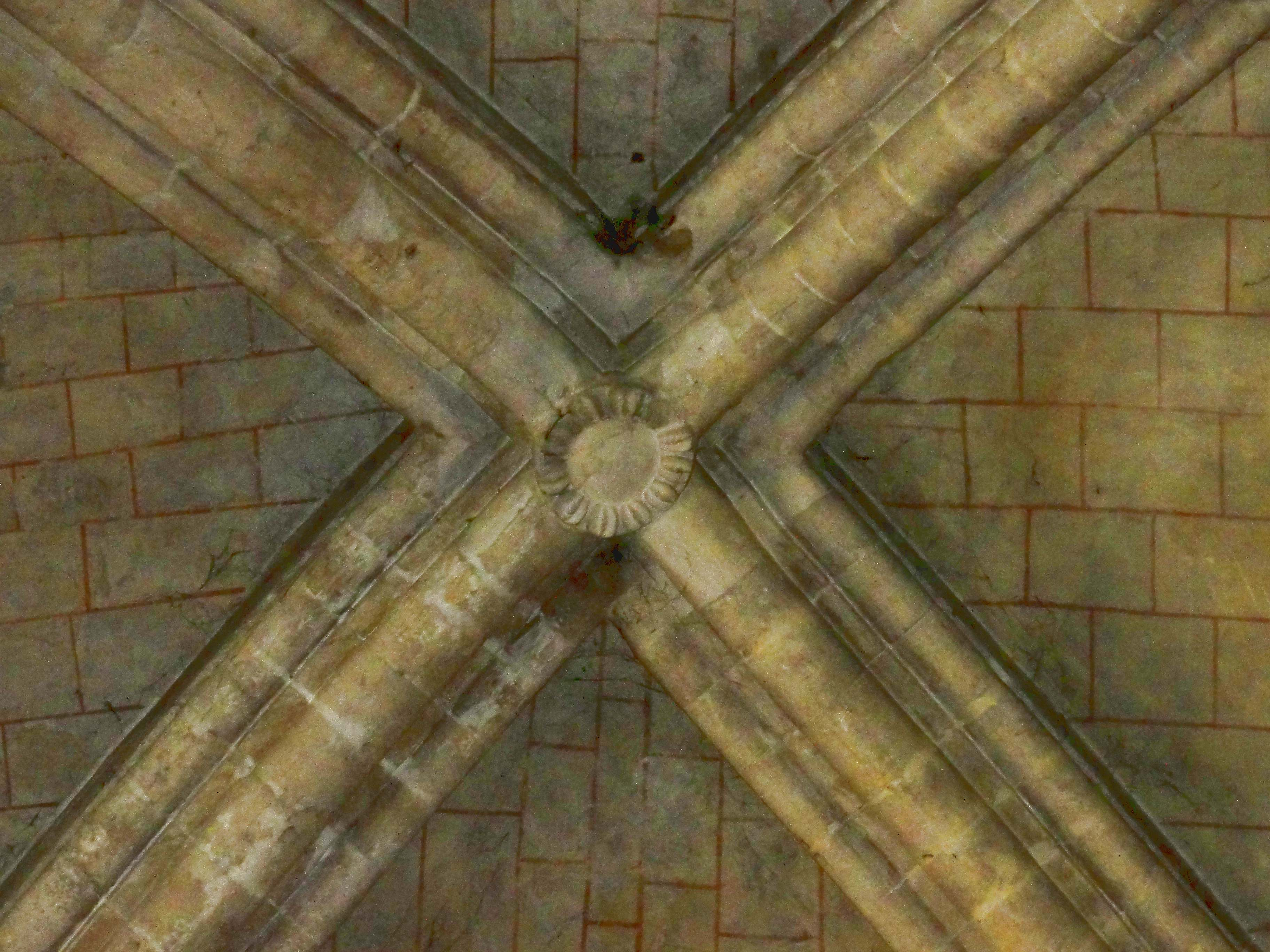
Croisée, clé de voûte.
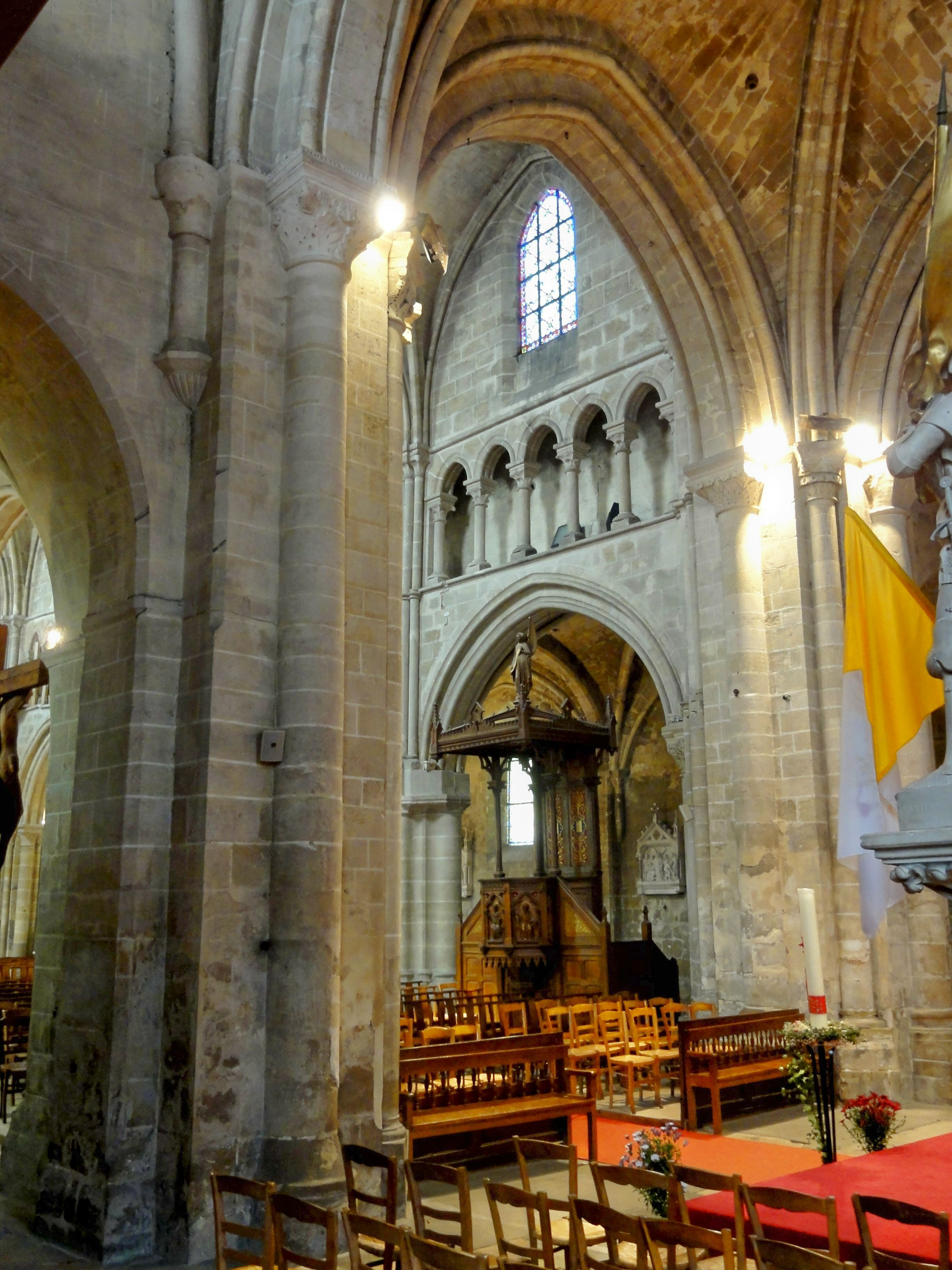
Vue dans la nef à travers la croisée du transept.
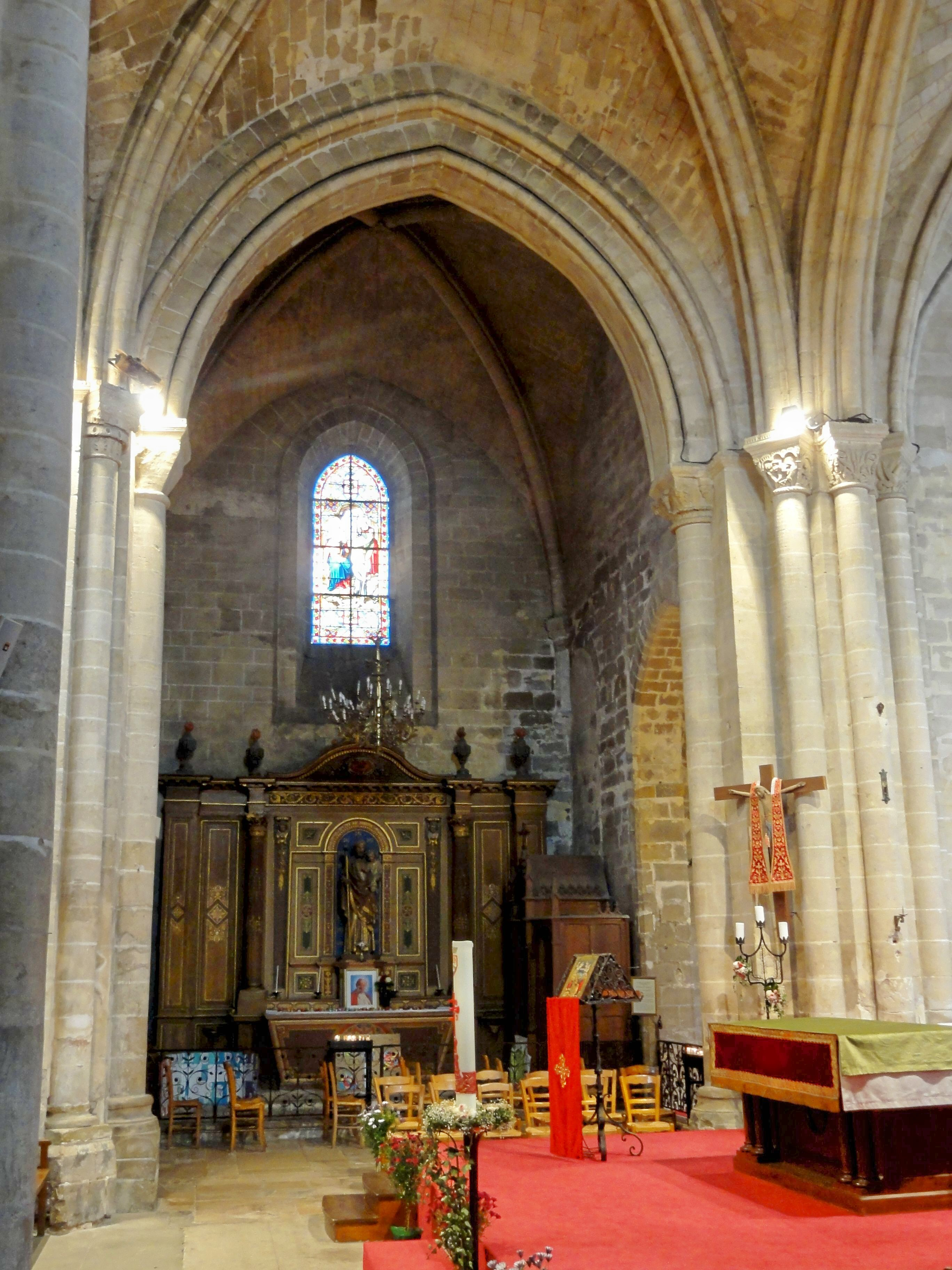
Vue sud-nord ; à droite la pile comportant quatre chapiteaux romans.
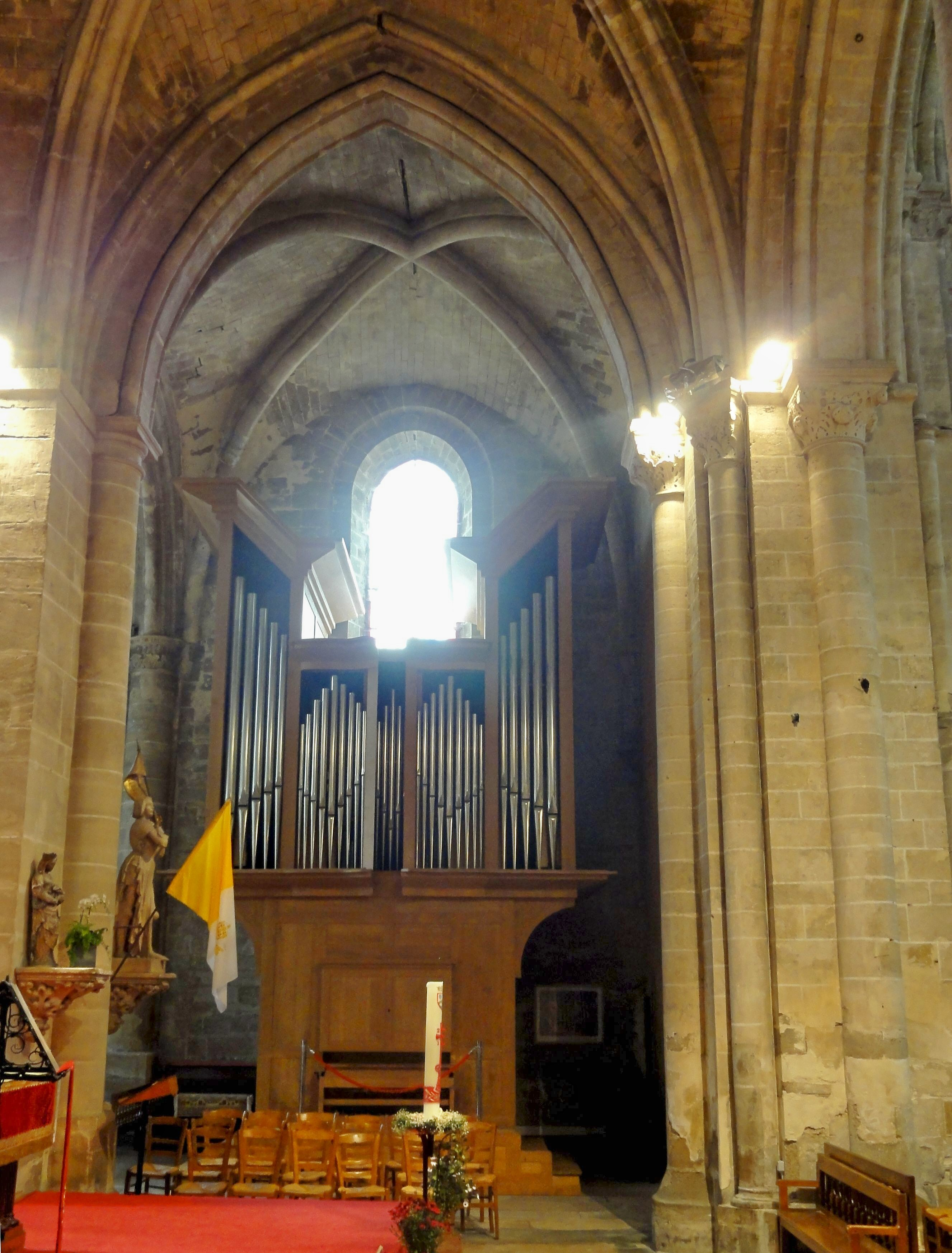
Vue nord-sud ; à droite la seconde pile restée authentique.
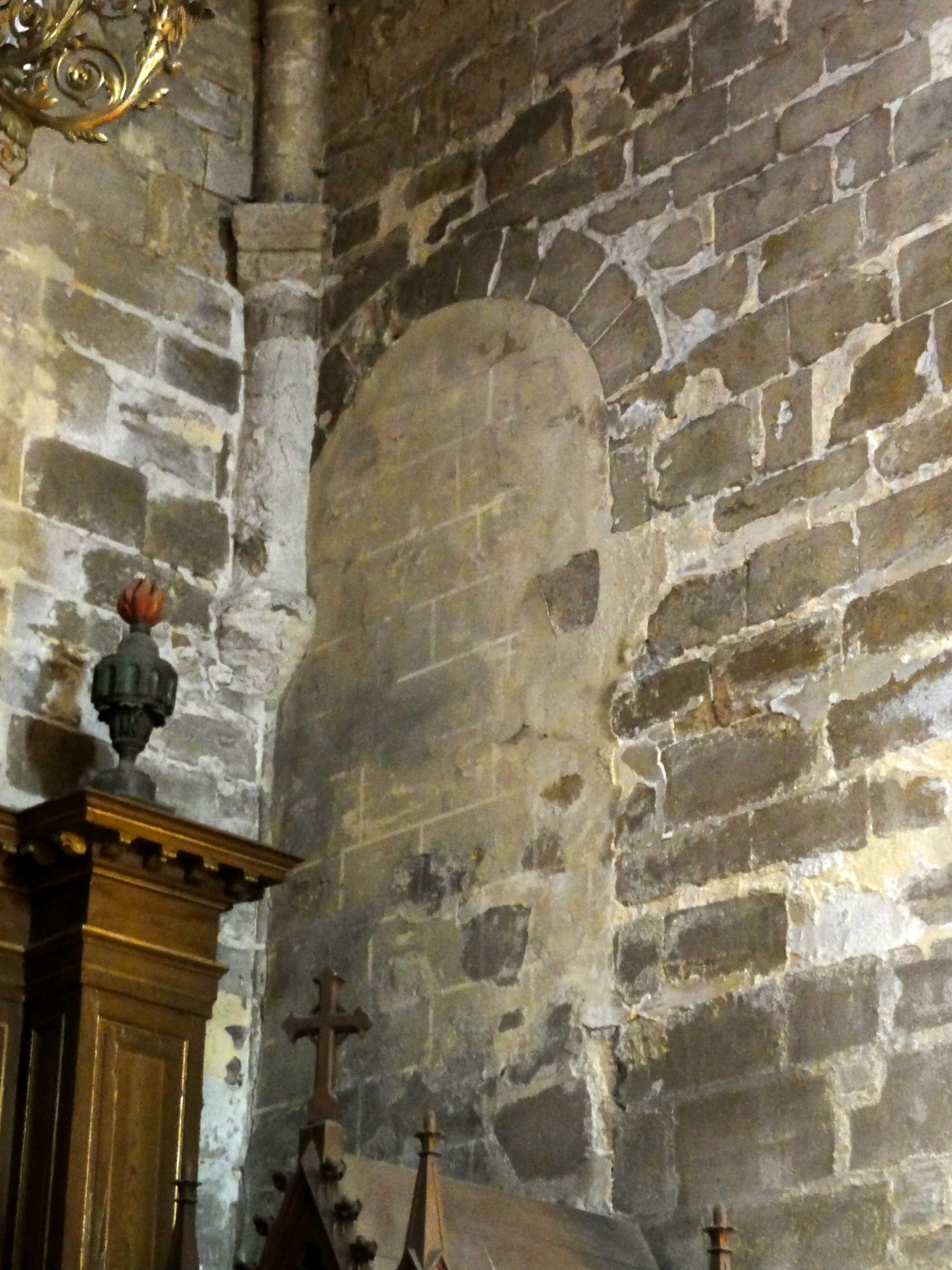
Fenêtre bouchée dans le mur oriental du croisillon nord.
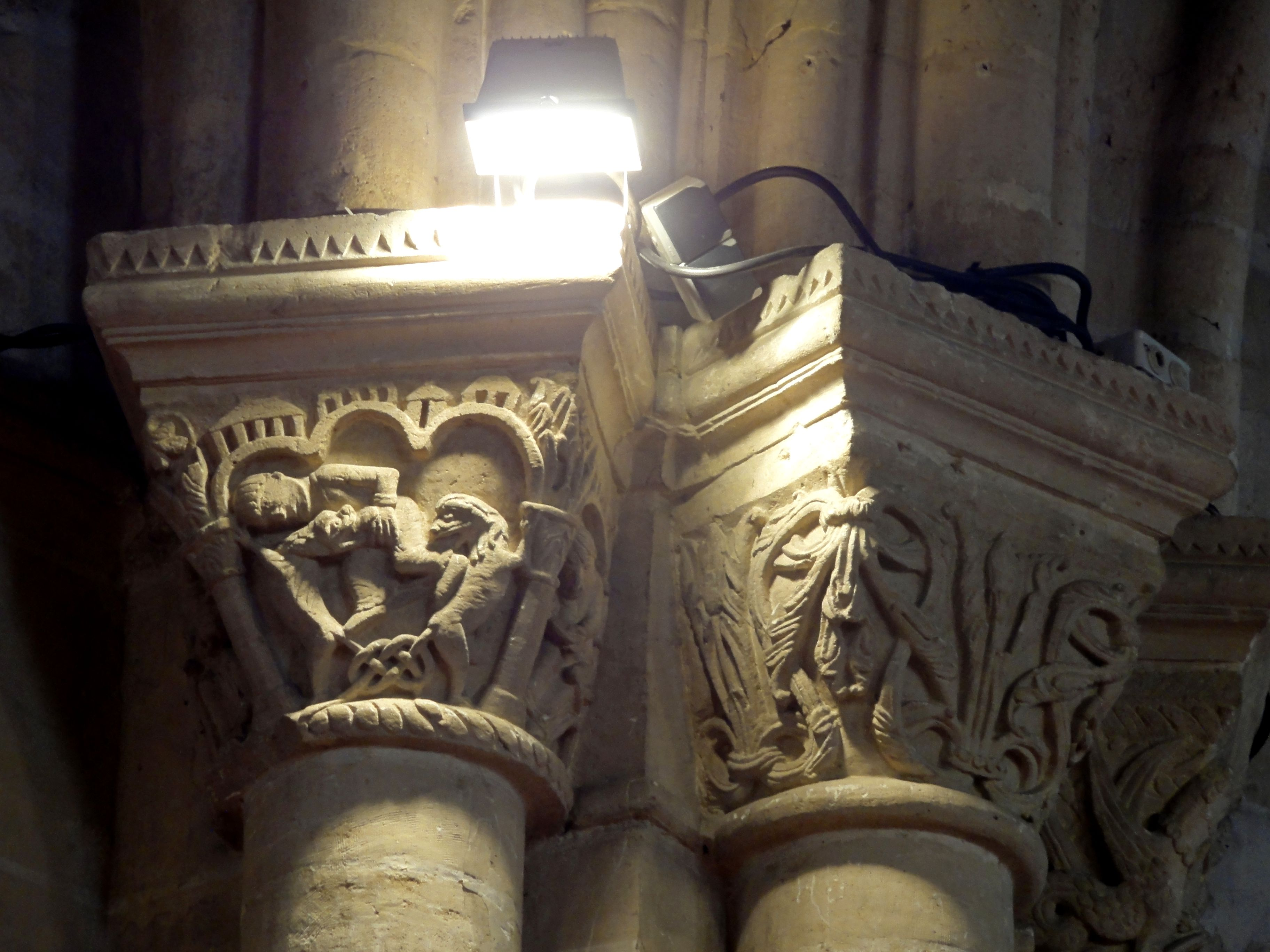
Chapiteaux de la pile nord-est ; à.g. l'histoire de Daniel.

#### Chœur

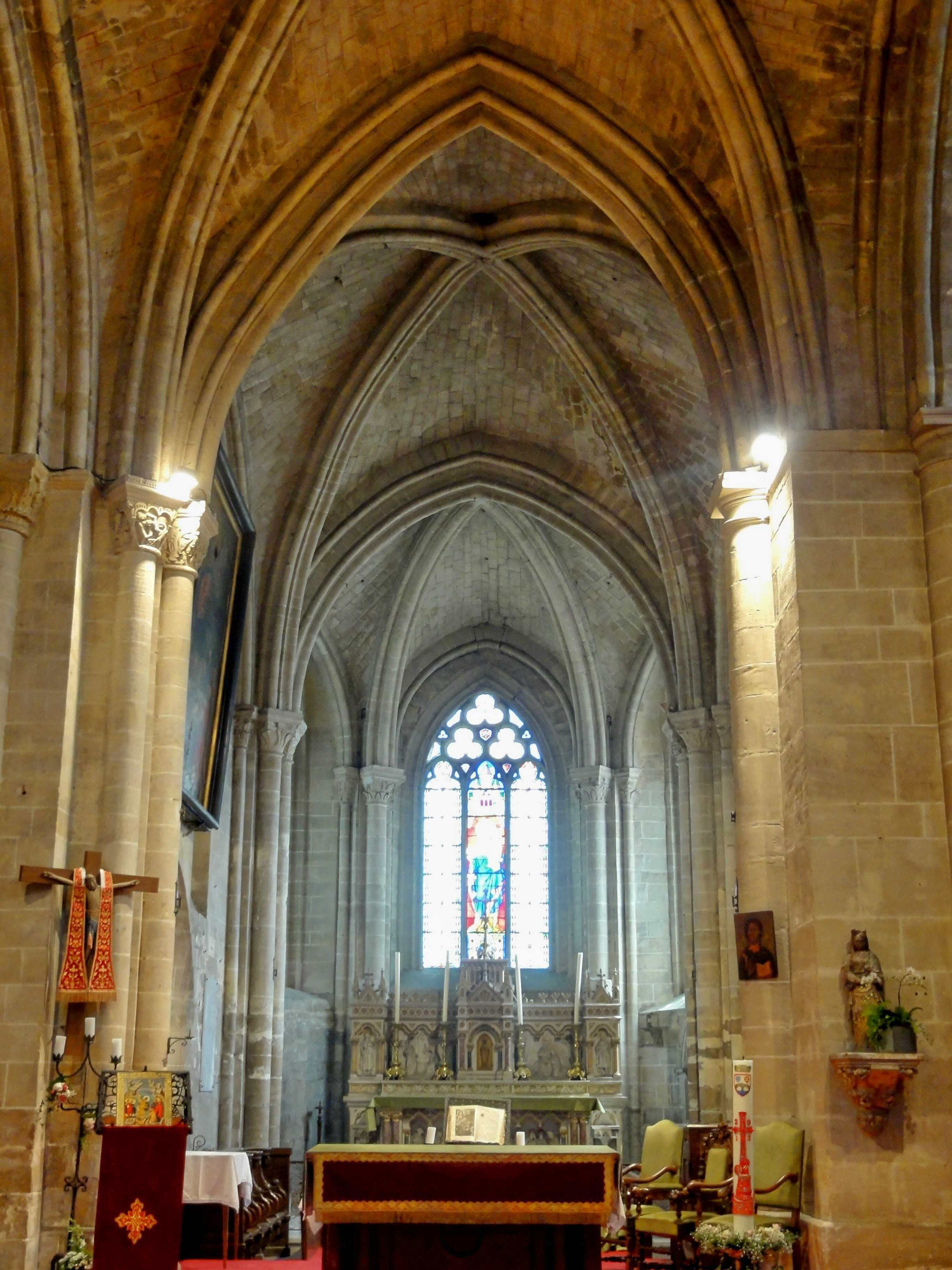
Croisée, vue vers l'est dans le chœur.

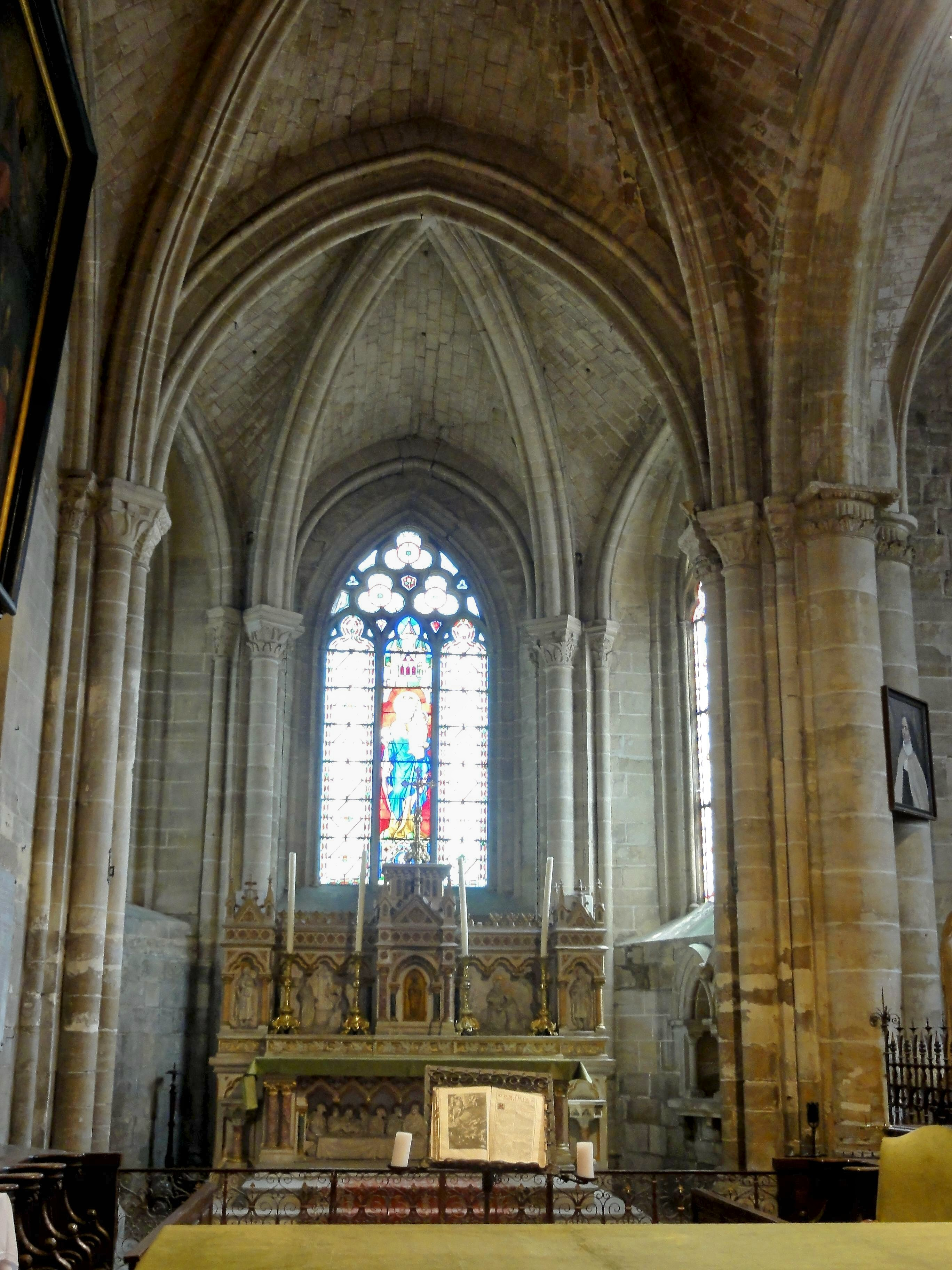
Chœur, vue vers l'est.

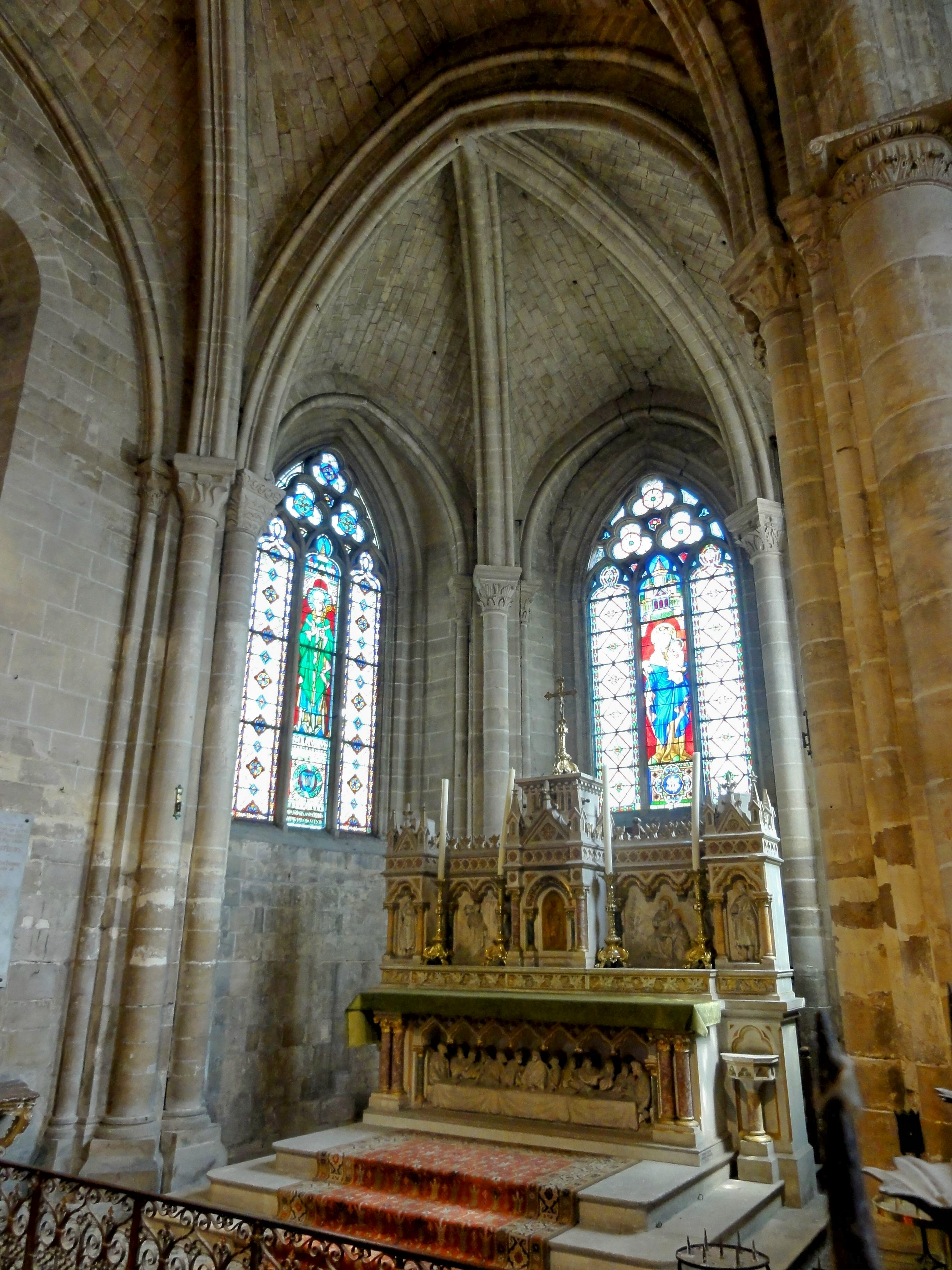
Vue vers le nord-est.

Composé d'une travée carrée et d'une abside à pans coupés d'un type particulier, le chœur affiche une continuité avec le transept en ce qui concerne l'agencement des supports. L'architecture est néanmoins plus soignée, et reflète ainsi la fonction du sanctuaire en tant que partie la plus importante de l'église. Ainsi, le maître d'œuvre a prévu des formerets tout autour, et évité la retombée de certaines nervures des voûtes sur des pilastres. Il n'a pour autant pas été à l'abri de certaines maladresses et lourdeurs. Le fait que l'abside soit plus basse que la travée carrée n'en fait pas partie. Il est imputable à la forme bombée des voûtes, dont les lignes de faîte sont incurvées, et non horizontales, comme cela devient la règle à la période gothique. On note avec une certaine surprise que l'abside ne soit qu'à trois pans à l'intérieur, alors que deux pans supplémentaires s'y ajoutent à l'extérieur. Ils sont réservés aux contreforts. Par conséquent, les fenêtres latérales sont précédées de niches murales, dont la profondeur augmente vers l'est. Afin que le pan d'axe ne sorte pas du cadre, on y a également ménagé une niche. Comme le souligne Émile Lambin, les murs latéraux légèrement obliques de l'abside et la diminution successive de la hauteur des voûtes vers l'est créent une « perspective fugitive à laquelle les gros tores du rond-point ajoutent quelque chose qui n'est pas sans majesté ». Louis Régnier fait le rapprochement avec certains chœurs de la fin du XIe siècle. Or, les points communs avec l'église d'Auvers-sur-Oise ne concernent que les élévations extérieures. Du reste, la minceur des joints et la dernière fenêtre d'origine qui subsiste dans le mur nord de la travée droite indiquent bien qu'il s'agisse d'une construction du XIIe siècle. En effet, les baies étaient de dimensions encore plus restreintes au XIe siècle, et cette fenêtre est déjà en cintre brisé. D'après Louis Régnier, il s'agirait de l'une des premières fenêtres en cintre brisé de la région. Elle s'ouvre sur un long glacis pentu, mais n'est sinon que faiblement ébrasée, comme les baies géminées de l'absidiole, dont elle est du reste voisine. L'arcade ouvrant dans l'absidiole tangente le glacis de la baie, à la double épaisseur des autres, et est la seule dans toute l'église qui soit en plein cintre et à arêtes vives. Il faut donc croire qu'elle a été ménagée après coup,.
À l'intérieur, le chœur donne une impression d'harmonie et de légèreté. Les hautes colonnes et colonnettes bien proportionnées portent d'élégants chapiteaux, recevant les nervures des voûtes « à la fois puissantes et légères » (Louis Régnier). Des formerets existent au nord, à l'est et au sud. Cependant, avec l'ouverture d'un doubleau vers la chapelle de la Vierge au sud de la travée droite, au milieu du XVIe siècle, le formeret méridional est devenu en quelque sorte le rouleau supérieur de ce doubleau. Dans l'abside, les formerets tiennent en même temps lieu d'arcades ouvrant sur les niches des fenêtres. À l'entrée de l'abside, les dosserets du doubleau vers la croisée du transept sont moins larges qu'à l'intérieur de la travée, et le rouleau supérieur du doubleau se partagent les tailloirs avec les ogives. Aux colonnes engagées du rouleau inférieur du doubleau, se joignent les colonnes des ogives, logées dans des angles rentrants, mais devant des dosserets, et les colonnettes des formerets, également logées dans des angles rentrants. À l'intersection des deux travées, le doubleau intermédiaire du chœur n'est à double rouleau que du côté ouest. Son rouleau supérieur se fond dans les ogives derrière celles-ci, ce qui donne un certain déséquilibre en regardant depuis le sud (depuis la chapelle de la Vierge) ou le nord (ce qui est moins probable en pratique). Il n'y a pas de retombées d'ogives de l'abside à cet endroit, puisque la voûte de l'ogive ne compte que trois voûtains et deux ogives, si bien que la clé de voûte coïncide avec la clé d'arc du doubleau intermédiaire. C'est une particularité qui existe aussi, parfois avec une élévation à plusieurs niveaux, à Fitz-James, Fontenay-en-Parisis, Fresnoy-la-Rivière, Marines, ainsi qu'avec deux pans supplémentaires, à Asnières-sur-Oise et Chars. Les faisceaux de colonnettes à l'intersection des deux travées comportent ainsi deux colonnettes réservées aux formerets, une colonne dédiée à une ogive de la première travée, et une colonne à l'intention du doubleau. Enfin, des faisceaux d'une colonne et de deux colonnettes occupent les angles de part et d'autre du pan d'axe de l'abside.
Les voûtes, bien que bombées, sont très régulièrement appareillées. Si les doubleaux et les ogives de la deuxième travée sont analogues à la croisée du transept, les ogives de la première travée présentent un profil assez rare, avec une gorge entre deux tores, comme certains doubleaux de Saint-Martin-des-Champs, ou les ogives de la quatrième travée de Bouillancy, de la troisième travée de Crouy-en-Thelle, de la quatrième travée de Mareuil-sur-Ourcq, du transept de Saint-Germer-de-Fly et de la croisée du transept de Catenoy. Les tailloirs sont, pour la plupart, analogues au type sans dents de scie dans la croisée du transept. Dans l'angle nord-est de l'abside, ils sont toutefois sculptés de rinceaux, ce qui est très rare. Il y en a des semblables à Monchy-Saint-Éloi, et à Villeneuve-sur-Verberie, certains tailloirs sont sculptés de chimères dans un esprit assez proche. Plusieurs tailloirs sont dégagés des corbeilles par des blocs cubiques, à raison d'un par angle et un au milieu de chaque face, qui sont obtenus par l'excavation des intervalles. Ce procédé est fréquent sur les chapiteaux romans tardifs d'inspiration antique, mais loin d'être la règle. Il se rencontre aussi à Béthisy-Saint-Pierre, Chars, Foulangues, Gaillon-sur-Montcient, Hardricourt, Néry, etc. Les chapiteaux sont d'une grande richesse sculpturale, et correspondent par ailleurs au type présent à l'extérieur des baies de l'absidiole. Les motifs sont variés. Dans l'angle nord-ouest de la travée droite, un chapiteau historié représente un centaure décochant une flèche à une chimère dont le corps et les ailes sont d'un oiseau, la tête d'une femme et la queue d'un serpent, et l'autre un homme à genou rendant hommage à une femme assise. Il s'agirait de la représentation d'un acte d'hommage féodal à Adélaïde de Savoie. Les autres chapiteaux affichent des palmettes de feuilles d'acanthe plus stylisées que dans la croisée du transept, ou des feuilles d'eau caractéristiques des débuts de la première période, avec ou sans volutes, qui peuvent se trouver non aux angles, mais au milieu de la face frontale. Sous un tailloir à rinceaux, on trouve, au nord du doubleau intermédiaire, un curieux chapiteau dont les angles sont flanqués de tiges, et dont les trois faces présentent une superposition de trois palmettes assez simples d'un développement très horizontal. Les chapiteaux au sud de l'arc triomphal ont malheureusement été sacrifiés lors de la construction de la chapelle de la Vierge au milieu du XVIe siècle, qui communique avec la travée droite par une arcade en plein cintre contemporaine de la chapelle,,.
Enfoncées dans des niches, qui ne sont pas assez profondes pour être qualifiées de chapelles, mais vont néanmoins jusqu'au sol, les trois fenêtres à remplage gothique rayonnant de l'abside paraissent analogues à la première vue. Mais seule la baie d'axe est encore authentique. Louis Régnier date son réseau en délit de la fin du XIIIe siècle, alors que Maryse Bideault et Claudine Lautier penchent pour 1260 / 1265. Il se compose de trois lancettes, dans lesquelles s'inscrivent des têtes tréflées, et de trois trilobes au tympan, tous les écoinçons étant ajourés. Contrairement à l'usage, les trilobes ne touchent pas aux flancs de l'archivolte. De minuscules trilobes s'interpose entre les trilobes du premier rang et les flancs. Malgré cette particularité, on trouve un réseau strictement identique au nord du transept de Cléry-en-Vexin, mais c'est bien l'unique exemple. Les meneaux ne portent pas de chapiteaux, mais seulement des bagues. Ils sont dépourvus de bases. Le pourtour est mouluré d'une gorge entre un tore et un filet. La baie méridionale a reçu un remplage identique ou au moins semblable à la même époque. Il a été entièrement refait au XIXe siècle, sans que l'on sache si le dessin reste fidèle au modèle. Louis Régnier attire l'attention sur le fait que le pan septentrional de l'abside avait conservé une baie romane jusqu'en 1863. Dans un souci d'homogénéisation, elle fut alors remplacée par une fenêtre imitant la baie d'axe. Manquent toutefois les trilobes miniaturisés au tympan. Reste à signaler l'élégante piscine à double arcade sur colonnettes dans le soubassement de la baie méridionale. Elle est antérieure à la réfection des premières fenêtres du chœur, et remonte aux alentours de 1230,.

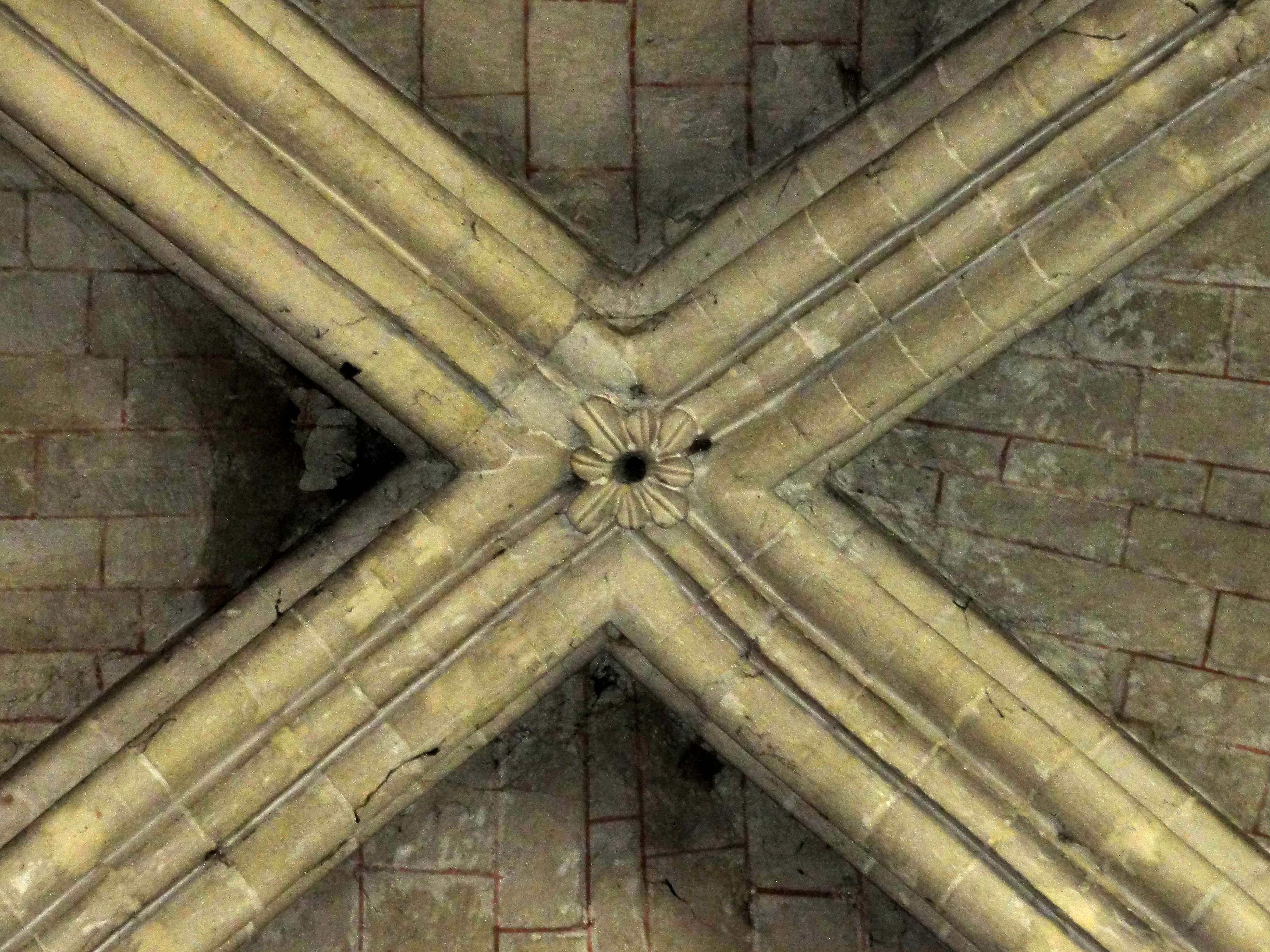
Travée droite, clé de voûte.
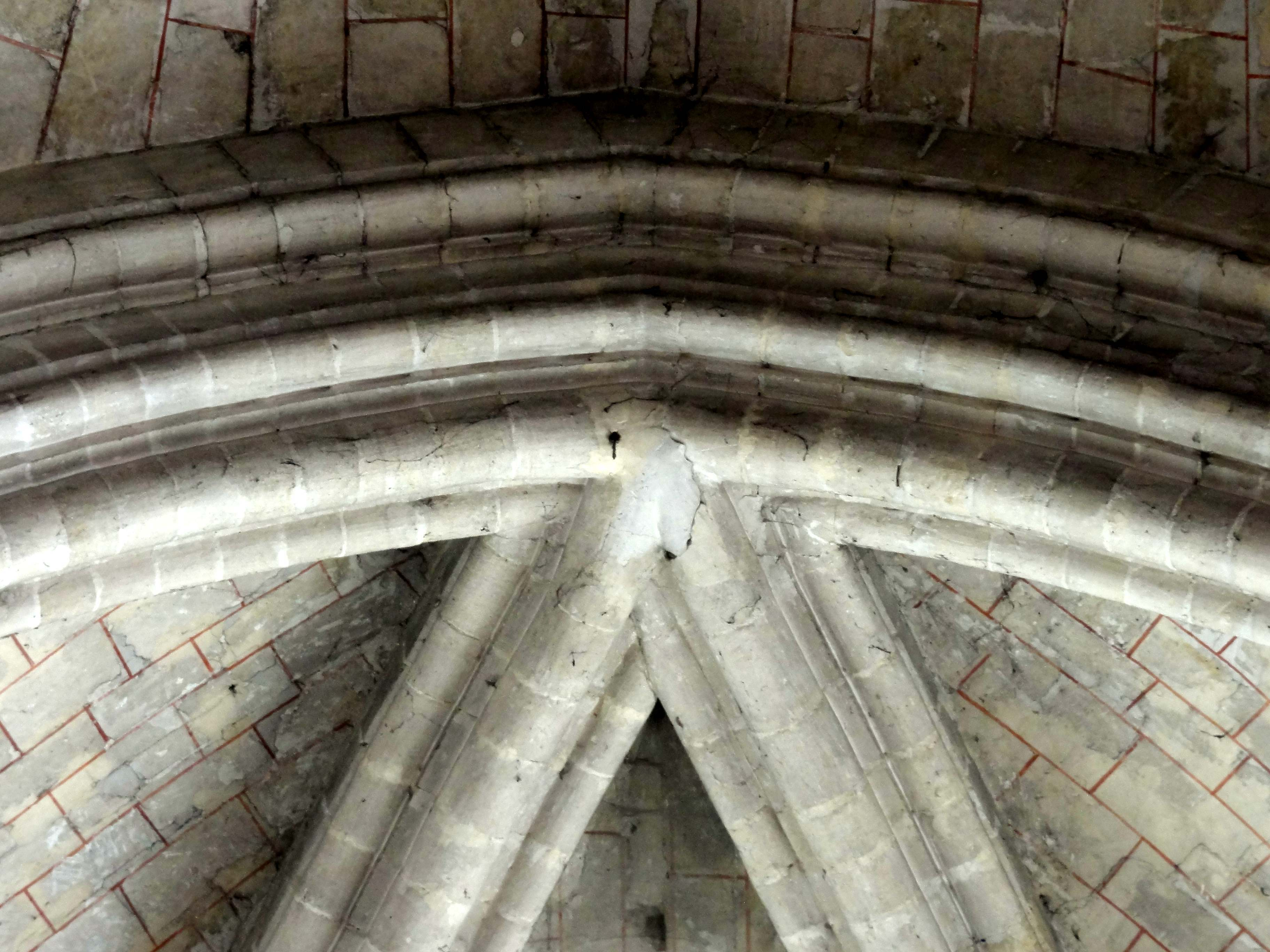
Abside, clé de voûte.
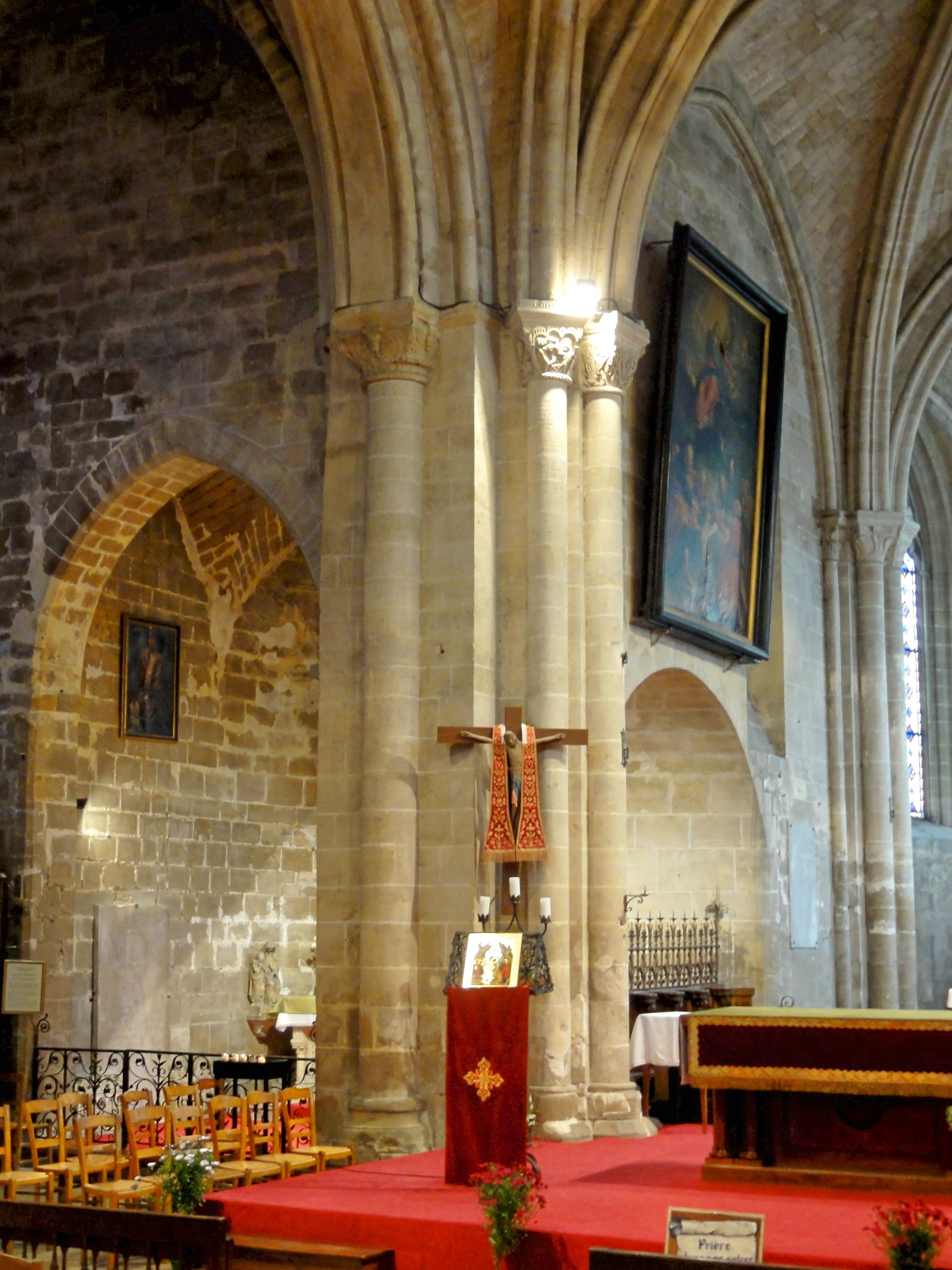
Croisée, vue vers le nord-est sur l'absidiole.
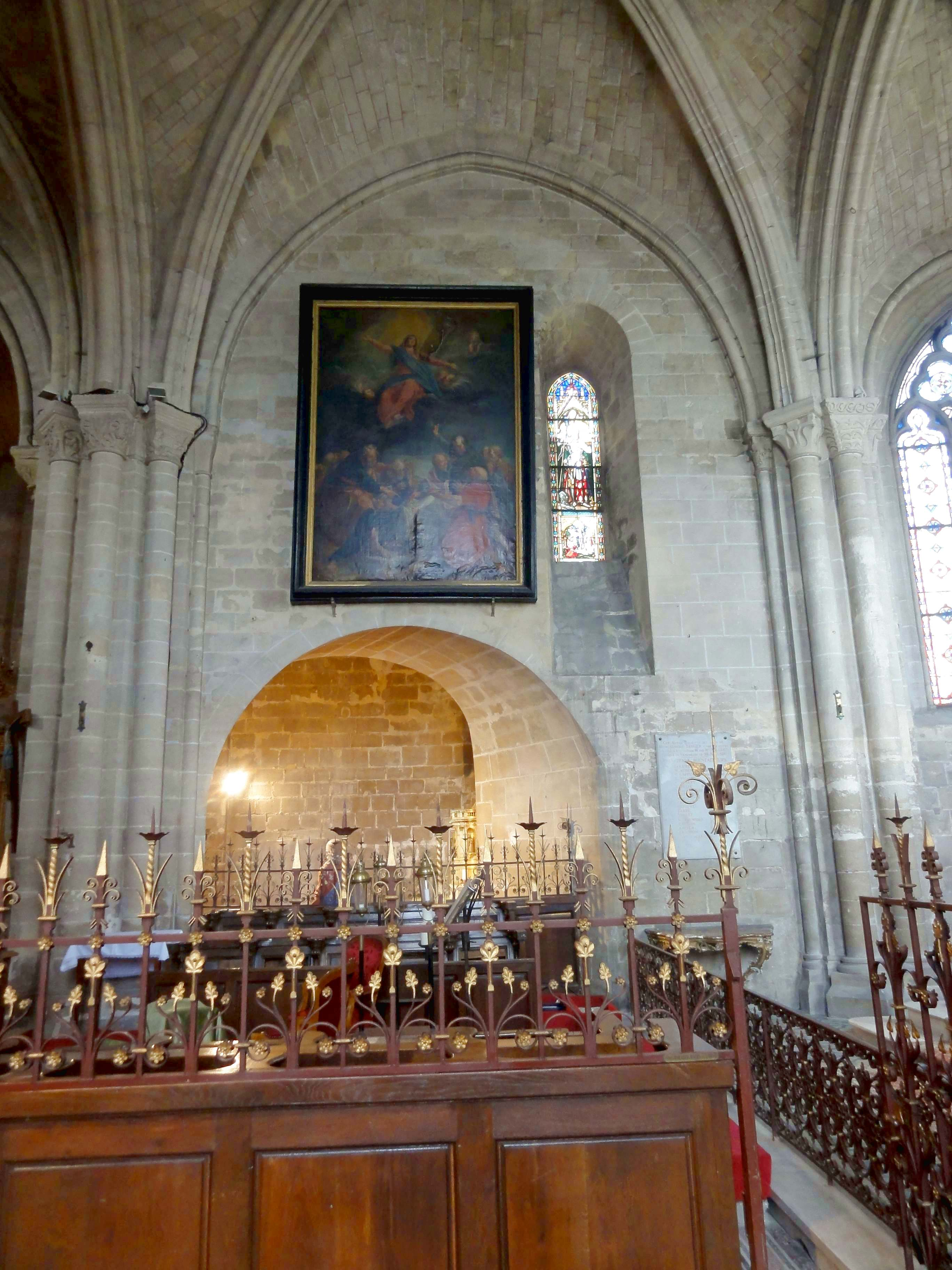
Travée droite, élévation nord.
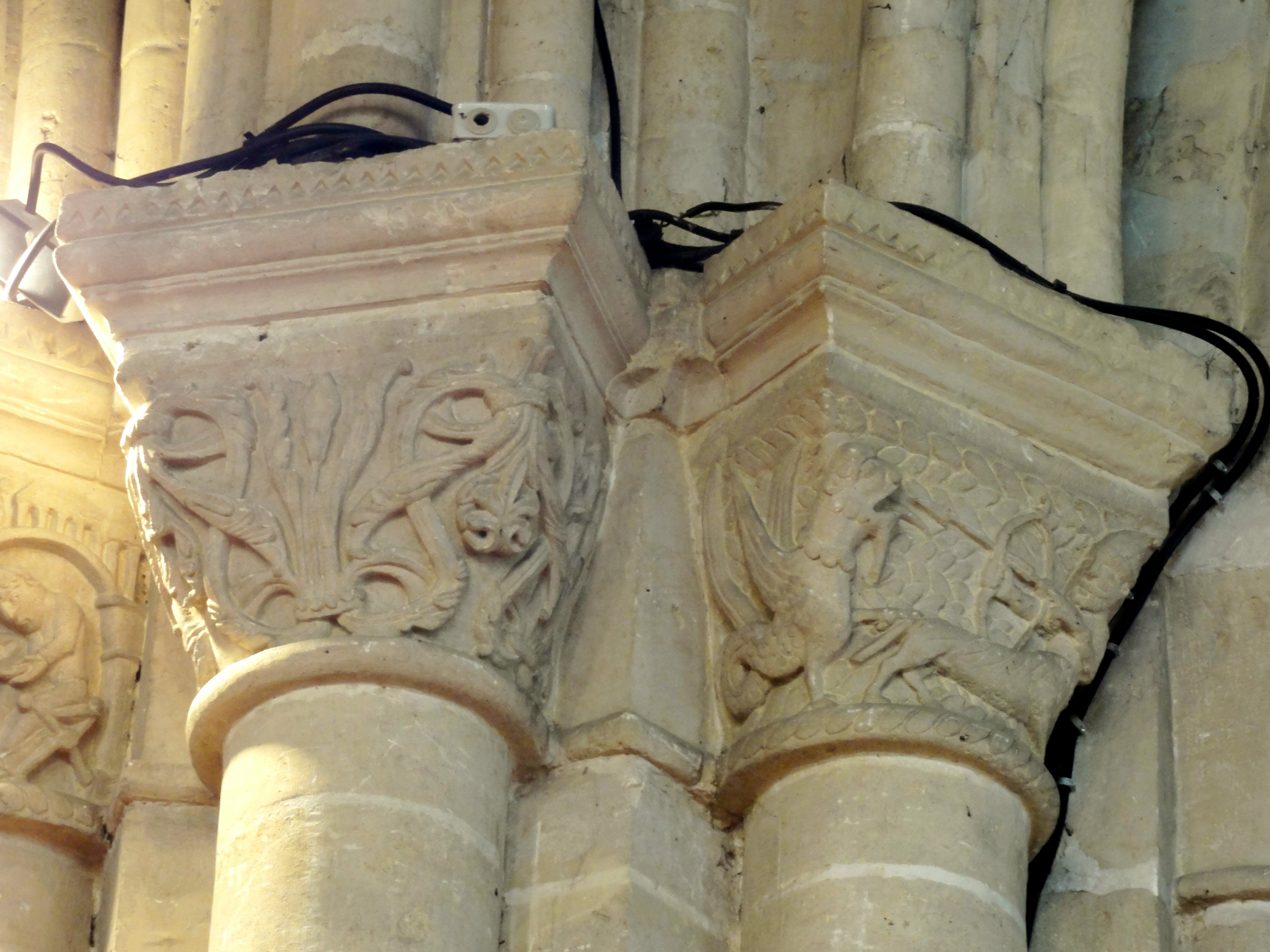
Chapiteaux dans l'angle nord-ouest.
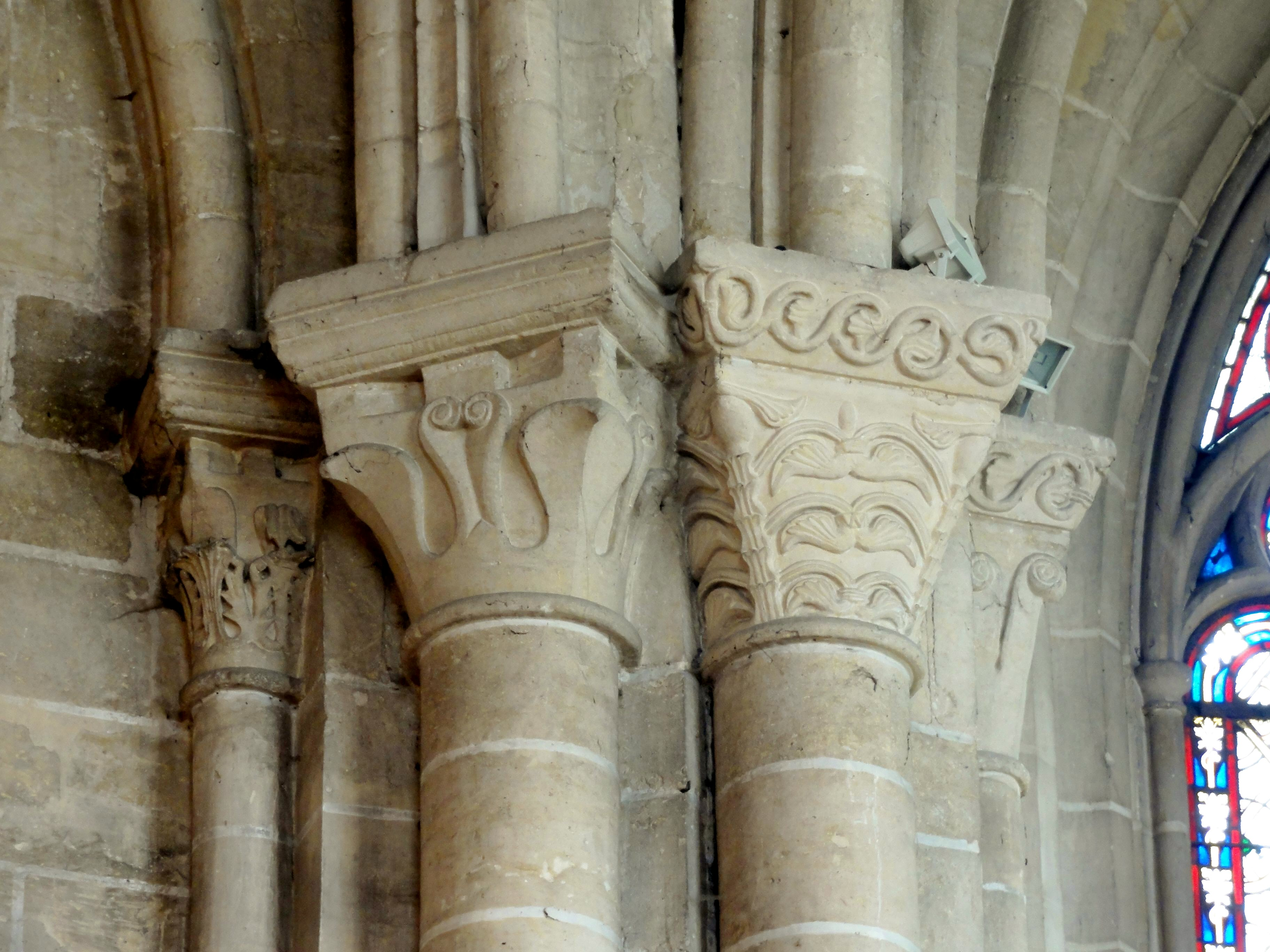
Chapiteaux au nord du doubleau intermédiaire.

#### Chapelle de la Vierge

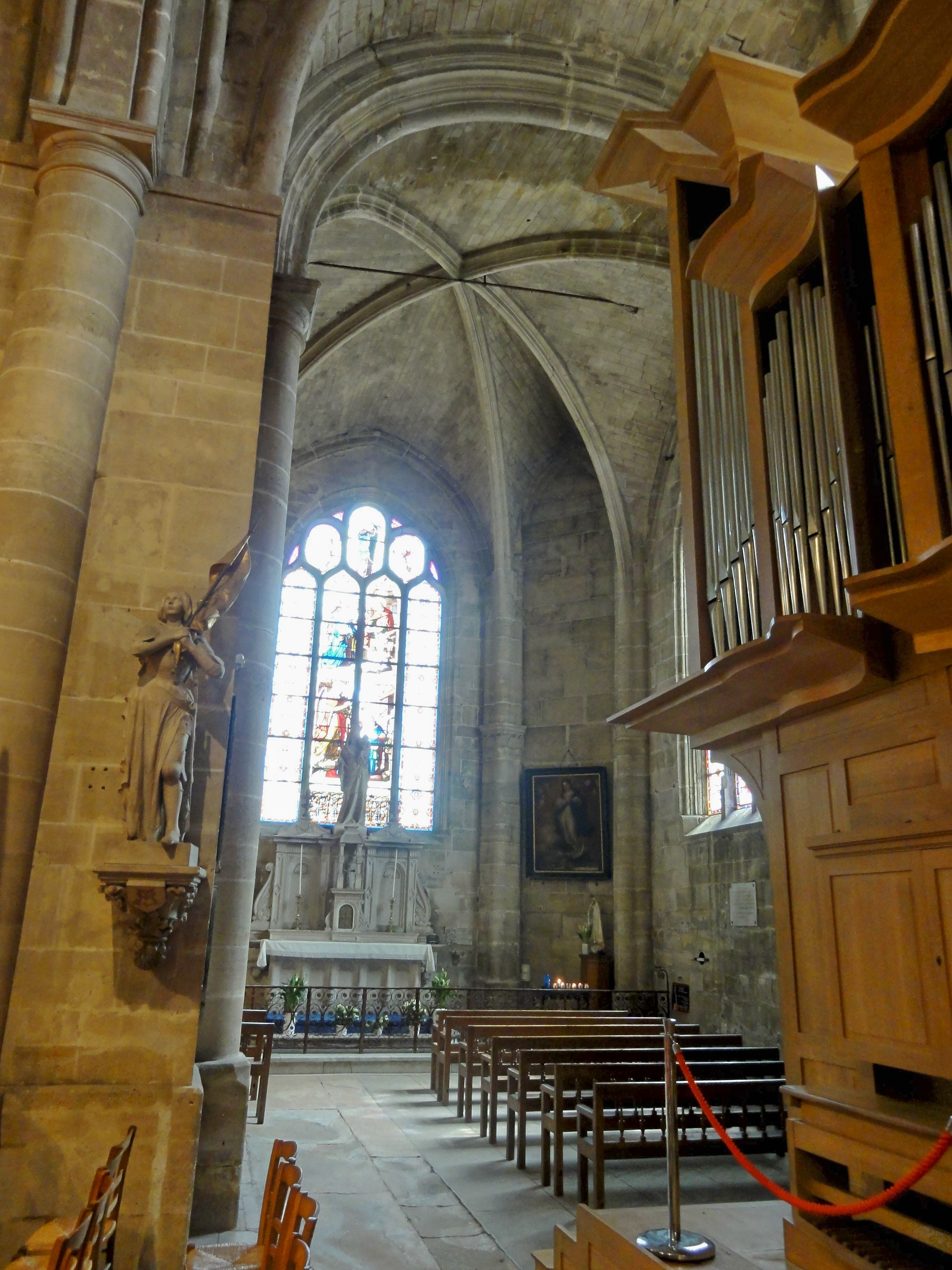
Vue intérieure depuis le croisillon sud.

La chapelle de la Vierge occupe l'emplacement d'une potentielle absidiole sud, dont l'existence ancienne n'est cependant pas assurée : la lenteur de la progression du chantier, mise en exergue par les nombreux changements de parti au sein même des travées orientales, et l'existence d'églises avec une seule absidiole ayant comme homologue une chapelle à peine plus récente (Fosses) font peser un doute. La chapelle a la même hauteur que le transept et le chœur, et s'ouvre depuis le croisillon sud et la travée droite du chœur par des doubleaux en plein cintre ouvertes au moment de sa construction. L'arcade vers le chœur utilise, du côté chœur, le formeret de celui-ci. Sinon, leur profil, assez complexe, se compose d'un boudin dans l'intrados, et de plusieurs quarts-de-rond et baguettes. Sa modénature arrondie est caractéristique de l'époque gothique finissante, qui coïncide avec le début de la Renaissance dans la région. Les deux arcades butent d'un côté contre le grand massif de plan carré qui vint remplacer l'ancienne pile sud-est du clocher lors de la construction de la chapelle. Elles disposent toutefois, sur chacun de leurs piédroits, d'une colonne engagée portant un chapiteau cylindrique sculptée d'un rang d'oves et de dards et de cannelures, auxquelles se superposent, sur la moitié inférieure, des feuilles d'acanthe. Ces chapiteaux ont pour tailloirs des tablettes cantonnées de deux coussinets ioniques,,,.
Du côté opposé au massif carré, une deuxième colonne avec un chapiteau analogue se joint à celle de l'arcade. Chacune reçoit une ogive, dont le profil assez fin et élégant comporte au milieu un coin émoussé. Il convient d'éviter toute confusion avec le profil torique des travées gothiques de l'église, et l'hypothèse du réemploi de claveaux anciens défendu par Émile Lambin est sans fondement. Quoique les ogives soient très saillantes, ce n'est pas non plus le profil aigu suggéré par Maryse Bideault et Claudine Lautier. L'angle sud-est de la chapelle étant coupé par un pan oblique, l'architecte a dû prévoir une branche d'ogive supplémentaire, et une colonne engagée de part et d'autre du pan oblique. Il s'agit, en l'occurrence, de piliers ondulés à trois renflements, emblématiques du style gothique flamboyant, qui portent des chapiteaux du même plan, sculptés de feuilles d'acanthe, à mi-hauteur et le sommet de la voûte. Quant à l'angle nord-ouest, soit celui qui est occupé par la pile du clocher, la forte saillie de celui-ci oblige l'ogive de se fondre dans le massif en avant de son point de retombée normal. Les deux voûtains adjacents en tiennent une forme irrégulière, et il n'y a pas de place pour une colonne et son chapiteau. En somme, la configuration de la chapelle est donc assez originale, ce qui ne suffit cependant pas pour en faire une œuvre digne d'intérêt. Son aspect intérieur est aérien, mais aussi un peu sec. La clé de voûte n'est pas décorée, les formerets font défaut, et aucun élément de scansion ne souligne la limite des allèges. Le remplage assez fade des deux vastes baies, au sud et à l'est, se compose de quatre lancettes terminées en accolade, surmontées par trois oculi allongés, tous les écoinçons étant ajourés. La statue de la Vierge à l'Enfant exposée devant la fenêtre orientale de la chapelle remonte au XIVe siècle et était placée longtemps sur le trumeau du portail méridional jusqu'à la Révolution. Décapitée, elle fut enterrée au cimetière et la tête jetée dans l'Oise. Elle a été retrouvée en 1861, et les parties manquantes (la main droite, le buste de l'enfant) ont été reconstituées maladroitement,,.

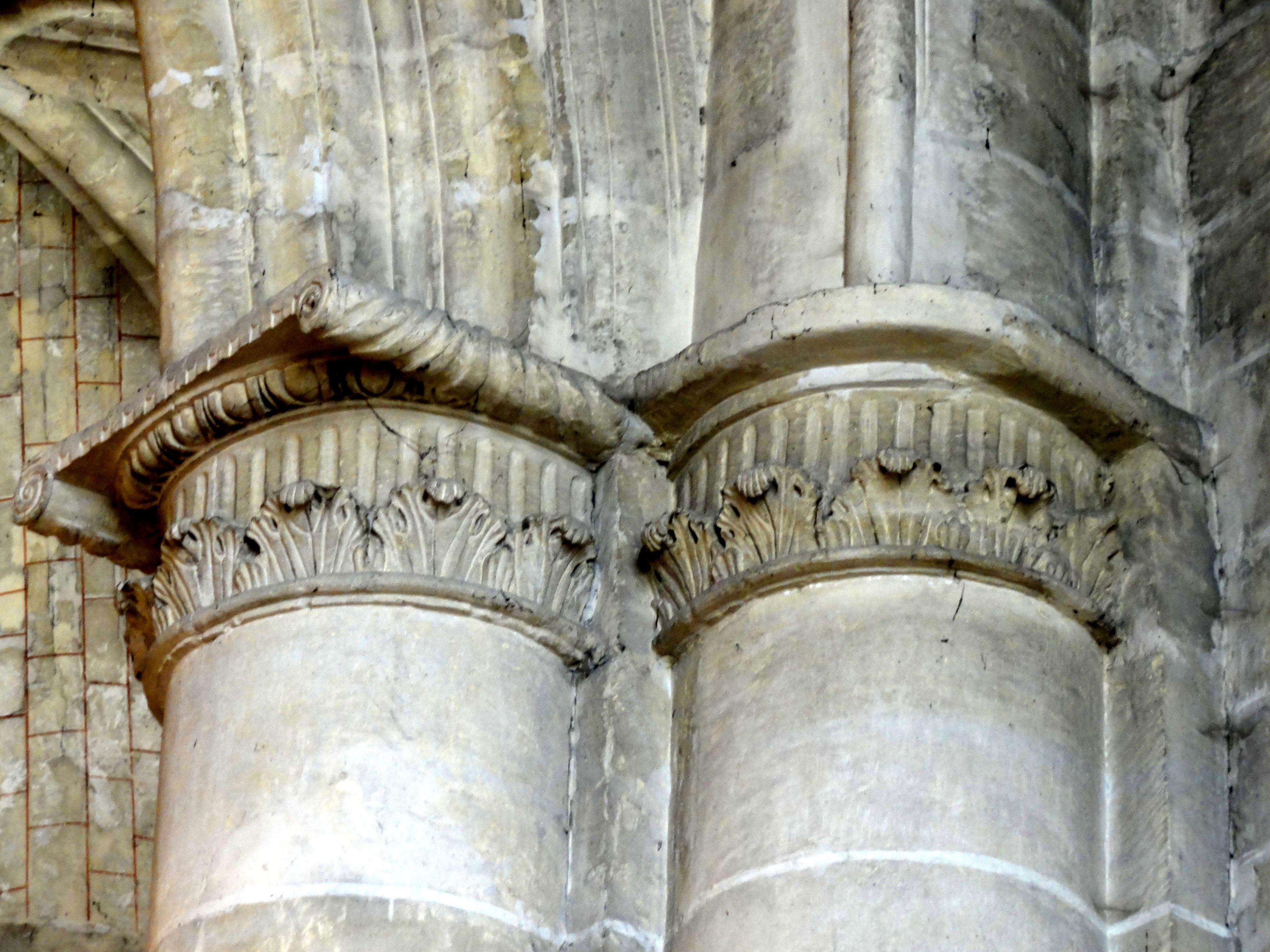
Chapiteaux dans l'angle nord-est, près du chœur.
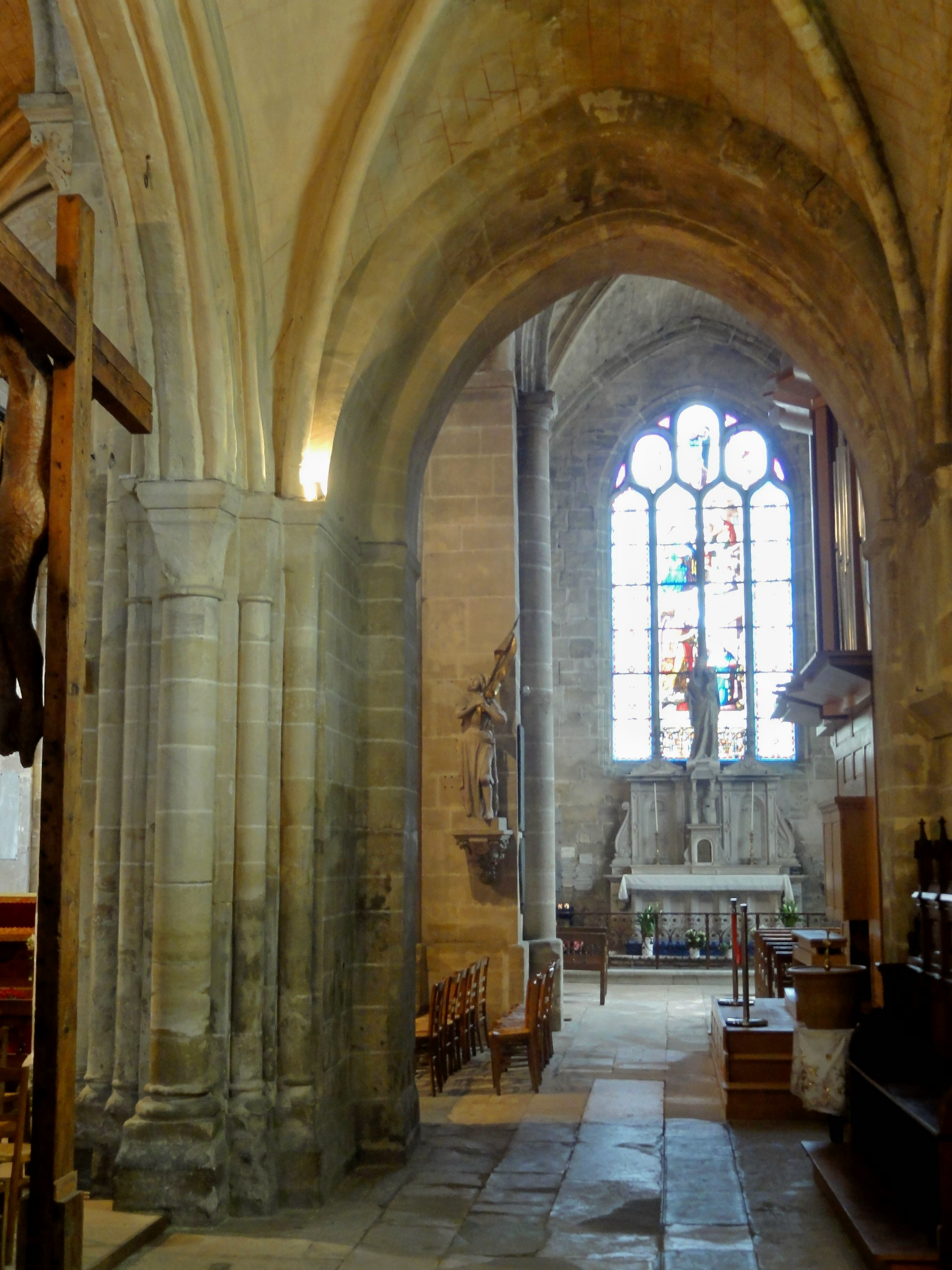
Bas-côté sud, vue vers l'est dans la chapelle.
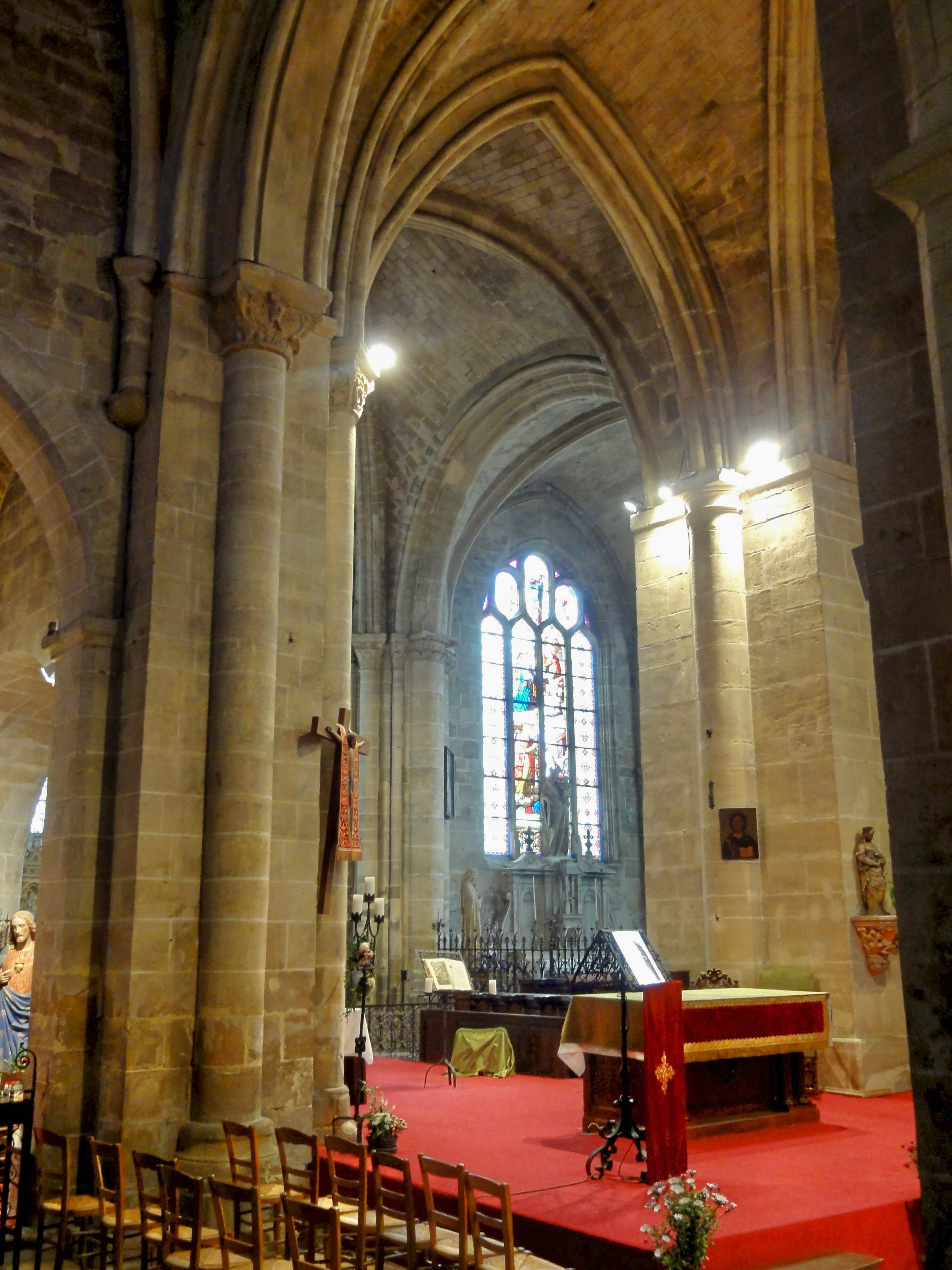
Croisillon nord, vue vers l'est dans la chapelle.
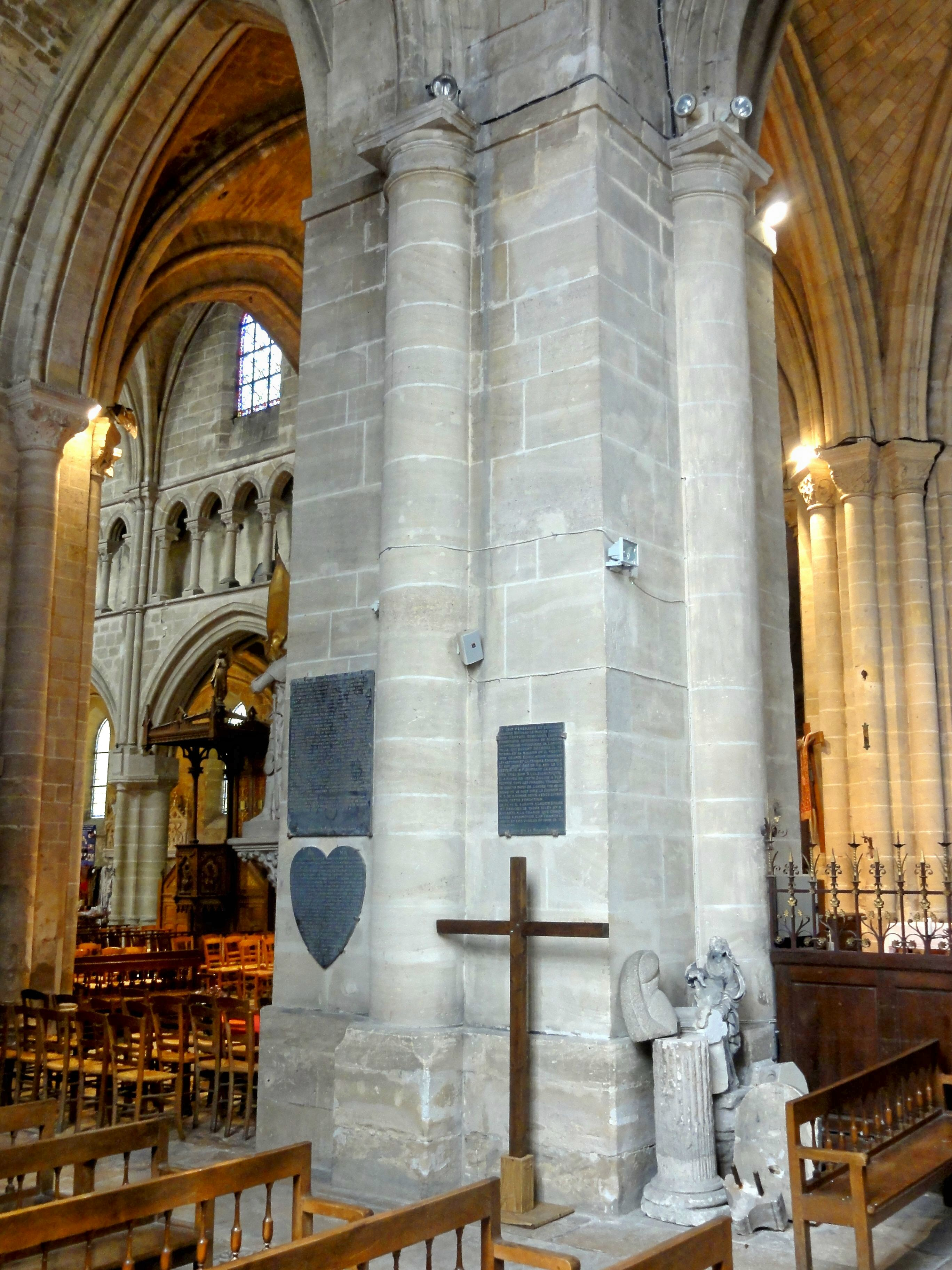
Pile sud-est du clocher, refait au XVIe.
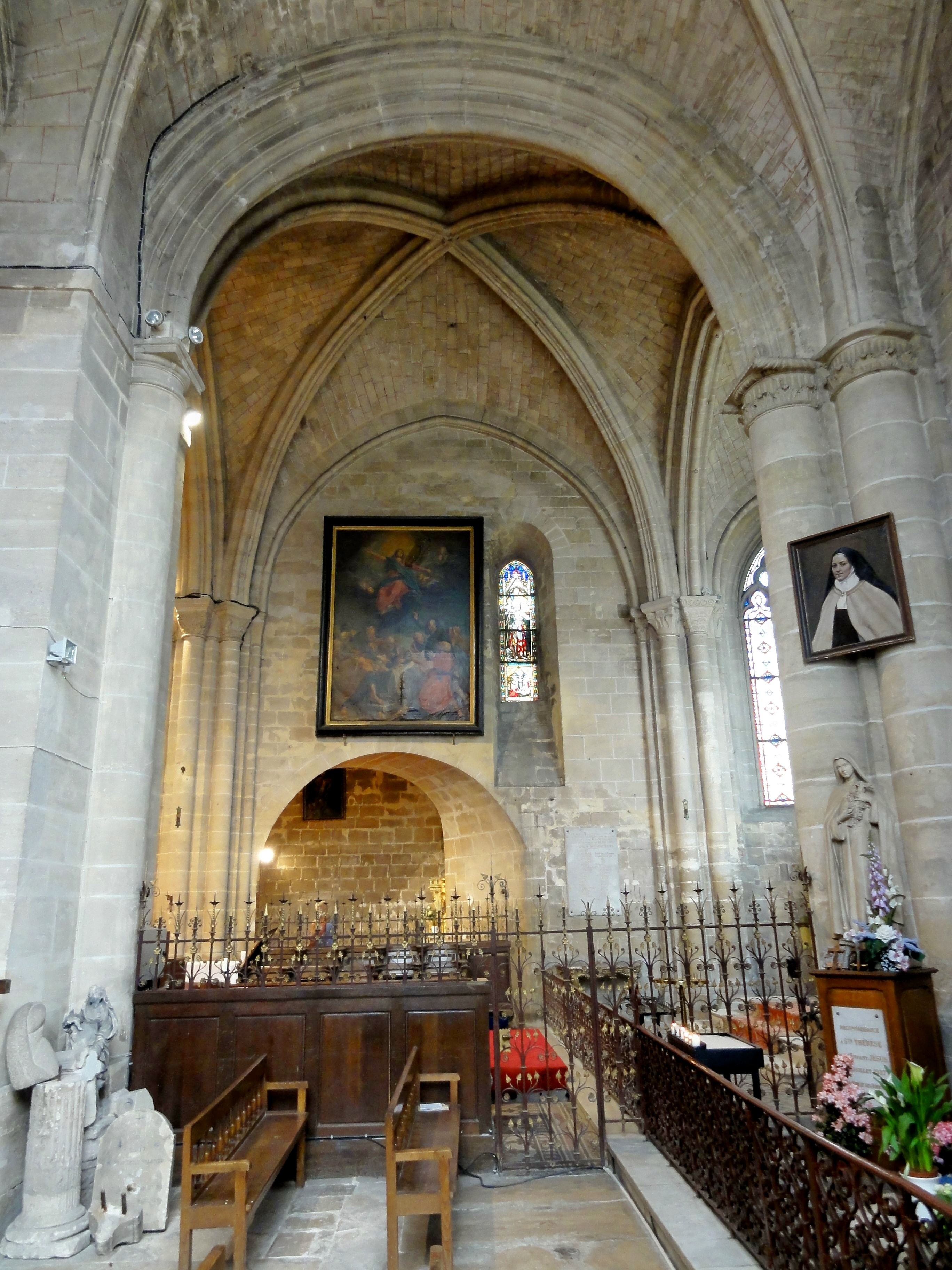
Vue vers le nord dans le chœur.
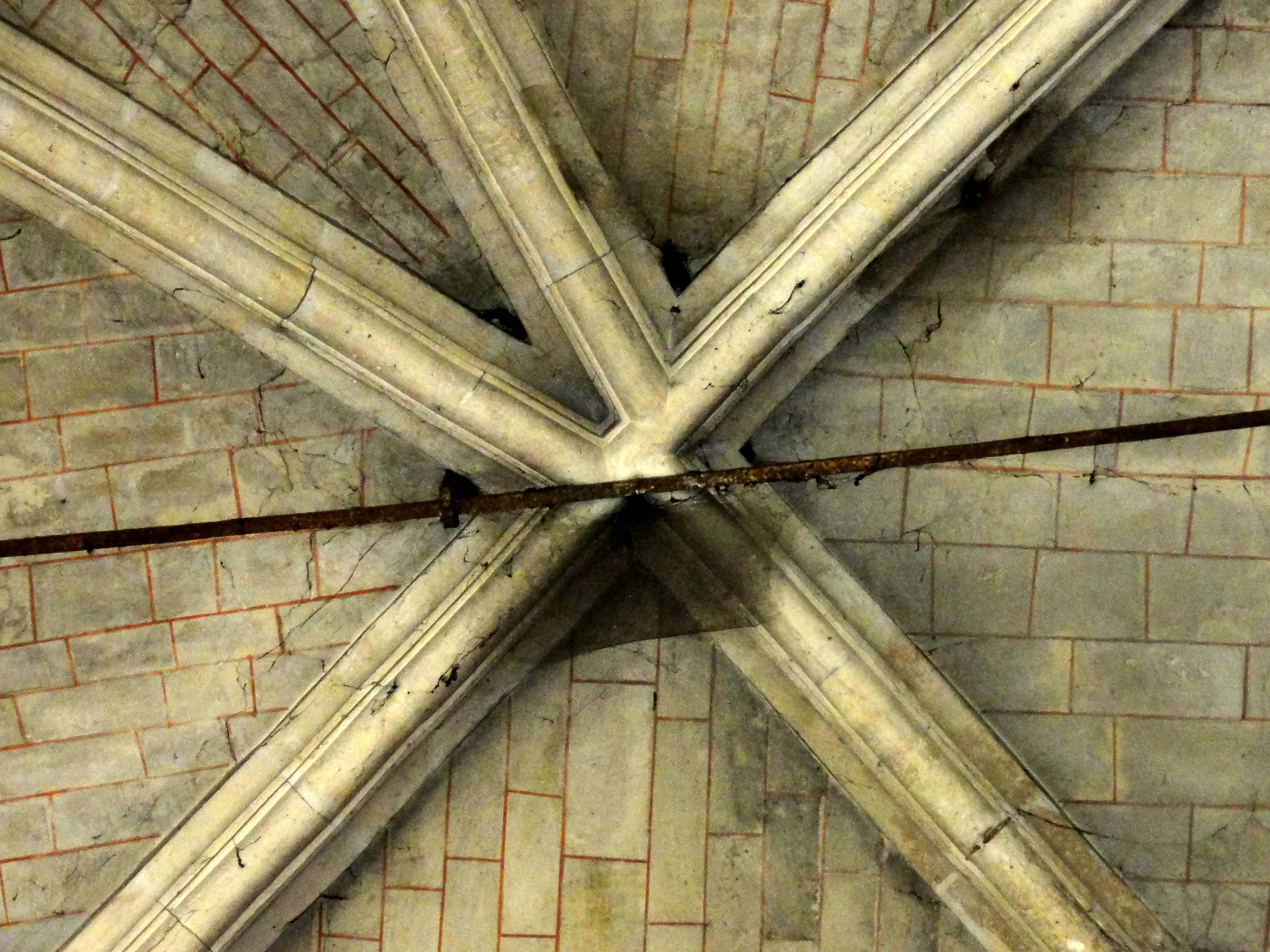
Clé de voûte.

### Extérieur

#### Façade et élévations latérales de la nef et des bas-côtés

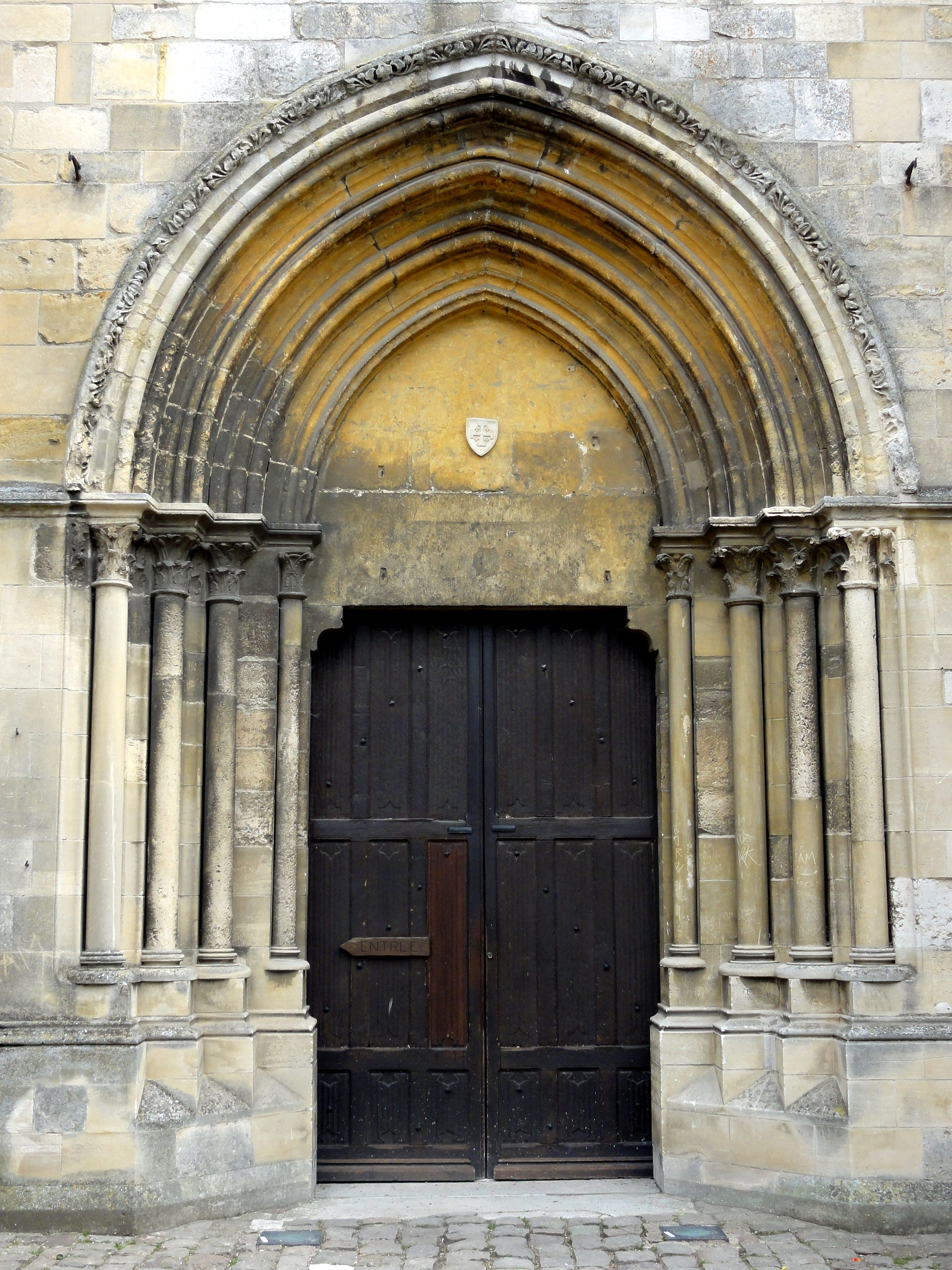
Portail occidental.

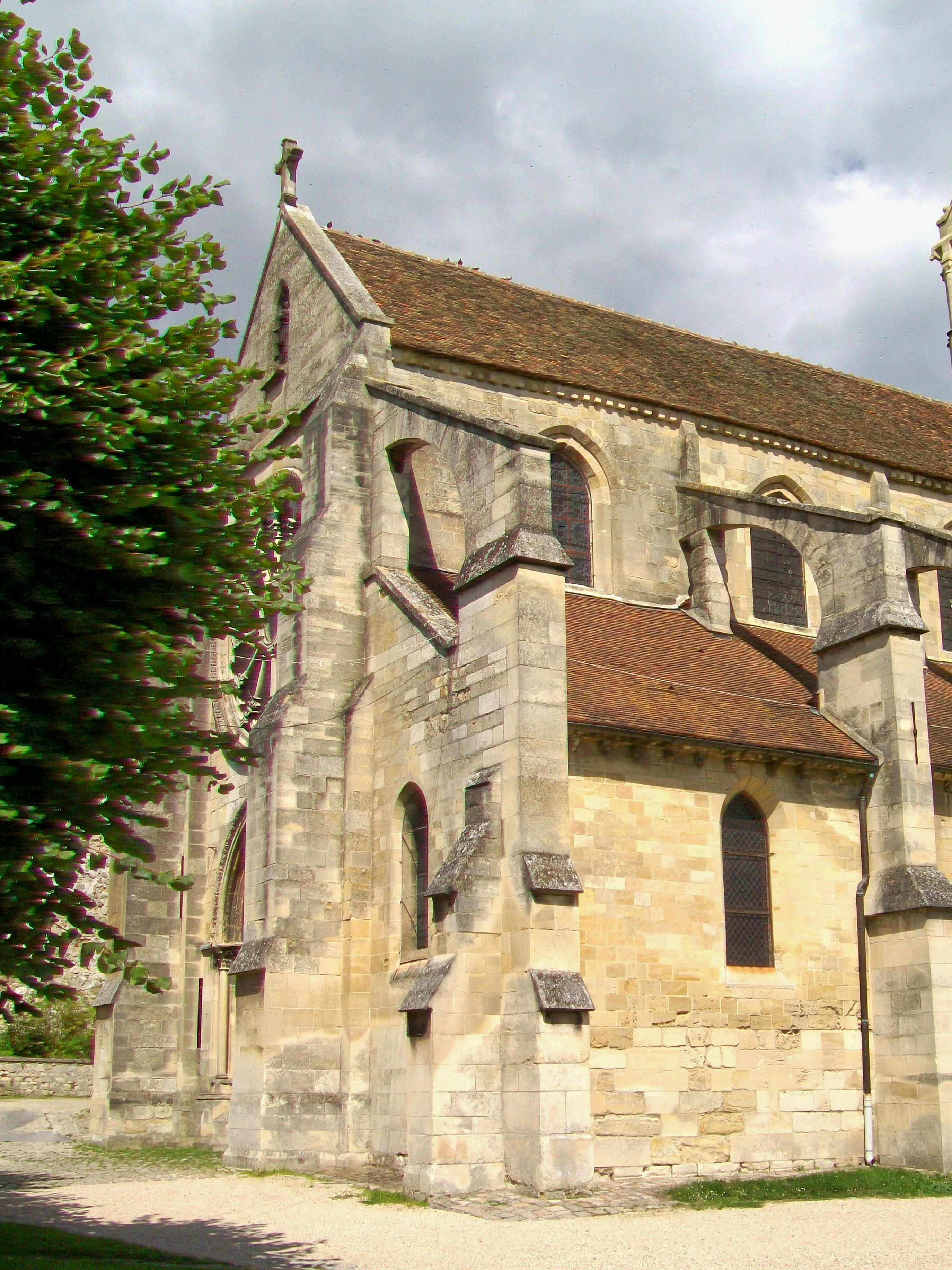
Façade, vue depuis le sud-ouest.

La façade occidentale se divise en trois parties, correspondant à la nef et au bas-côtés. La partie centrale, correspondant à la nef, est dominée par un pignon, et épaulée par deux puissants contreforts à ressauts. Ils se retraitent par un glacis formant larmier un peu en dessus du niveau de la limite des allèges, et par des glacis simples au niveau de la naissance des demi-pignons des bas-côtés, et à mi-chemin entre ce dernier glacis et le glacis sommital. Un escalier à vis est dissimulé derrière le contrefort de gauche, ce qui explique des ressauts du mur de part et d'autre de celui-ci, et des pans obliques faisant encorbellement tout en hauteur. Le pignon actuel est moderne, ce qui vaut aussi pour sa croix en antéfixe et la niche à statue en son milieu. Il prend appui sur un larmier. Entre les contreforts et ce larmier, on trouve le portail occidental, qui demeure authentique, et la rosace néo-gothique de 1876, déjà décrit dans le contexte de l'intérieur. Elle remplace une rosace gothique flamboyante enfoncée par un ouragan en août 1875. Le portail constitue donc le principal point d'intérêt. Il est en tiers-point, assez étroit, et pourvue d'un haut linteau monolithique reposant sur deux consoles échancrées, ainsi que d'un tympan appareillé nu. Les piédroits du portail sont presque immédiatement cantonnés de deux fines colonnettes en délit, qui portent des chapiteaux sculptés d'un rang de crochets et de deux rangs de feuilles polylobées. S'y ajoutent, à quelques distance, trois colonnettes en délit d'un diamètre à peine plus important, qui sont logées dans des angles rentrants, et portent des chapiteaux sculptés de deux rangs de crochets et de feuilles polylobées. Leur style paraît plus avancé que celui des chapiteaux bas à l'intérieur de la nef, signe d'un avancement lent des travaux. Chaque colonnette s'accompagne, vers l'extérieur du portail, d'une gorge entre deux baguettes non dégagées. En haut, la gorge s'arrête à côté des chapiteaux, et y est sculptée de deux feuilles polylobées superposées. En bas, la gorge s'estompe à côté des bases, qui se composent de deux petits tores, d'une scotie et d'un gros tore inférieur. Les tailloirs des quatre chapiteaux à gauche et à droite du portail sont formées par une tablette continue, profilée d'une plate-bande et d'une gorge entre deux baguettes non dégagées, soit la même moulure qui existe aussi dans le sens vertical. Tous ces tailloirs reçoivent une quadruple archivolte, dont chaque voussure est moulurée de deux tores dégagées et d'une gorge. Les tores sont de diamètre identique sur la deuxième et la quatrième voussure depuis l'intérieur. Sur la troisième voussure, un tore est plus mince. Le tore inférieur de la première voussure est du même diamètre, et une mince baguette y occupe l'emplacement du tore supérieur. Le décor est complété par une frise extérieur, dont les motifs sont inspirés de la vigne et de la fougère. Louis Régnier propose pour le portail une datation vers 1225 / 1230.
Les murs occidentaux des bas-côtés sont dominés par des demi-pignons et des arcs-boutants à simple volée, et percés d'une lancette simple. S'y ajoute un petit portail moderne dans le soubassement de la lancette de gauche, la dernière qui soit authentique. Tout le reste a été largement repris au dernier quart du XIXe siècle, y compris sans doute les contreforts à deux larmiers, qui différent de ceux que l'on trouve sur les murs gouttereaux, à l'intersection des travées. Les élévations latérales de la nef et des bas-côtés sont d'une grande simplicité, mais les formes et proportions sont harmonieuses. On retient surtout les arcs-boutants, et la différence de traitement des murs de la nef et des bas-côtés. Selon Louis Régnier, le troisième arc-boutant du sud serait le seul qui n'aurait pas été retouché. Les deux arcs-boutants voisins ont été refaits selon son modèle, avec d'infimes variations. Ils décrivent des quarts-de-cercle, et sont dépourvus de chéneaux, et à plus forte raison, de gargouilles. Près du mur de la nef, ils sont soutenus par un pilier, qui laisse libre un étroit passage. Avant l'exhaussement des toits en appentis des bas-côtés, une coursière passait en effet au pied des fenêtres hautes. Au-dessus des passages, les arcs sont sommés d'un étroit pilastre, qui tient en même temps lieu de contrefort pour la nef. Les culées des arcs-boutants sont établies dans le prolongement des contreforts des bas-côtés. À mi-hauteur des baies du bas-côté, ces contreforts se retraitent par un larmier qui passe tout autour. Des larmiers analogues, mais sans retraite, existent également à mi-hauteur des culées. Ils ne se répandent pas avant 1210 / 1215. Jusque-là, les larmiers simples sont de mise. Pour venir aux corniches, les murs de la nef se terminent par un rang de modillons cubiques se détachant devant une tablette biseautée, comme à Nesles-la-Vallée (en association avec des dents-de-scie). Les murs des bas-côtés s'achèvent par une corniche analogue soutenue par des corbeaux d'allure romane, qui sont sculptés de têtes monstrueuses, de billettes alternées, des feuillages, d'une tête de bélier, etc. Quant aux ouvertures, les fenêtres hautes de la nef sont entourées d'un double ressaut chanfreinée. Les lancettes des bas-côtés, qui datent seulement de 1885 / 1891 environ, sont simplement entourées d'un ébrasement. Le portail latéral dans la troisième travée du sud et la rosace qui le surmonte dataient du second quart du XIIIe siècle, et avaient été aménagés après coup. Cependant, le chapiteau qui servait de socle à la statue devant le trumeau était encore roman en 1885. L'ensemble portail et rosace a été entièrement refait en 1891 dans le goût néo-gothique, et n'a plus de valeur archéologique. On ne peut, notamment, prêter aucune foi au bas-relief du tympan, qui représente l'Assomption de Marie et rappelle ainsi le vocable de l'église.

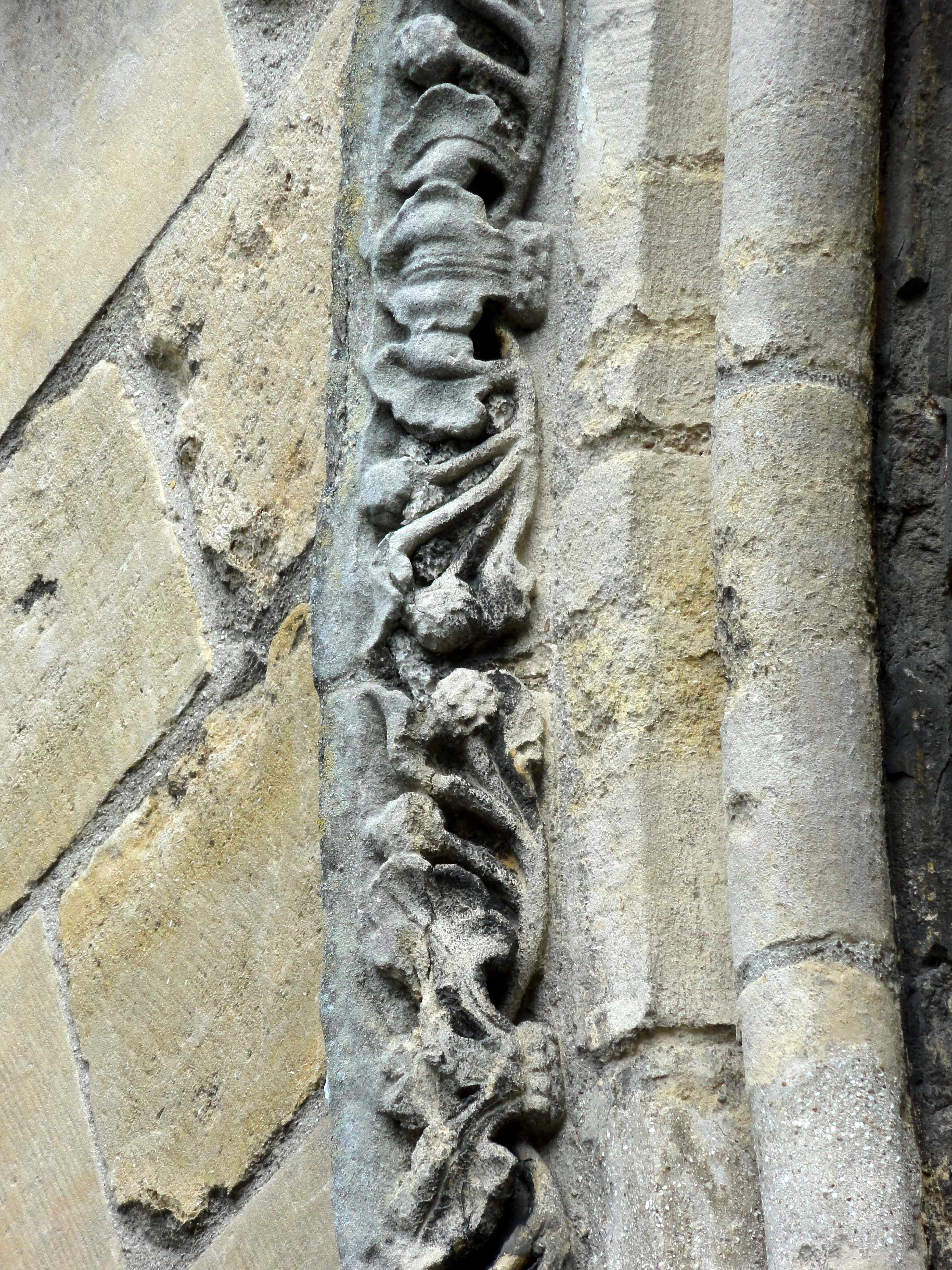
Frise au-dessus du portail occidental.
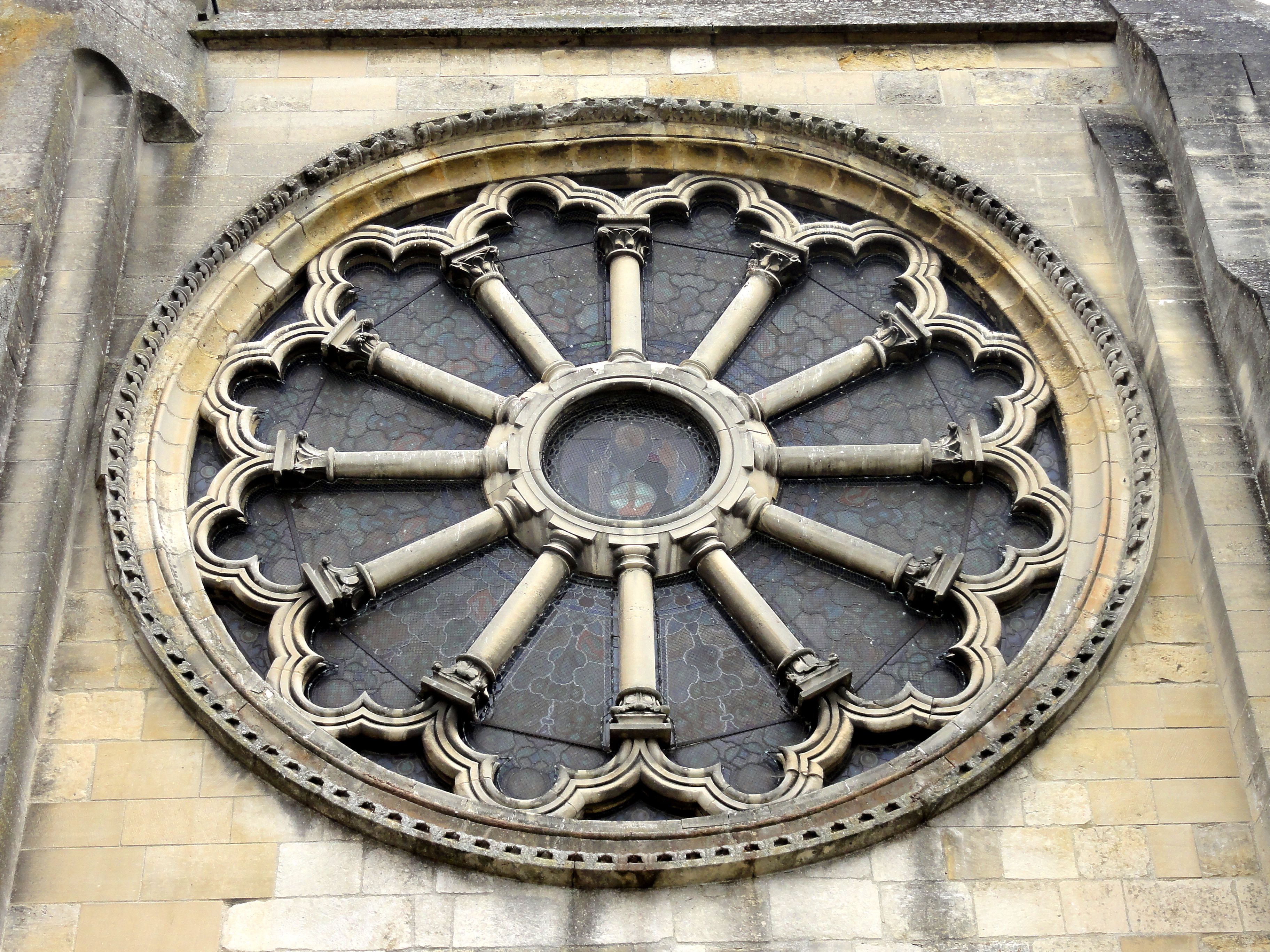
Façade occidentale, roue néo-gothique de 1876.
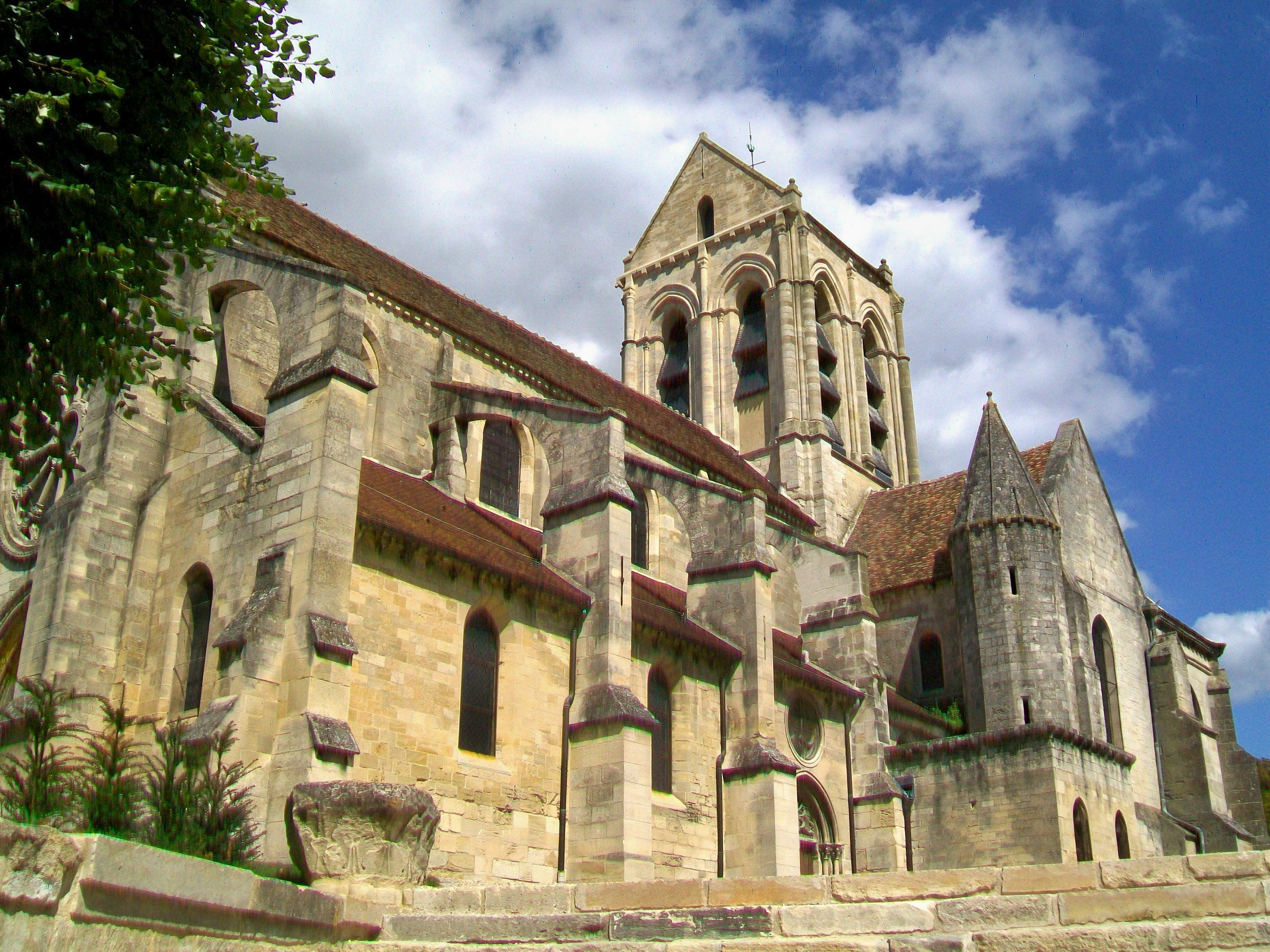
Vue générale depuis le sud-ouest.
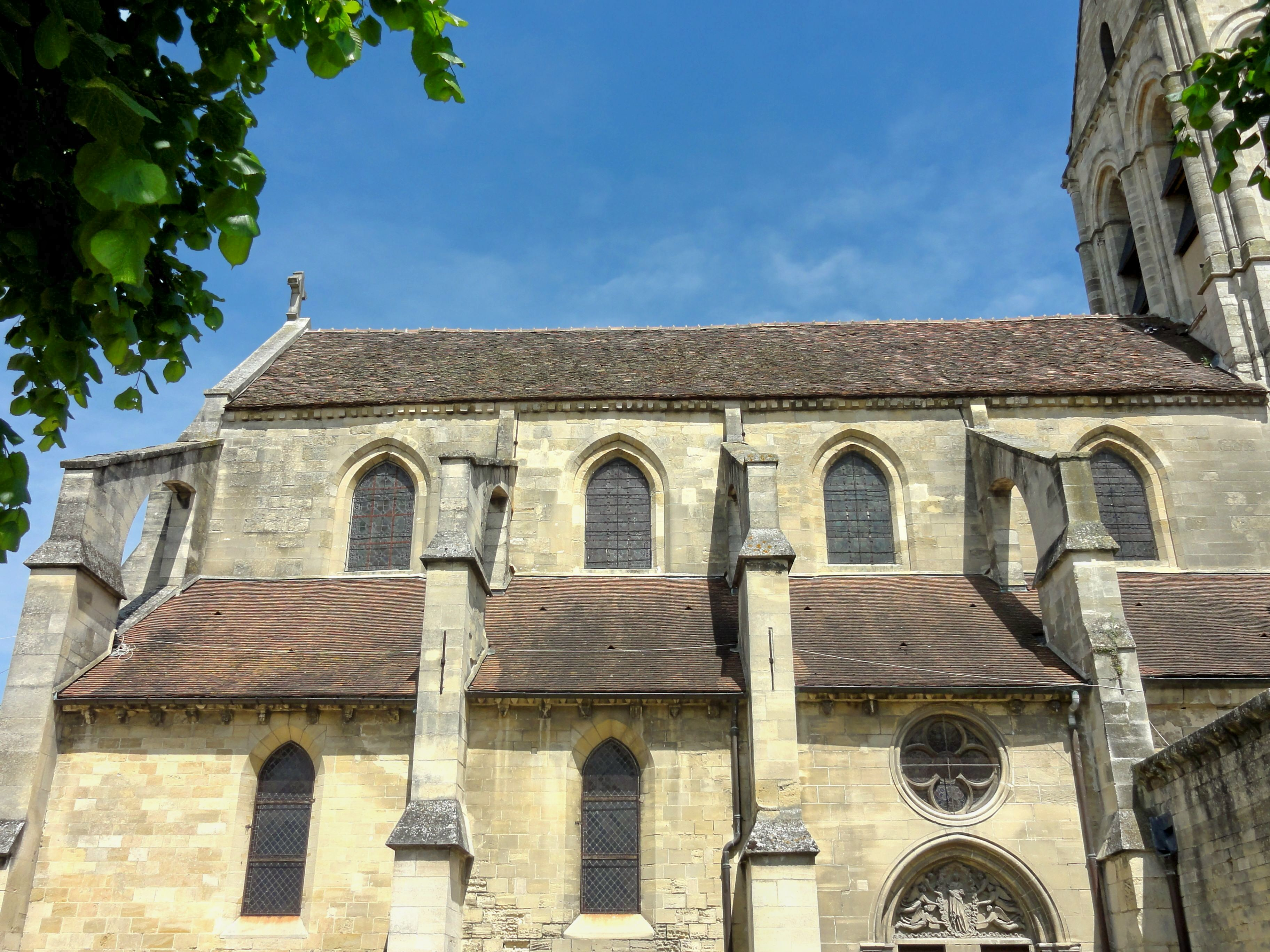
Nef et bas-côté sud.
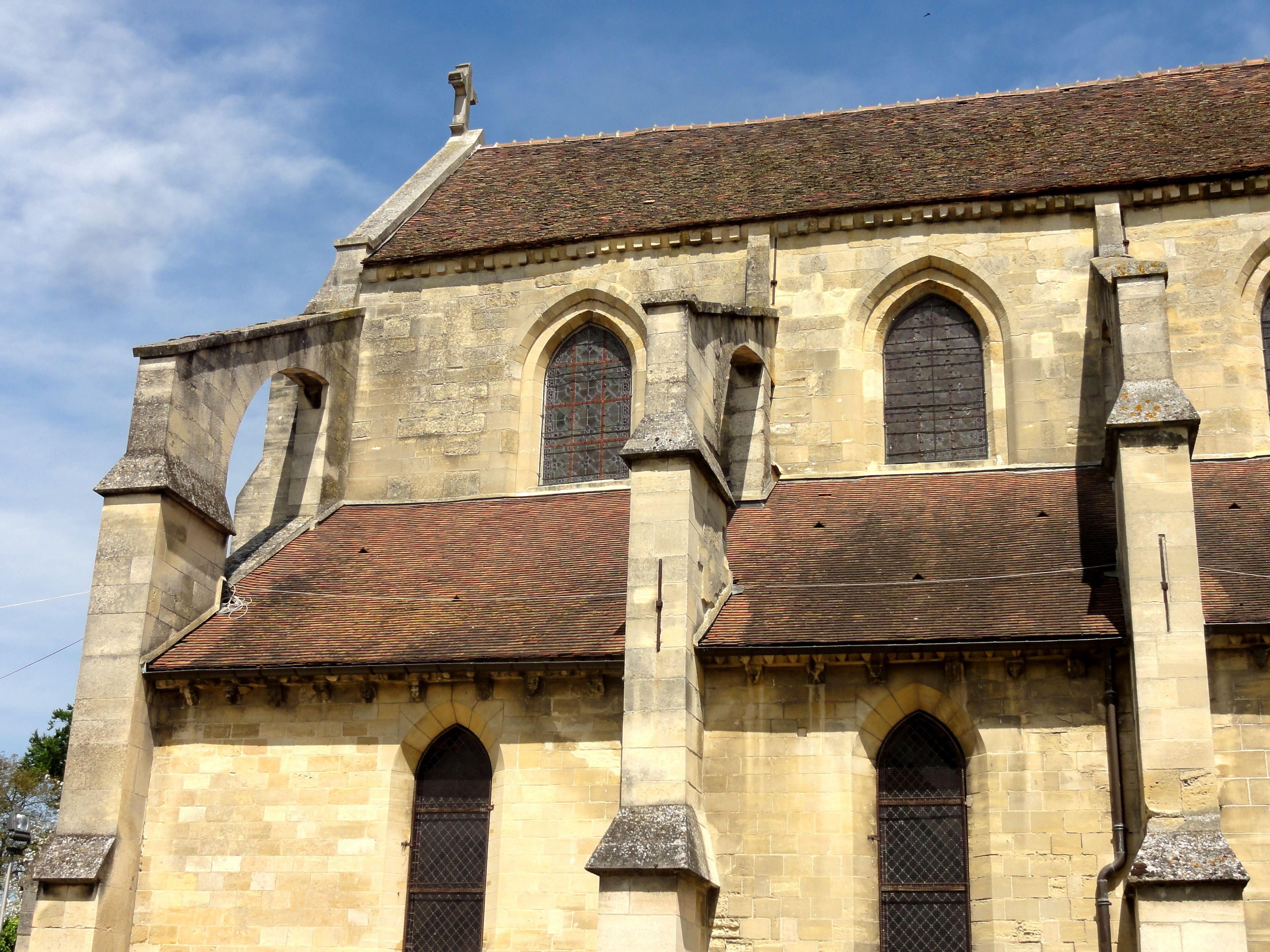
Élévation sud de la nef, 1re et 2e travée.
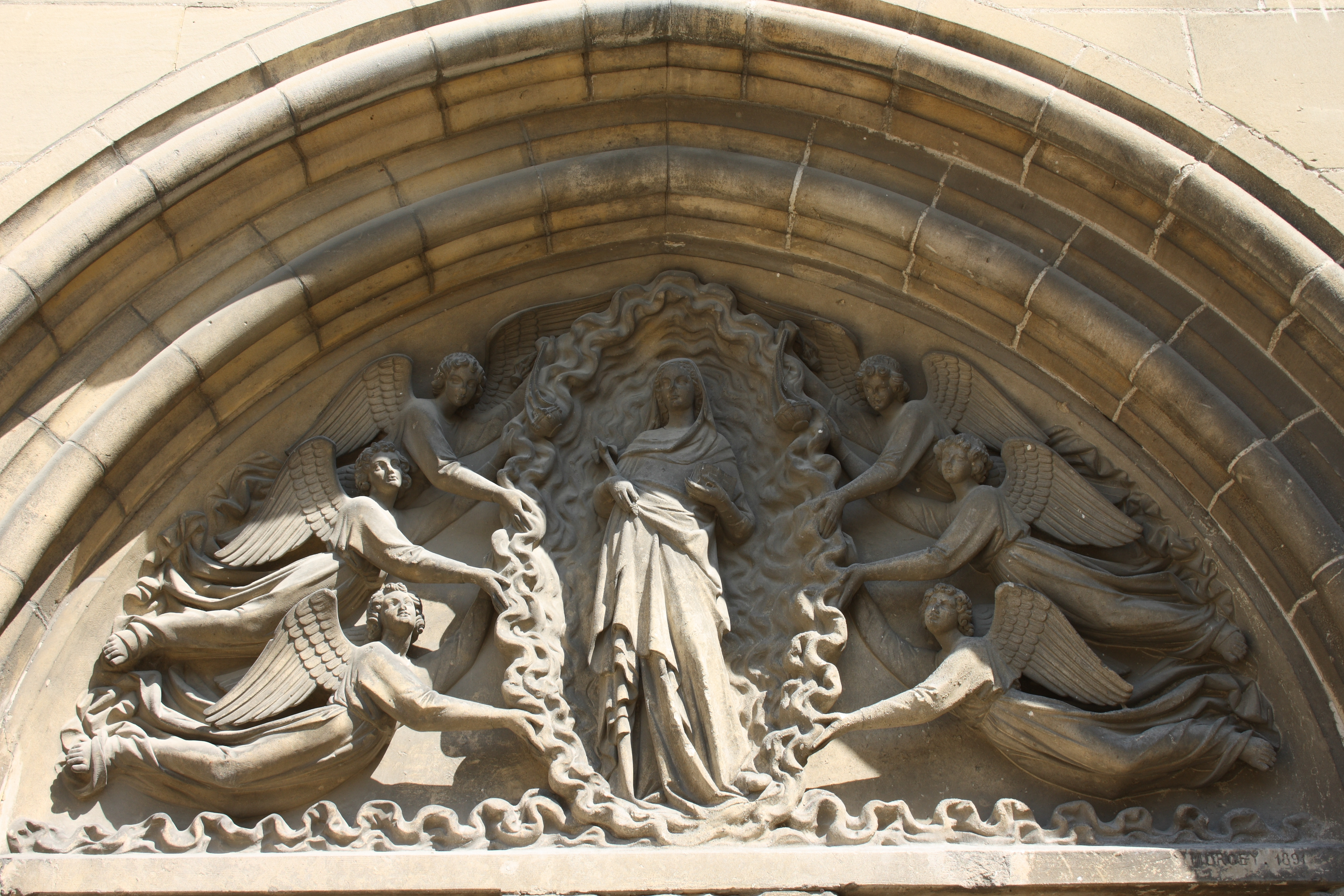
Portail sud, tympan de 1891 - l'Assomption.

#### Clocher et transept

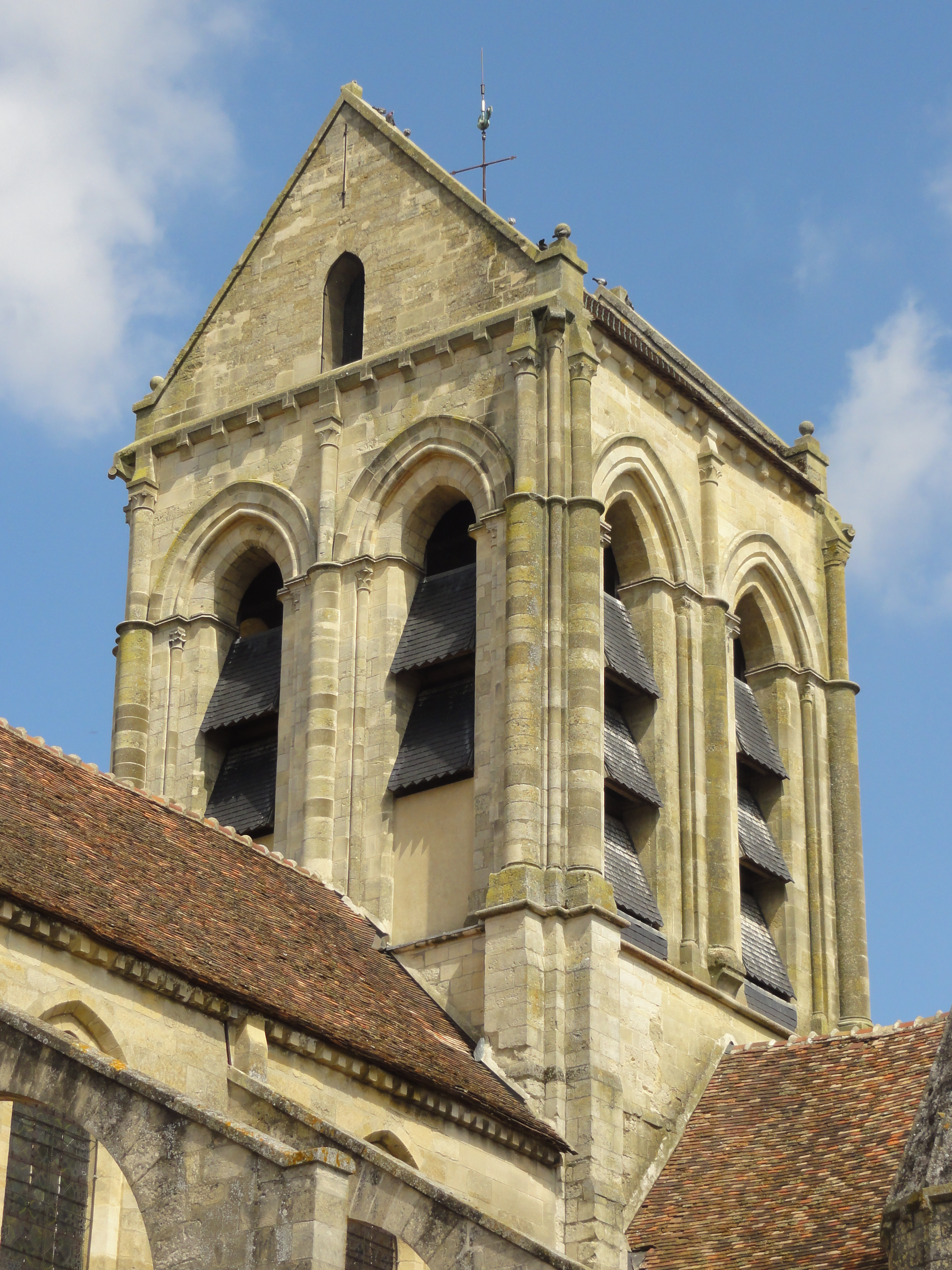
Clocher, côté sud-ouest.

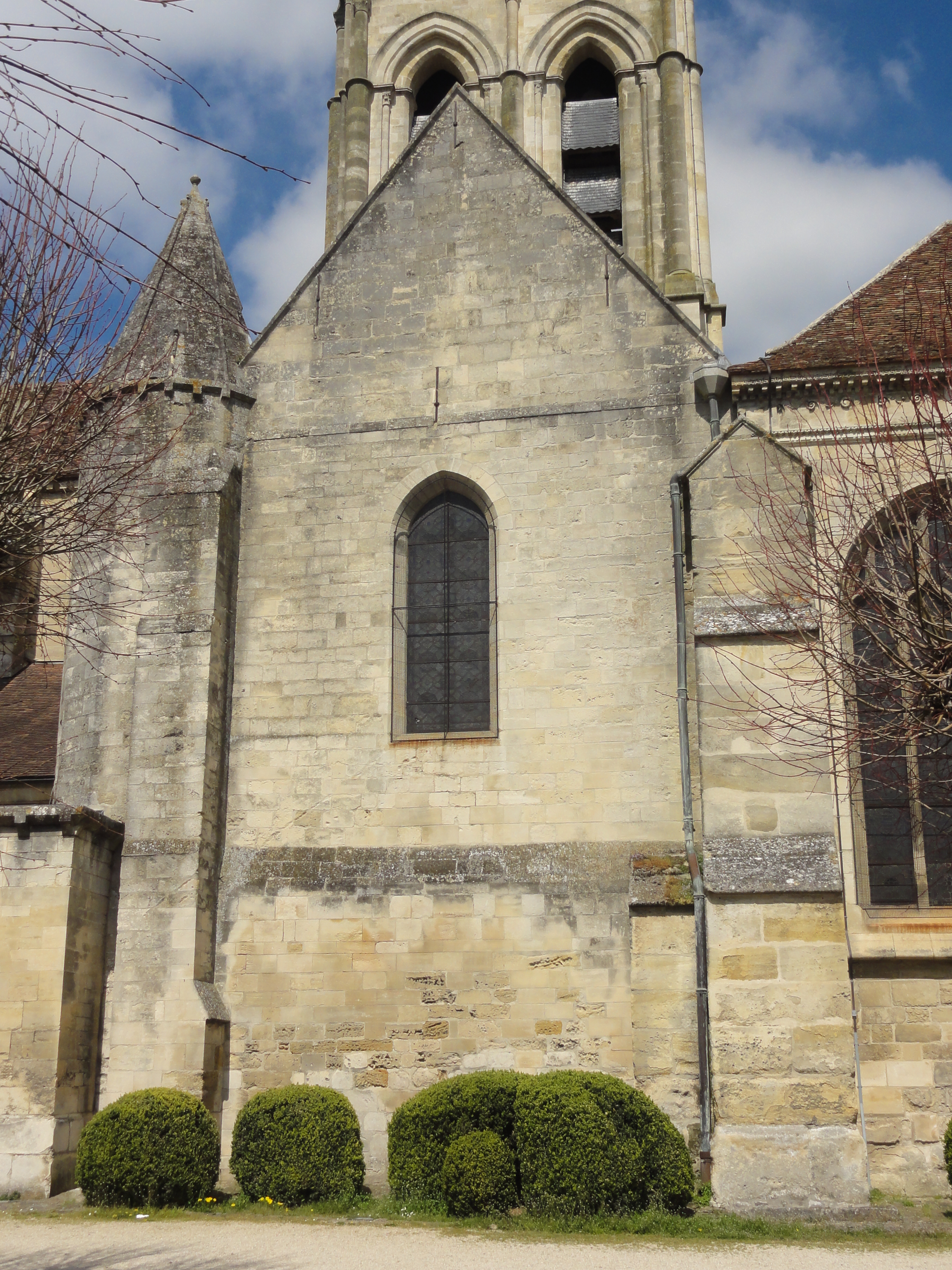
Croisillon sud, côté sud.

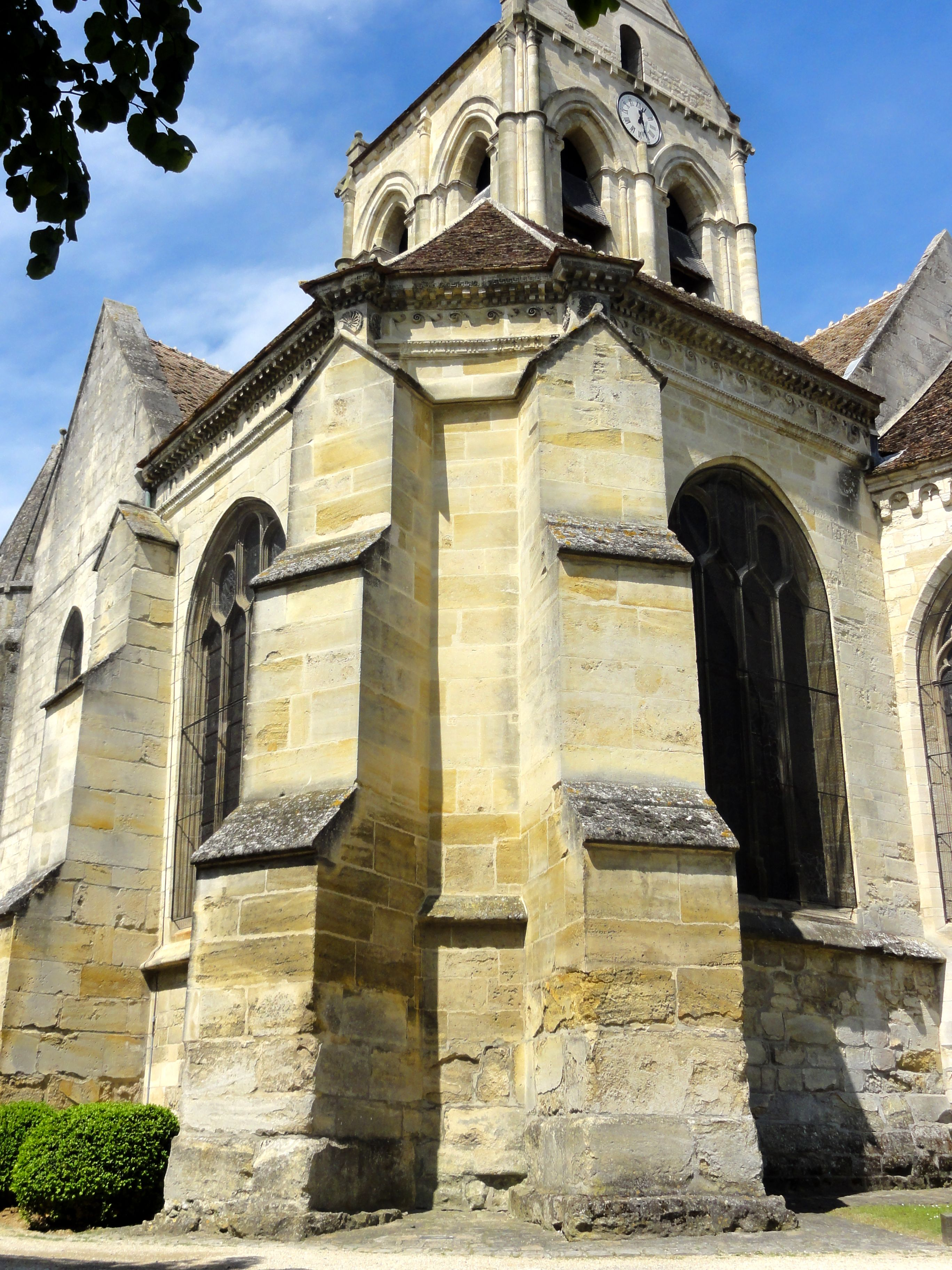
Chapelle de la Vierge.

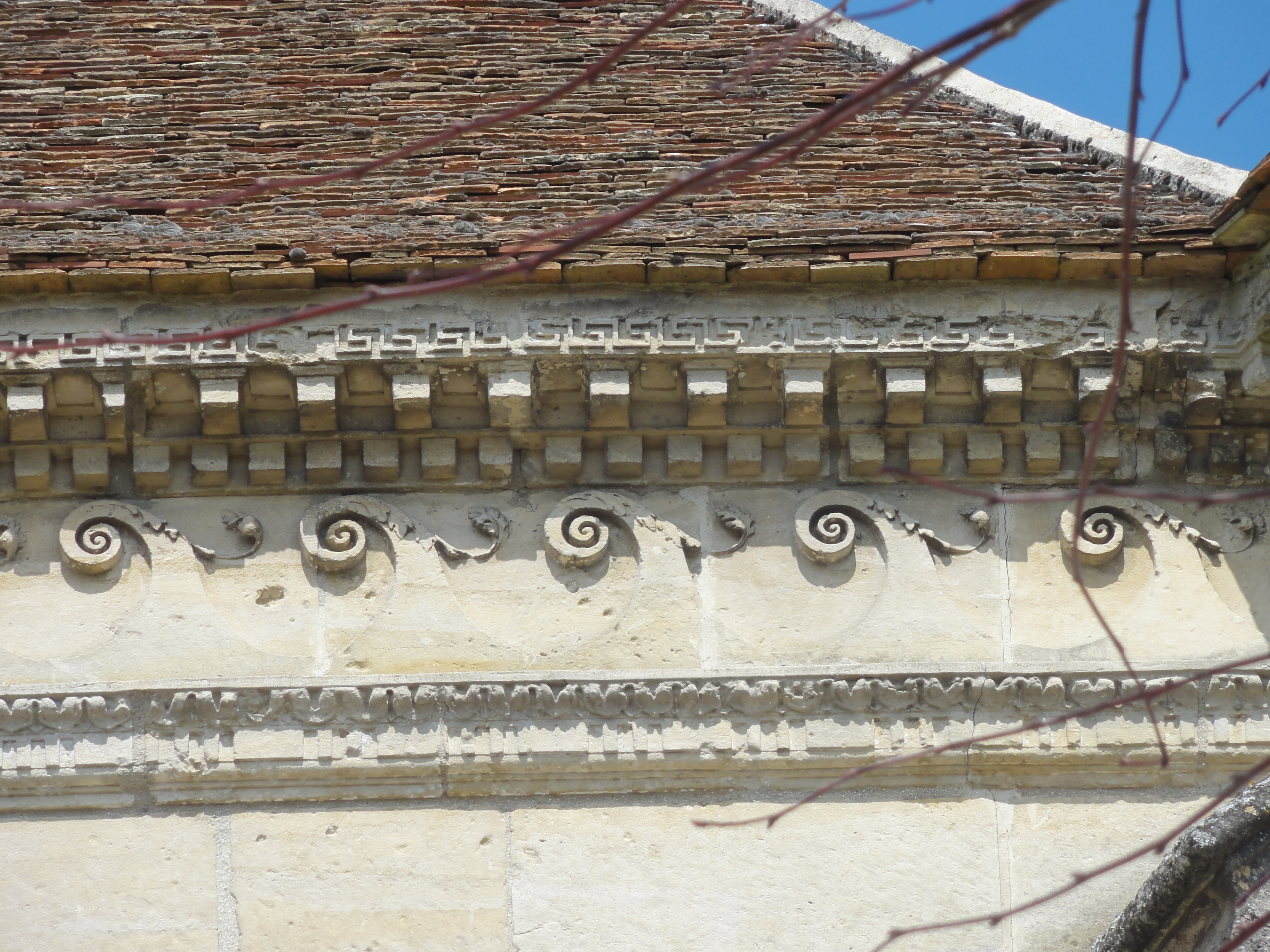
Entablement de la chapelle.

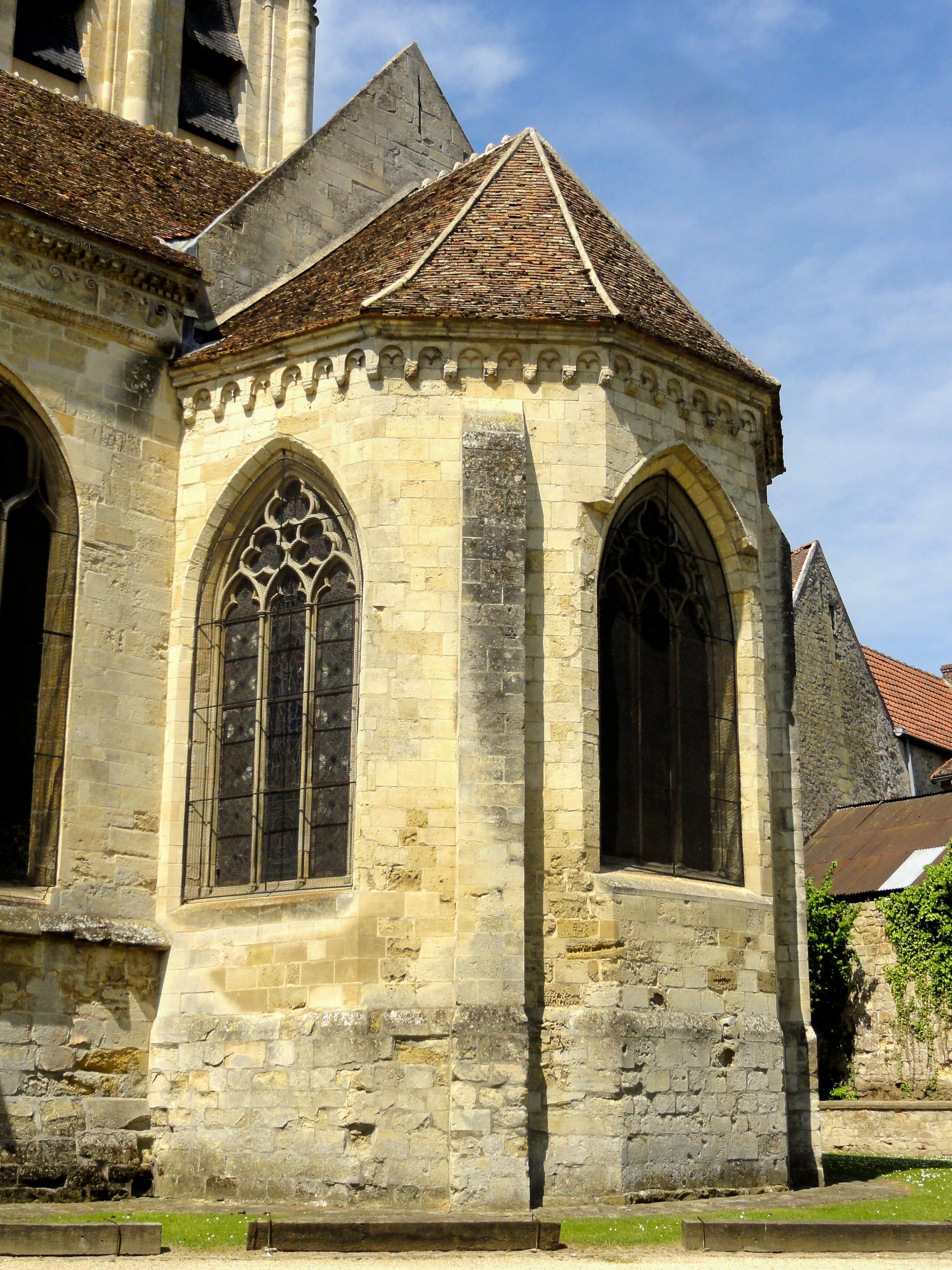
Abside, côté sud-est.

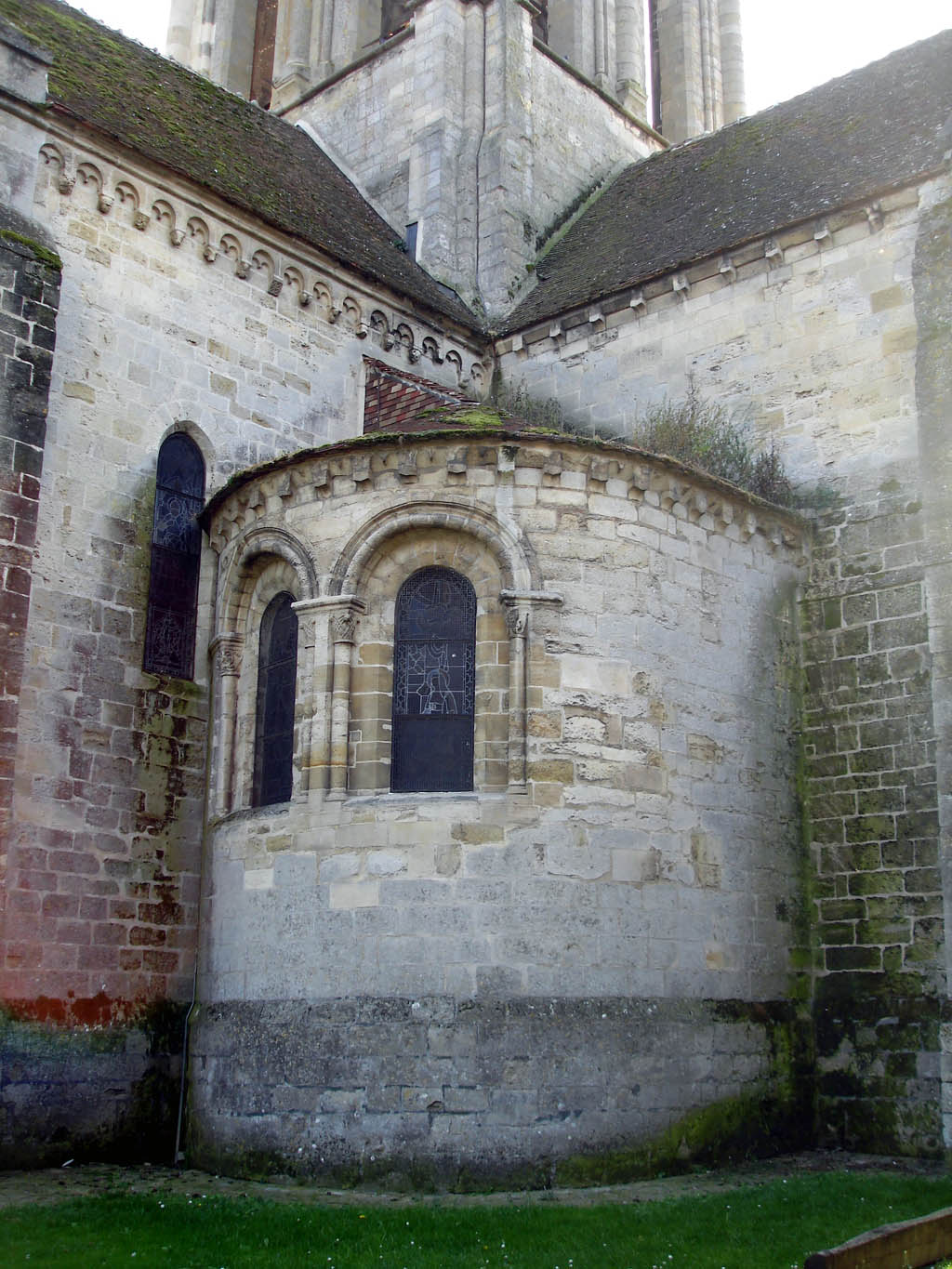
L'absidiole dans son contexte.

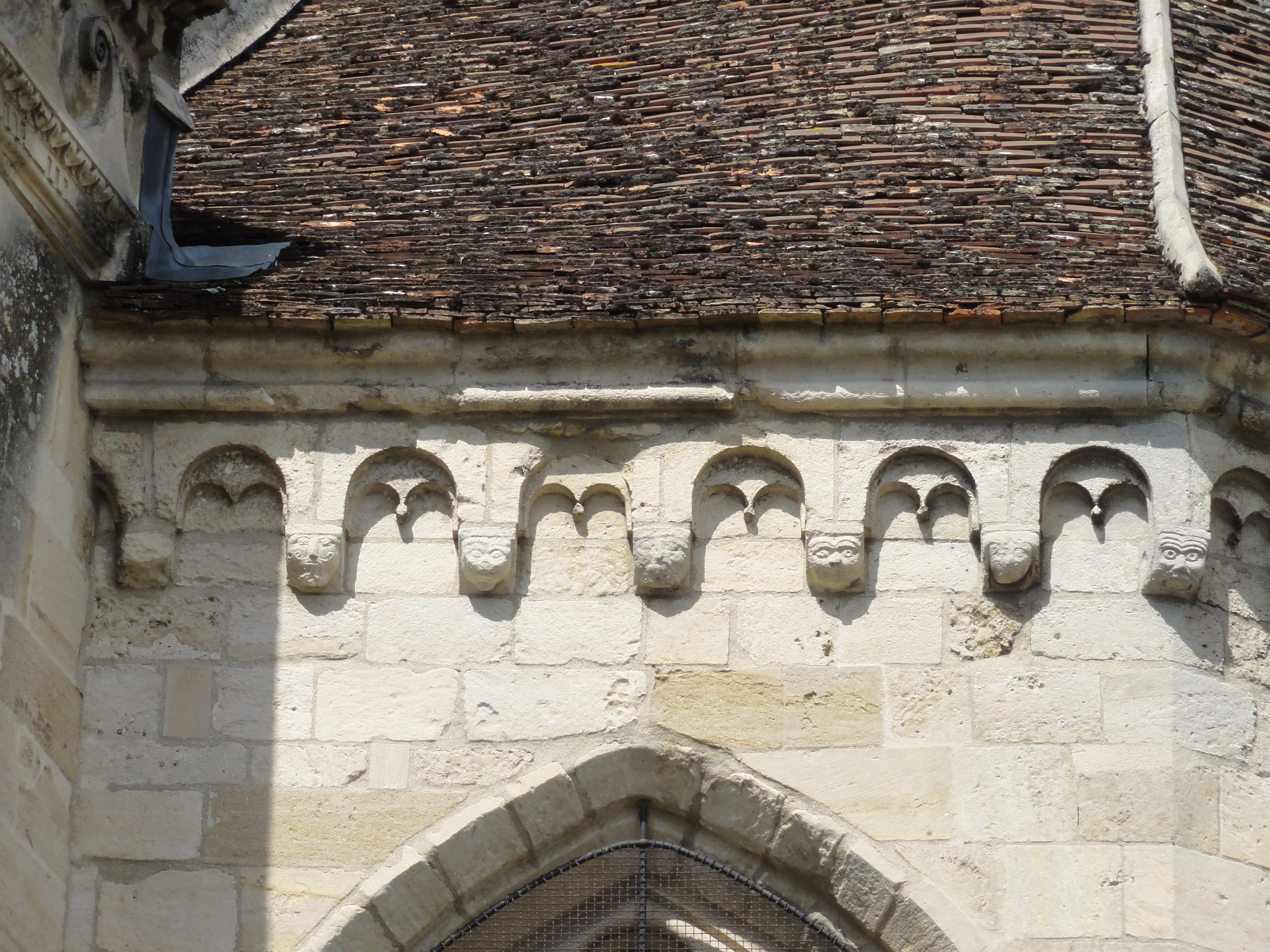
Corniche beauvaisine.

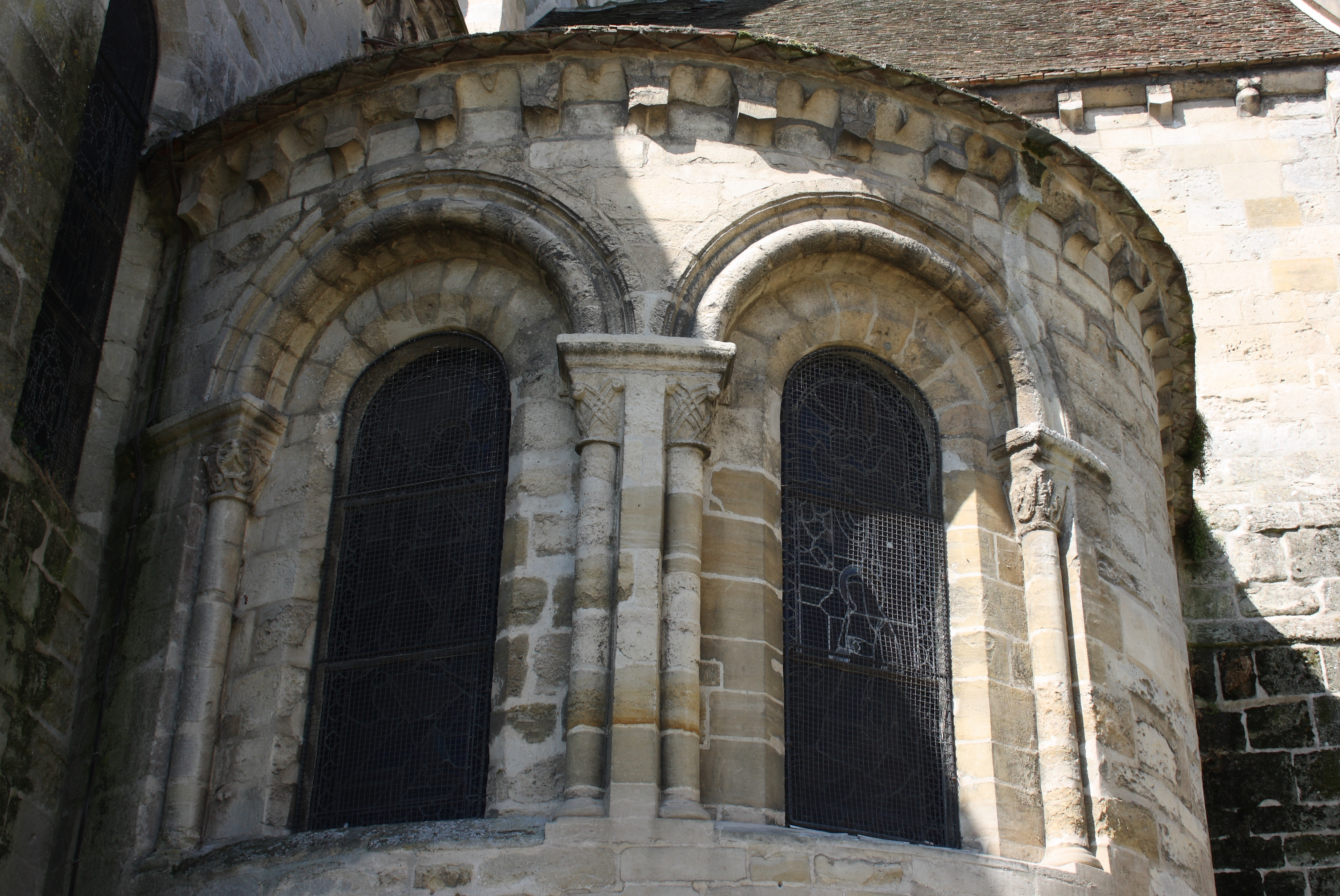
Baies de l'absidiole.

Le clocher en bâtière gothique qui s'élève au-dessus de la croisée du transept s'inscrit dans la lignée des clochers gothiques du Vexin français, inaugurée vraisemblablement par le clocher central de Nucourt. Les autres représentants sont Cléry-en-Vexin, Delincourt, Fay-les-Étangs, Grisy-les-Plâtres, Oinville-sur-Montcient, Osny, Saint-Ouen-l'Aumône, Vaudancourt et Vétheuil. À l'instar d'Auvers, l'on observe souvent une survivance de procédés stylistiques romans, dont notamment l'absence de contreforts à l'étage de beffroi à la faveur de colonnettes d'angle. Le clocher de Delincourt est encore celui qui se rapproche le plus d'Auvers, dont il est probablement inspiré. Ce qui fait la particularité du clocher d'Auvers est les bagues qui passent autour des colonnettes d'angle et des colonnettes médianes devant les trumeaux, la montée de ces mêmes colonnettes jusqu'à la corniche, et l'extrême minceur des colonnettes qui accompagnent les piédroits, qui paraît comme une faute de goût. En somme, comme l'écrivent Maryse Bideault et Claudine Lautier, « Auvers n'est pas au nombre des églises d'Île-de-France qui peuvent être citées pour la beauté, souvent originale, de leur clocher », et épinglent notamment les proportions assez courtes, contrairement à Delincourt,. Émile Lambin qualifie la tour de « extrêmement curieux », mais le juge quand même « fort gracieux ».
Au-dessus de sa base, le clocher comporte un étage intermédiaire, qui communique avec les combles des croisillons et du chœur par trois ouvertures en plein cintre sans ébrasement ; un étage de beffroi ; et un toit en bâtière largement postérieur au reste, comme à Delincourt. Aucun indice, comme par exemple des trompes en haut des angles de l'étage de beffroi, ne permettent d'affirmer qu'il y aurait jamais eu le projet d'élever une flèche. De l'étage intermédiaire, on n'aperçoit, à l'extérieur, que les murs et les contreforts, étroits et peu saillants, qui laissent libres les quatre angles de la tour. Ils se retraitent plusieurs fois grâce à des fruits. Les toitures des croisillons et du chœur n'atteignent pas tout à fait la tablette qui marque le début de l'étage de beffroi. Celle de la nef, plus élevée, dissimule la partie basse du trumeau qui sépare les deux baies occidentales. Au-dessus des contreforts, chacune des faces de l'étage de beffroi est encadrée par deux colonnes engagées. S'y ajoute, comme déjà évoquée, une colonne médiane, qui prend appui sur une console, comme souvent les supports du second ordre dans le vaisseau central, faute de contrefort à cet endroit. Au-dessus des bagues, situées au niveau des impostes des baies, le diamètre des colonnes diminue. Deux assises en dessous de la corniche, elles s'amortissent par des chapiteaux de feuilles d'eau protégés par des glacis. En plus des colonnes, une grêle colonnette est placée à chaque angle de l'étage. Son chapiteau est situé une assise au-dessus de ceux des colonnes. La corniche, qui ressemble à la première vue à celle de la nef, est une tablette biseautée, qui est confortée, en fonction des faces, par des corbeaux échancrés irrégulièrement espacés, ou par des corbeaux en profil de doucine. Les corniches du même type se retrouvent sur les croisillons. Par les colonnes engagées, le larmier inférieur et la corniche, chaque face du clocher se trouve subdivisée en deux compartiments. Chacun est percé d'une baie en tiers-point, dont les piédroits et l'archivolte ont les arêtes taillées en biseau. À une nette distance, les piédroits sont flanqués de grêles colonnettes appareillées, qui sont ainsi plus proches des colonnes que des baies. Ces colonnettes portent des chapiteaux à deux rangs de feuilles d'eau, et leurs hauts tailloirs accusent une tablette, une rainure, et un listel relié à un haut cavet. Ils sont implantés au niveau des bagues qui passent autour des colonnes.
Le clocher forme corps avec le transept. Ses croisillons se présentent, à l'extérieur, sous un jour tout aussi austère qu'à l'intérieur. Son angle sud-ouest est flanqué d'une tourelle d'escalier dodécagonale, qui contient un escalier à vis sur couchis de blocage, avec un noyau particulièrement épais. Cette tourelle est éclairée par des meurtrières, et coiffée d'une flèche de pierre au-dessus d'une corniche analogue au clocher. La tourelle est épaulée par deux larges contreforts à faibles ressauts, assez similaires à ceux de la façade. Deux contreforts semblables flanquent chacun des angles du croisillon nord. L'angle sud-est du croisillon sud forme exception, car la chapelle de la Vierge en est mitoyenne. Un large contrefort scandé par deux larmiers, et amorti par un chaperon en bâtière, est partagé par le croisillon et la chapelle. Les corniches des croisillons sont, comme déjà signalé, analogues au clocher. Les fenêtres ne donnent pas lieu à des remarques ; elles sont dépourvues de toute ornementation. Les murs se retraitent par des fruits à plusieurs endroits, notamment à la base des pignons, deux fois à mi-hauteur des murs gouttereaux, et près du sol. Les murs d'extrémité présentent, quant à eux, des retraites par des glacis pentus au niveau des allèges.

#### Chapelle de la Vierge
À l'extérieur, la chapelle de la Vierge se présente sous un jour beaucoup moins favorable qu'à l'intérieur, puisque le pan oblique à l'angle sud-est est épaulé par deux très volumineux et disgracieux contreforts, analogues à celui déjà décrit à l'intersection avec le croisillon sud. Louis Régnier suppose que le pan coupé résulte de difficultés de terrain. La terrasse sur laquelle s'élève l'église n'avait pas encore son extension actuelle lors de la construction de la chapelle, ou la partie de la terrasse où est implantée la chapelle n'était aplanie que de récente date au moment de sa construction. En effet, la chapelle est conçue comme si elle devait dominer un talus. Les faiblesses esthétiques qui en résultent n'empêchent pas un appareillage très soigné en pierre de taille. Les deux grandes fenêtres en tiers-point, dont le remplage indique le gothique finissant en raison des lancettes amorties en accolades sans redents, prennent appui sur des larmiers, qui courent à la limite des allèges, y compris sur le pan oblique. Ici, un deuxième larmier court une assise en dessous de l'entablement, qui couronne les murs, et constitue, à l'extérieur de l'église, le seul élément d'architecture Renaissance. Comme habituellement au-dessus des colonnes d'un péristyle ou d'un retable, l'entablement fait ici saillie au-dessus des contreforts. La métope y est sculptée de rosettes ou de patères à ombilic empruntées à l'ordre dorique. Pour le reste, le frise de la métope est sculptée de grandes postes. L'architrave comporte un rang de pétales de tulipes, et un rang de mutules, dont l'emplacement normal serait sur la corniche. Celle-ci affiche un rang de denticules dans l'échine, puis un rang de corbeaux, et un rang de grecques en bas de l'épaisse tablette en encorbellement. Ces divers motifs, fort bien rendus, témoignent, selon Louis Régnier, d'une étude approfondie de l'art antique. Malgré tout, son architecture n'est pas suffisamment caractérisée pour permettre l'attribution à un architecte en particulier.

#### Abside et absidiole romane
« Le chevet offre à la vue sa silhouette déséquilibrée qu'a si bien su rendre le pinceau tourmenté de Van Gogh : y sont juxtaposées les formes arrondies de l'absidiole nord, polygonale de l'abside à grandes fenêtres rayonnantes, carrée de la chapelle méridionale » (Maryse Bideault et Claudine Lautier). La travée droite du chœur n'est pas visible depuis le sud, puisque la chapelle de la Vierge est voûtée à la même hauteur. À l'est, elle dispose un pignon qui domine la toiture de l'abside. Ce ressaut ne se ressent pas à l'intérieur, ou la diminution de la hauteur à l'approche du chevet est successive. L'abside présente à l'extérieur un plan à cinq pans, dont les deux pans obliques de part et d'autre du pan d'axe sont dépourvus de fenêtres. Les contreforts ne sont pas disposés aux angles entre deux pans, mais au milieu des deux pans aveugles, ainsi qu'au début des deux pans nord et sud. Ce parti rappelle un certain nombre de chœurs de la fin du XIe siècle, dont Fontenay-Saint-Père, Guitrancourt (église détruite lors de la Seconde Guerre mondiale), Parnes, Saint-Clair-sur-Epte et Tessancourt. Les contreforts des pans obliques sont des contreforts plats typiquement romans. Ils s'amortissent par un glacis sans larmier une ou deux assises en dessous de la corniche. Le contrefort au début du pan nord est plus saillant, et dépasse la corniche.
Les réseaux des fenêtres ont déjà été décrits dans le contexte de l'intérieur de l'église. Seul celui de la baie d'axe est authentique. Elle est surmontée d'un bandeau doublement biseauté en forme de sourcil, qui se poursuit horizontalement sur une courte section au niveau des impostes. Ce bandeau rachète en même temps un léger encorbellement de la partie haute du mur. En effet, le mur a été arasé à côté des piédroits de la baie, faute de quoi son ébrasement aurait atteint les angles de l'abside. Le bandeau manque au-dessus des baies latérales, dont celle du nord, qui date de 1863 seulement, est de deux assises plus élevée que les autres. L'on note encore que les pourtours des baies ne sont pas moulurés. Les murs de l'abside aussi bien que de la travée droite du chœur sont couronnés d'une corniche beauvaisine, qui se compose de petites arcatures en plein cintre retombant sur des mascarons, et réséquées chacune en deux arcatures plus petites. S'y ajoutent, au-dessus, un tore, une gorge et une baguette, qui n'entrent pas dans la définition de ce type de corniche. La corniche est assez saillante, ce qui indique, selon Jean Vergnet-Ruiz, une date relativement haute au XIIe siècle. Contrairement à ce que suggère son nom, cette corniche est répandue bien au-delà du Beauvaisis, et se rencontre, dans le Vexin français, sur le clocher et le chœur de Brignancourt, sur le clocher de Nesles-la-Vallée, sur le croisillon nord de Santeuil, mais pas sur l'église de Frouville, ou le bras nord du transept de Saint-Maclou de Pontoise, contrairement à ce qu'affirme l'auteur. À d'Ennery, le motif n'est pas utilisé comme corniche, mais figure sur les socles des colonnettes du second étage du clocher.. Jean Vergnet-Ruiz omet en revanche les chœurs de Marines et Wy-dit-Joli-Village, et en dehors du Vexin, mais toujours dans le Val-d'Oise, le clocher de Sarcelles.
Le chevet de l'absidiole romane est de plan nettement semi-circulaire à l'extérieur. Elle est loin de produire l'effet de froideur constaté à l'intérieur. Ses deux fenêtres géminées en plein cintre sont en effet décorées avec goût. Elles datent d'origine, excepté les piédroits de la fenêtre de droite, qui ont été repris. Ces baies prennent appui sur un mur-bahut, par rapport auquel elles prennent quelque recul, et sont pourvues d'un ébrasement extérieur. Sur le mur-bahut, prennent appui des colonnettes appareillées qui accompagnent les piédroits à quelque distance, procédé très répandu pour faire apparaître les baies plus grandes qu'elles ne le sont. Les chapiteaux des colonnettes sont de deux types différents. Ceux de part et d'autre du mince trumeau sont sculptés de crossettes entrecroisées, de facture archaïque, mais dont les extrémités s'enroulent d'une manière qui est plus proche des crochets gothiques que des volutes d'angle romanes. Le chapiteau tout à gauche affiche une motif de palmettes et de tiges en S assez complexe, qui paraît comme une déclinaison simplifié d'un chapiteau semblable dans l'angle nord-est du carré du transept. Les tailloirs, qui sont deux fois plus larges que les chapiteaux, et forment une tablette continue en haut du trumeau, accusent une tablette et un cavet entre un tore et une baguette non dégagés. Ce profil n'est pas éloigné de celui qui s'observe à l'intérieur du chœur, et s'oppose à une datation trop haute dans le XIIe siècle de l'absidiole, comme ne manque pas à le souligner Louis Régnier. C'est pourtant ce que font Maryse Bideault et Claudine Lautier. Les tailloirs supportent des archivoltes moulurées d'un gros tore dégagé, d'une gorge et d'un listel. Il en résulte des baies assez emblématiques du style roman finissant, qui n'existent malgré tout qu'en petit nombre dans la région, si l'on écarte les clochers. Sans tenir compte des détails de la sculpture et de la modénature, l'on trouve des baies semblables sur la base du clocher de Bruyères-sur-Oise, au premier étage du massif occidental de Saint-Leu-d'Esserent, ou, avec des colonnettes délit, à la façade de Cambronne-lès-Clermont, sur la nef de Lavilletertre, au chœur de Saint-Rieul de Louvres, et sur la base du clocher de Nesles-la-Vallée. La décoration des fenêtres est complétée par la corniche, qui se compose de segments à deux petites arcatures en plein cintre, telles qu'employées sur la corniche beauvaisine, et de corbeaux échancrés, dont l'échancrure est moulurée verticalement de deux cavets,.

## Mobilier

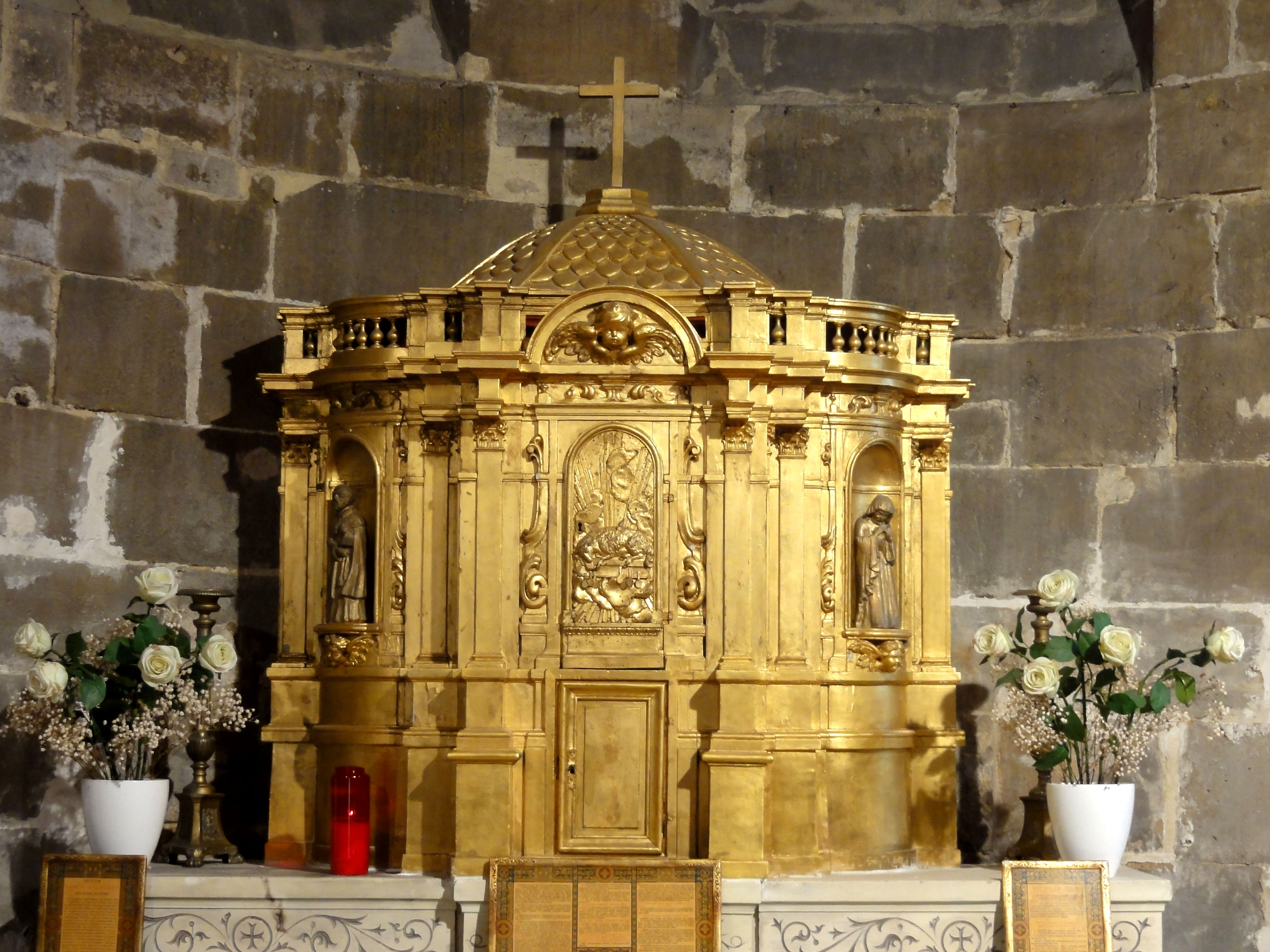
Tabernacle en bois doré.

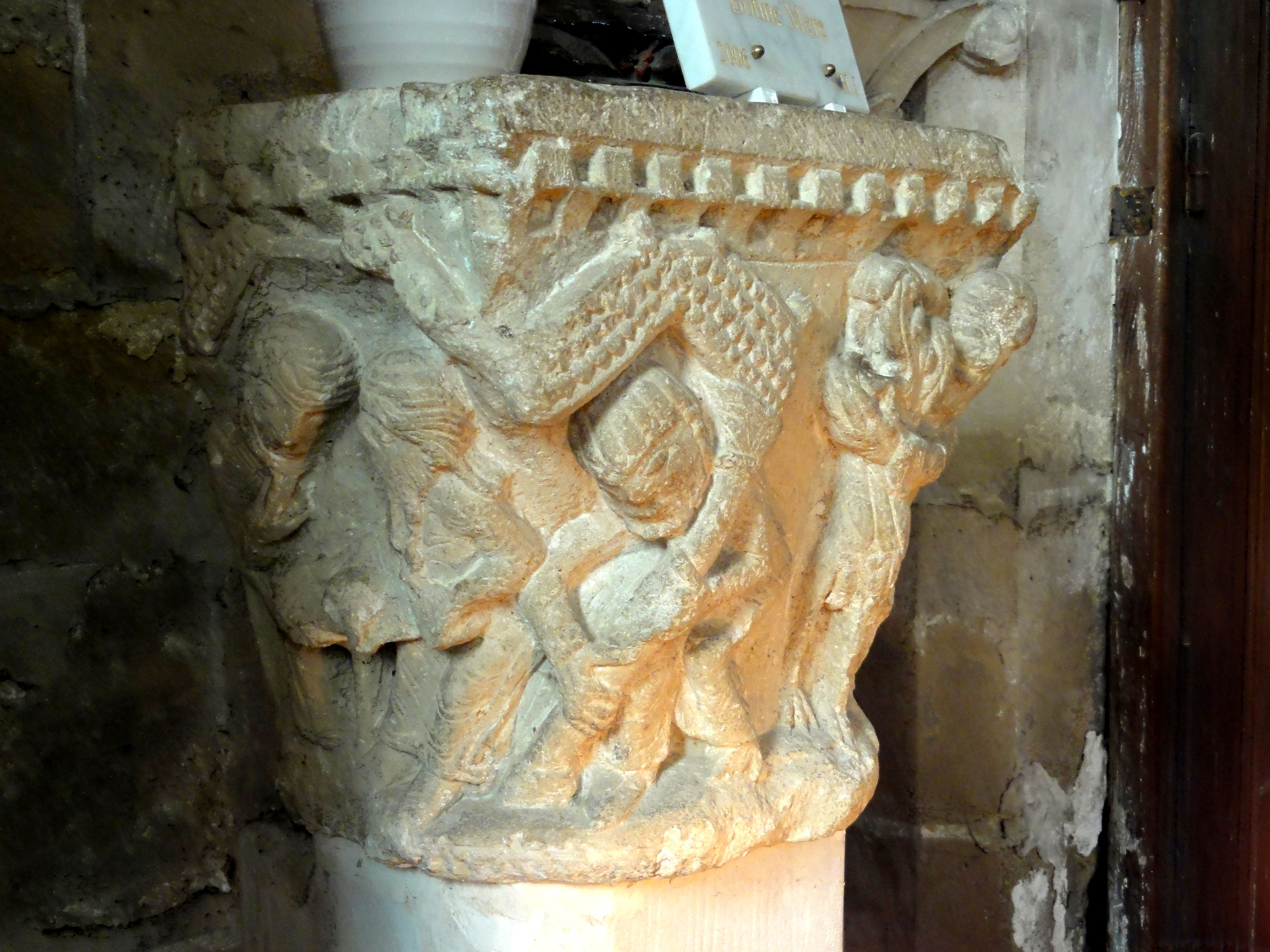
Chapiteau roman.

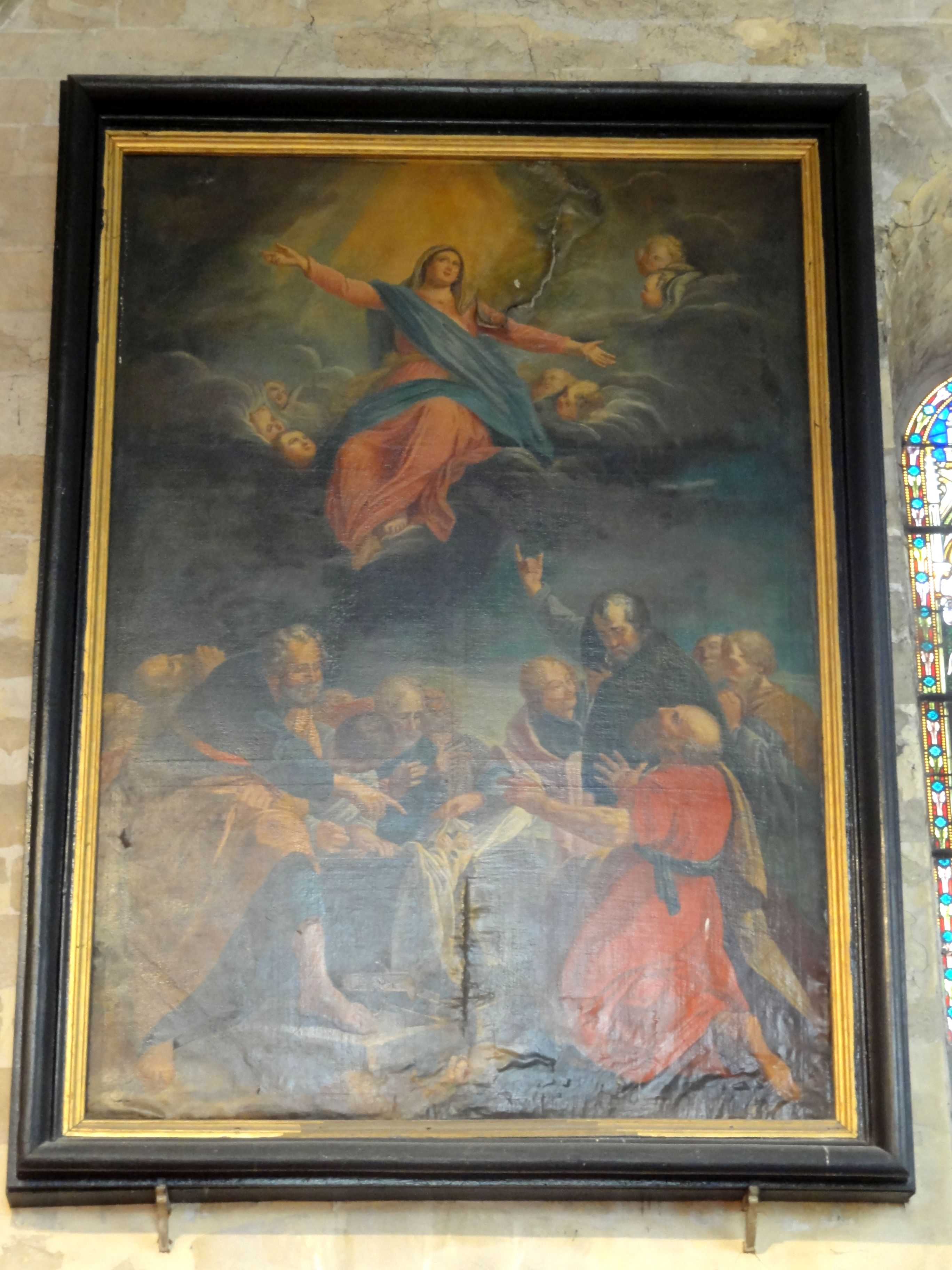
L'Assomption de Marie.

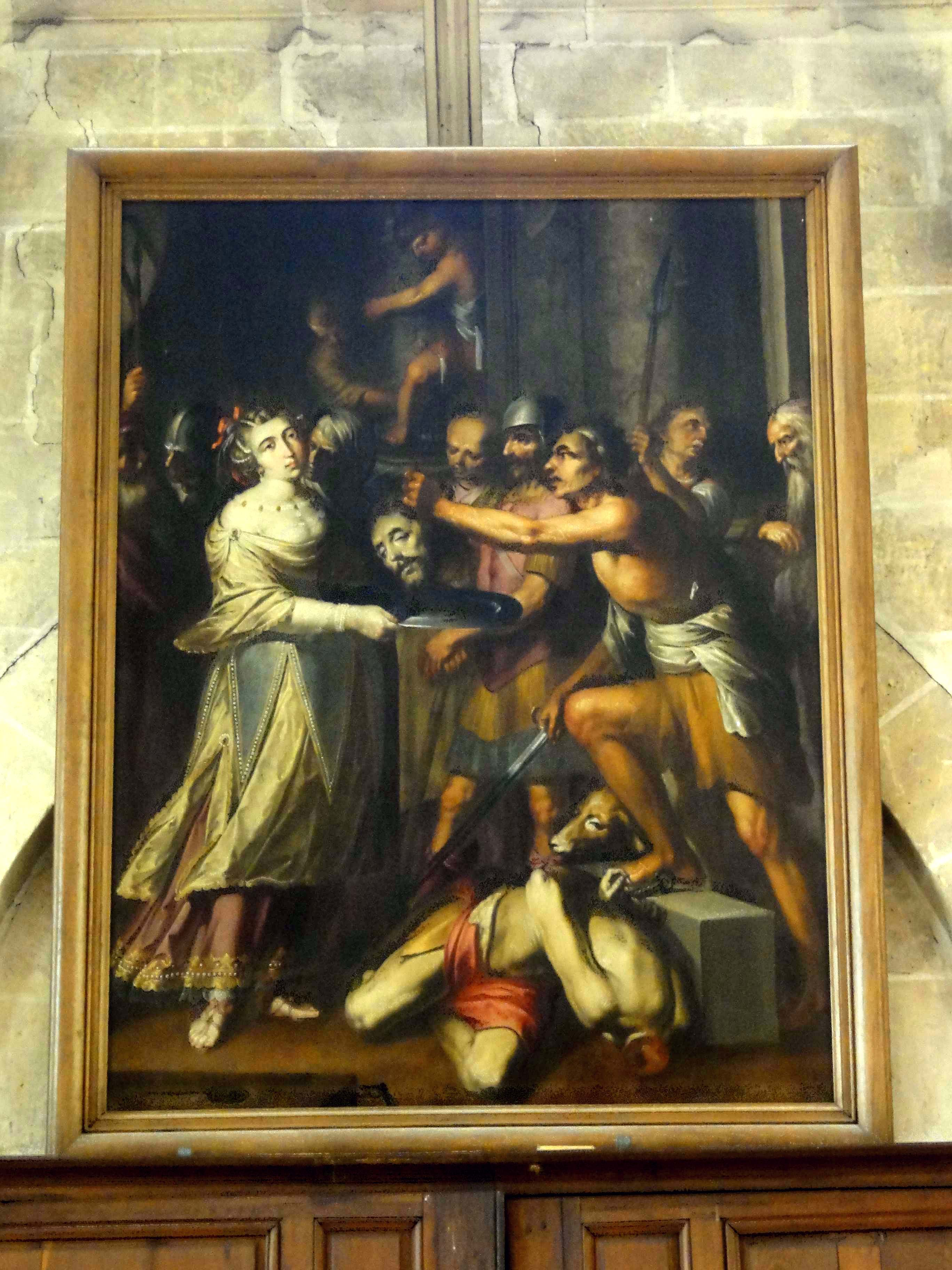
Tableau - décollation de saint Jean-Baptiste.

Un tabernacle, une statue, un chapiteau et trois tableaux conservés en l'église sont classés ou inscrits monument historique au titre objet, ou, dans un cas, au titre immeuble.
- Le tabernacle architecturé de l'absidiole est en bois taillé entièrement doré, et date du XVIIe siècle. Il se présente sous la forme d'un édicule d'ordre corinthien, avec un corps central comportant le tabernacle proprement dit, et deux latérales en hémicycle en retour. La porte du tabernacle comporte un bas-relief représentant l'Agnus Dei sur le livre aux sept sceaux, entouré de nuées et de rayons de lumière. Des niches en plein cintre sont ménagées dans les ailes latérales, où des consoles arborant des têtes de chérubin supportent des statuettes de Saint Jean (à gauche) et de la Vierge de douleur (à droite). Les trois composantes de l'édicule sont cantonnées de pilastres, et supportent un entablement, qui, quant à lui, est couronné d'une balustrade à jour. Au-dessus du corps central, une tête de chérubin avec un collier d'ailes se profile sur le fronton en arc de cercle. L'ensemble est coiffé d'un dôme garni d'écailles, et sommé d'un crucifix. Le classement au titre objet remonte à 1914[46].
- La statue en pierre de la Vierge à l'Enfant mesure 160 cm de hauteur, et date du second quart du XIVe siècle. Son déhanchement, son manteau court à plis en cupules, et ses chaussures à bouts pointus sont caractéristiques de cette époque. Après l'achèvement de la chapelle de la Vierge vers 1545, la présente statue fut reléguée sous le petit porche au sud de l'église. Sous la Révolution française, la statue fut décapitée et renversée. Puis, un paroissien l'enterra au cimetière selon l'usage de l'église catholique. Elle fut redécouverte en 1861, et les parties manquantes ont été complétées en 1874. Après cette restauration, elle fut rapatriée dans l'église et placée dans la chapelle de la Vierge. Son classement intervint en 1915[47],[48],[49].
- Un chapiteau roman du XIIe siècle découvert en septembre 1960 dans les fondations du deuxième contrefort du bas-côté sud est exposé près du portail occidental. Il est contemporain ou légèrement postérieur aux autres chapiteaux romans dans la croisée du transept et le chœur, et vraisemblablement sculpté d'une autre main. Les motifs sont des épisodes de l'histoire de Samson. Les chœurs des églises de Saint-Germain-des-Prés et de Saint-Martin-des-Champs, à Paris, possèdent des chapiteaux historiés de la même facture. Le classement au titre immeuble remonte à 1915[47],[50].
- Le tableau peint à l'huile sur toile et représentant l'Assomption de Marie mesure environ 300 cm de hauteur pour 250 cm de largeur. Il est signé Jean-Louis Barrere ou Barère, et daté de 1772 (ou 1712). Dans sa partie inférieure, les Apôtres, éberlués, sont regroupés autour du tombeau vide. Cette composition est une copie partielle de l'Assomption que Laurent de La Hyre peignit en 1635 pour le couvent des Capucins de la rue Saint-Honoré, à Paris. Ce tableau est conservé au musée du Louvre. Dans la partie supérieure de son œuvre, Barrere s'inspire des créations de Bartolomé Esteban Murillo pour la Vierge et les nuées qui l'entourent. L'œuvre a été inscrite au titre objet en 1990[51],[52].
- Le tableau peint en huile sur carton et représentant la Descente de croix, mesure 106 cm de hauteur pour 75 cm de largeur à l'ouverture du cadre. Il est signé Émile Bernard, et daté de 1937. Bernard l'a brossé rapidement, à la façon d'une esquisse, et les détails restent flous. La composition pyramidale est pour autant bien étudiée, et tranche très nettement avec l'iconographie traditionnelle. Au sommet, l'on voit une personne qui tient la tête du Christ. Les bras de la croix se devinent vaguement à gauche et à droite. Ainsi, l'inconnu occupe presque la même position qu'habituellement le Christ en croix. Le corps de Jésus, représenté presque verticalement, est soutenu par Nicodème et Joseph d'Arimathie. En bas, au premier plan, les trois Saintes Femmes se penchent sur la Vierge Marie, évanouie et allongée au sol. Ainsi, l'artiste donne un deuxième centre à son tableau, et accorde ainsi davantage d'attention à Marie, en soulignant sa peine en tant que mère endeuillée. Le classement au titre objet est intervenu en 1990[53]. Ce tableau a été déplacé vers un autre endroit (sans illustration).
- Le tableau peint en huile sur toile et représentant la décollation de saint Jean-Baptiste, mesure 180 cm de hauteur pour 155 cm de largeur, cadre compris. Non signé et non daté, c'est incontestablement l'œuvre d'un maître, qui semble faire partie des peintres caravagesques du début du XVIIe siècle. Il pourrait s'agir de Louis Finson (1578-1617), qui s'est justement formé en Italie du vivant du Caravage. L'on sait aussi qu'il fit un bref séjour à Paris vers 1615, avant de s'installer définitivement aux Pays-Bas. De cette époque pourrait dater le présent tableau, qui serait alors l'un des chefs-d'œuvre du peintre flamand. Caractéristiques de son style sont l'intensité des clairs-obscurs avec des effets de projeteur, la densité de la composition et le cadrage serré. À gauche, Salomé, d'une beauté presque irréelle et d'un regard parfaitement indifférent, tend un plat, sur lequel le bourreau, visible à droite, s'apprête à poser la tête du précurseur. Les yeux pas entièrement fermés, elle est chargée d'une expression réaliste. Sa physionomie avenante contraste avec les traits plutôt disgracieux des autres hommes présents. Le corps sans vie gît, recourbé, par terre, les mains liées. À côté, la signification du veau dont l'on aperçoit la tête reste à clarifier. L'œuvre est classée depuis 1988[54].